# Colombia
Colombia, oficialmente República de Colombia, es un país soberano situado en la región noroccidental de América del Sur. Se constituye en un Estado unitario, social y democrático de derecho, cuya forma de gobierno es de República presidencialista; con dos cámaras legislativas (Cámara de Representantes y Senado), también por sufragio directo, voluntario y secreto, con 4 años de mandato, pero que en cambio sí pueden ser reelegidos. Su capital y ciudad más poblada es Bogotá. Es una república organizada políticamente en treinta y dos departamentos descentralizados y el Distrito Capital de Bogotá, sede del Gobierno nacional.
Incluyendo la isla de Malpelo, el cayo Roncador y el banco Serrana, el país abarca una superficie de 1 141 748 km², por lo que es el vigesimoquinto país más grande del mundo y el séptimo más grande de América. Reclama como mar territorial el área hasta las 12 millas náuticas de distancia, manteniendo un diferendo limítrofe al respecto con Venezuela y Nicaragua.
Limita al norte, con el océano Atlántico; al este, con Venezuela y Brasil; al sur con Perú y Ecuador; y al oeste, con el océano Pacífico y Panamá. Tiene costas en el océano Pacífico y acceso al Atlántico a través del mar Caribe, donde posee diversas islas como el archipiélago de San Andrés, Providencia y Santa Catalina.
Es el vigesimoséptimo país más poblado del mundo, con una población de 52 millones de habitantes, además es la segunda nación con más hispanohablantes, detrás de México. Posee una población multicultural, la cual refleja la influencia de la colonización europea a gran escala, pueblos nativos y mano de obra africana, con oleadas migratorias provenientes de Europa y Oriente Medio durante los siglos XIX y XX.
El producto interno bruto de paridad de poder adquisitivo de Colombia ocupa el cuarto puesto en América Latina y el puesto 28 a nivel mundial. El PIB nominal colombiano es el cuarto más grande de América Latina y ocupa el puesto 28 a nivel mundial.
La presencia humana en Colombia se remonta a más de 14 500 años. Después de miles de años de formación cultural, en el actual territorio colombiano surgieron diversas culturas precolombinas como los muiscas, taironas y quimbayas. Al colonizar a estas culturas, España creó el Virreinato de la Nueva Granada con capital en Santafé (hoy Bogotá).
En el año 1810 comenzó la Guerra de independencia, tras la cual surgió el país que actualmente se conoce como Colombia. Durante el siglo xix y el siglo xx, el país se caracterizó por su inestabilidad y un gran número de guerras civiles; el último de estos conflictos, conocido como conflicto armado interno, comenzó en 1960. En el año 2012, después de más cincuenta años de conflicto, el gobierno del entonces presidente Juan Manuel Santos inició conversaciones de paz con las FARC-EP. En 2016 se alcanzó un acuerdo final que a pesar de no ser aprobado en el plebiscito del 2 de octubre del mismo año, fue implementado con modificaciones en 2017. A la fecha, el Gobierno de Colombia se encuentra adelantando el proceso de implementación de los acuerdos e iniciando nuevas conversaciones con el ELN, que ha manifestado la intención de contribuir al final del conflicto.
Colombia tiene una economía diversificada y posee un importante componente de servicios. La producción económica del país está dominada por su demanda interna y el gasto en consumo de los hogares es el mayor componente del PIB. El PIB en 2016 fue de 720 151 millones de dólares.
El índice de desarrollo humano colombiano es de 0,788 (Según datos del PNUD del 2023 publicados en 2025) y su esperanza de vida promedio es de 78,21 años en el año 2025.
Colombia es parte del grupo de los CIVETS, considerados como seis principales mercados emergentes. Es miembro de la OCDE, la ONU, la OEA, la Alianza del Pacífico, la CAN y de otras organizaciones internacionales; también es el único país de Latinoamérica que es socio global de la OTAN. Es el segundo país con mayor índice de desigualdad en América Latina, después de Brasil, y empatado con Panamá, según la base de datos del Banco Mundial.
Es la segunda nación más biodiversa del mundo, contando con 67 000 especies registradas; no obstante, un estudio lo ubica entre los ocho países responsables de la mitad de la destrucción de biodiversidad en el mundo. Por otra parte, es el país de América Latina con más conflictos ecológicos entre la población local y empresas multinacionales en áreas de especial protección ambiental. Para proteger su medio ambiente el país cuenta con instrumentos como la Política Nacional de Cambio Climático y el impuesto al carbono.
La producción de electricidad en Colombia proviene principalmente de fuentes de energía renovables. 70% se obtiene de la generación hidroeléctrica.

## Toponimia
Etimológicamente la denominación de Colombia deriva del topónimo neolatino Columbia que, a su vez, deriva del apellido en latín del explorador del siglo xv Cristóbal Colón (en latín: Christophorus Columbus) y la terminación latina -ia. 
Históricamente el nombre fue tomado de la primigenia República de Colombia (1819-1831), conocida generalmente como Gran Colombia, que unió por iniciativa del libertador Simón Bolívar los territorios del Virreinato de Nueva Granada, la Real Audiencia de Quito y la Capitanía General de Venezuela (actuales territorios de Colombia, Ecuador, Panamá y Venezuela), a partir del Congreso de Angostura del 15 de febrero de 1819. El proyecto pretendió abarcar toda Hispanoamérica, pero fracasó tras el Congreso de Panamá de 1826.
En 1830, con la desintegración de la Gran Colombia, cambió de nombre a República de la Nueva Granada. Tras el establecimiento del federalismo con la constitución de 1858 cambió de nombre otra vez a Confederación Granadina.
Es recién en 1863 que se toma para el país el nombre del fenecido proyecto de Bolívar, con la denominación de Estados Unidos de Colombia; hasta que finalmente se terminó por adoptar su mismo nombre oficial, República de Colombia, en 1886.
El nombre también es mencionado en la segunda estrofa del himno nacional:

Se baña en sangre de héroes la tierra de Colón.
Rafael Núñez.

Paradójicamente Cristóbal Colón nunca pisó territorio de la actual Colombia. Fue Rodrigo de Bastidas el primer europeo en explorar la costa atlántica del país, llegando por el Este al cabo de la Vela en 1501. Sin embargo, en el Cuarto viaje de Colón, este pudo descender del Cabo de Mosquitos, hasta el lugar denominado "Punta Marmorea", que algunos autores interpretan como el actual Cabo Tiburón, en la costa chocoana de Colombia.
| | {{{descripción}}} |
| Cristóbal Colón, en la pintura Virgen de los Navegantes. El nombre de Colombia o «tierra de Colón», fue un homenaje al explorador genovés, según la Constitución de 1858, por inspiración a la obra del Libertador, Simón Bolívar. | Rodrigo de Bastidas, adelantado y conquistador sevillano, fue el primer europeo en explorar el territorio de la actual Colombia, llegando por el Este al cabo de la Vela en 1501. |

## Historia

### Época precolombina

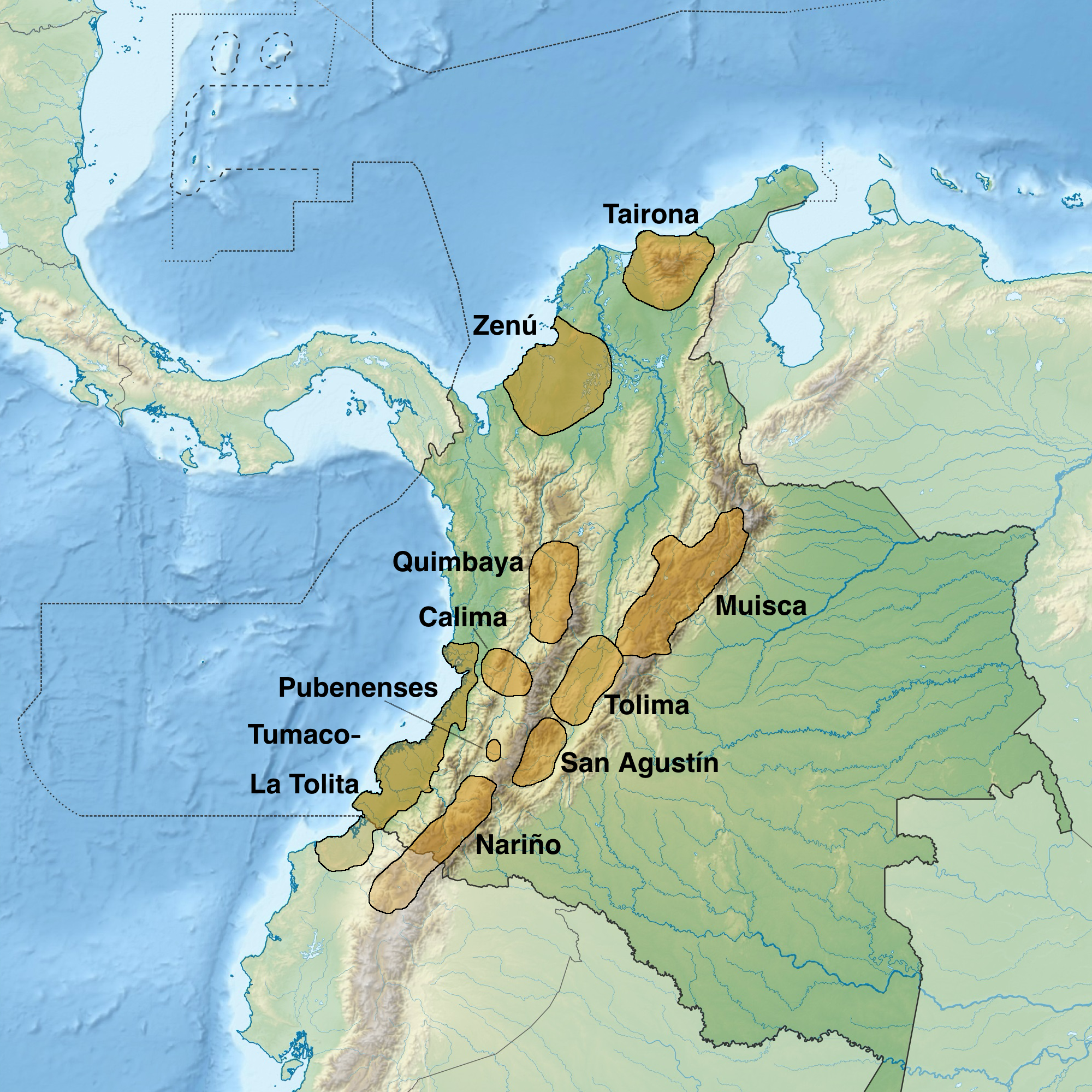
Ubicación de las culturas precolombinas de Colombia

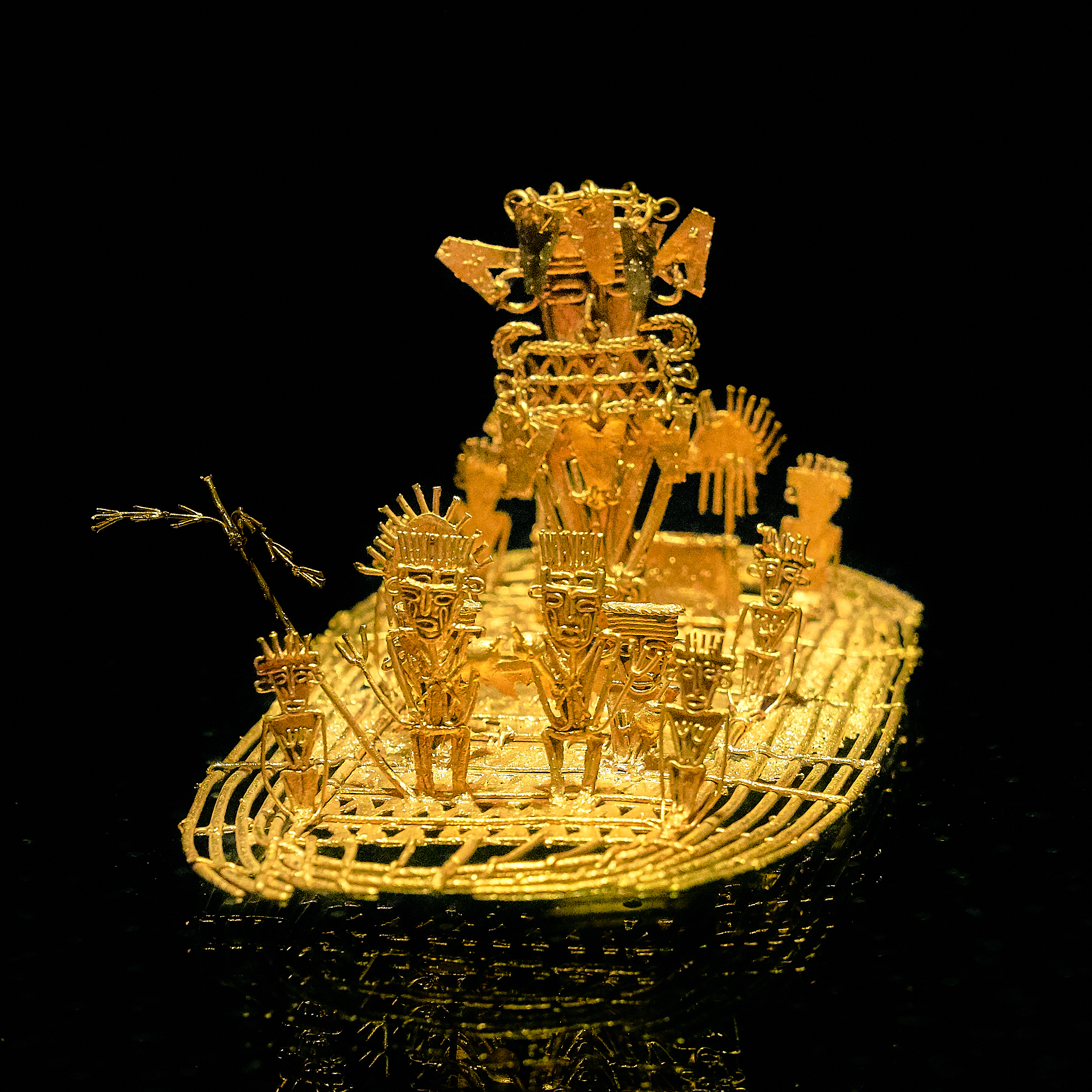
Balsa muisca, evidencia de las ceremonias sagradas que dieron origen a la leyenda de El Dorado.

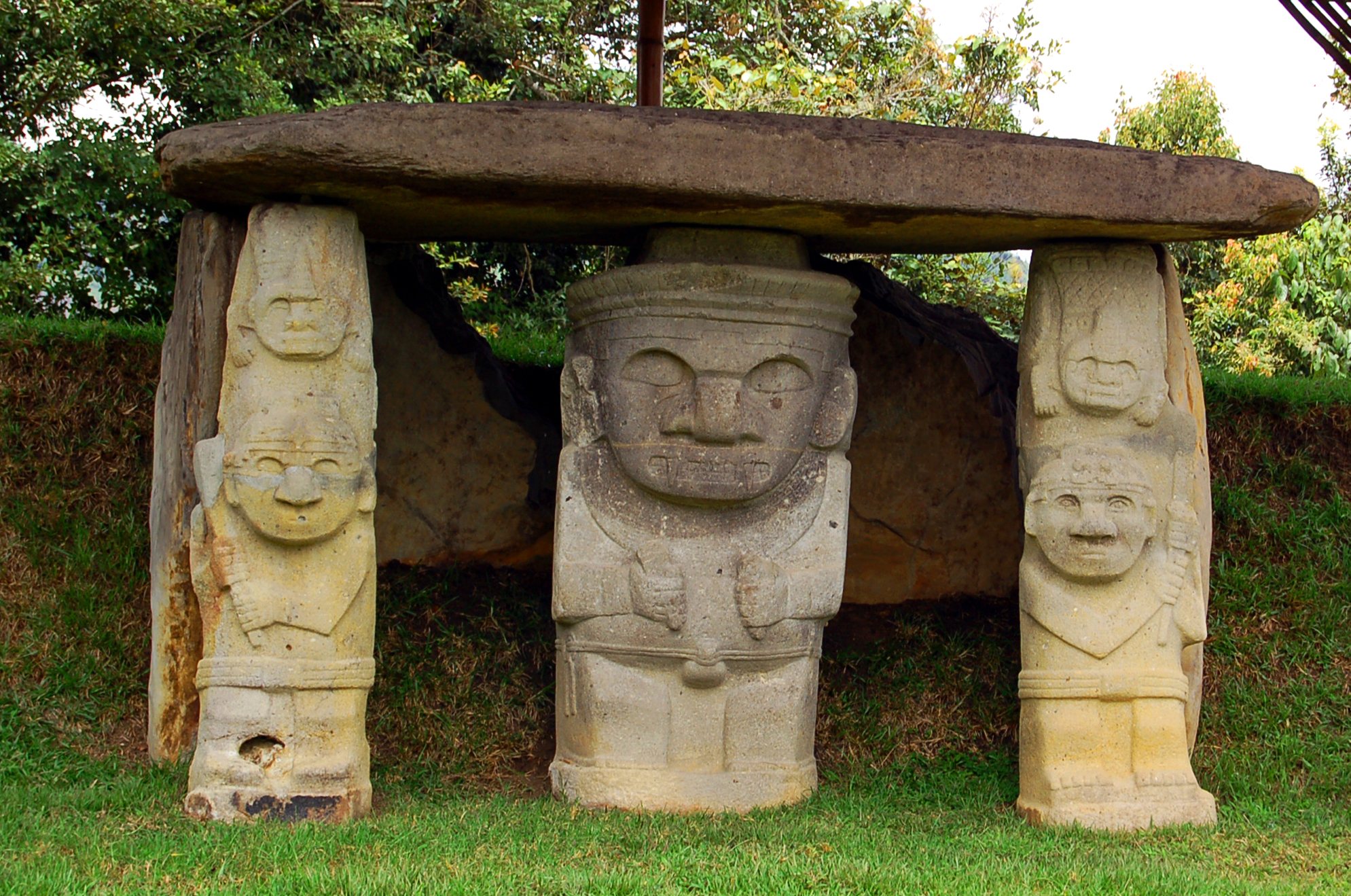
Estatuas de la cultura San Agustín.

El estudio de los primeros pobladores del territorio que hoy comprende la Nación se ha dividido en tres etapas de la época precolombina: el paleolítico (15 000-7000 a. C.), el periodo Arcaico Andino (7000 a 2000 a. C.), y el periodo formativo (2000 a. C. hasta el siglo xvi). Los primeros seres humanos que llegaron al territorio datan de aproximadamente 10 000 y 15 000 años. Los cazadores y recolectores nómadas de esta época utilizaban artefactos líticos, herramientas y armas hechas con piedra que datan de 10 450 a. C., hallados en El Abra, donde se comprobó que existían habitantes en la sabana de Bogotá en 10 500 a. C.
En el siglo xv existían tres grandes familias que poblaban Colombia. La cultura Caribe se ubicaba en la costa del mar Caribe, la arawak en los ríos Caquetá, Amazonas y Putumayo, y los muiscas en la Sierra Nevada de Santa Marta y los altiplanos del centro del país. Esta última fue la que presentaba más pobladores y un significativo desarrollo en la agricultura, el uso de calendario, los jeroglíficos, y los rituales religiosos.
El cacicazgo fue la organización social que primó antes de la Era Cristiana. Se caracterizaba por su orden social basado en una estratificación de la sociedad, las tribus se agrupaban de forma similar a como lo hacía el señorío. Así, el cacique era el que tenía el máximo poder. Se han encontrado evidencias de actividades de esta época en las que se destacan las prácticas funerarias, la evidencia de diversos oficios y símbolos de mando, adornos personales, templos, estatuas, sistemas de riego y notables avances en la agricultura como las terrazas de cultivo, entre otros.
Las culturas San Agustín, Tumaco, Tierradentro, Quimbaya, Zenú, Malagana, Pastos, Guanes y Pijaos, basaron su orden social en el cacicazgo. Muchas de estas ya habían desaparecido o se encontraban reducidas a la llegada de los españoles. Culturas más avanzadas en su orden social surgieron después en el formativo superior, cuya organización superó a la del cacicazgo, pues era similar a federaciones de aldeas; sus mayores representantes fueron culturas como la tairona y los muiscas. Durante los años 1200, los malayo-polinesios y los nativos americanos en Colombia hicieron contacto, extendiendo así la genética de los nativos americanos desde la Colombia precolonial a algunas islas del Océano Pacífico.

### Época hispánica

#### Conquista española

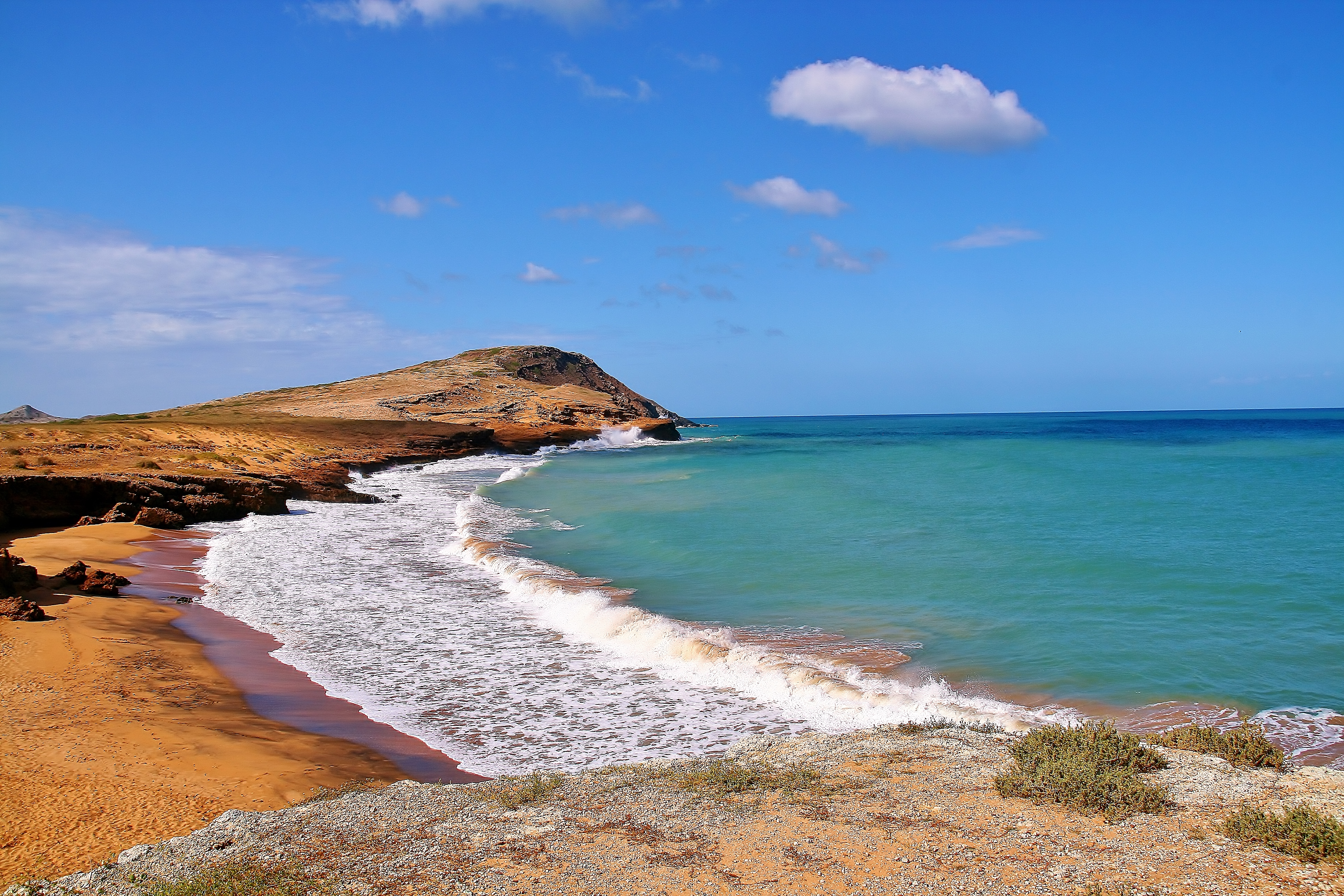
En el cabo de la Vela se dio el primer viaje de descubrimiento del territorio de la actual Colombia. Fue comandado por Alonso de Ojeda en 1499.

La primera expedición que zarpó rumbo a lo que hoy es Colombia fue emprendida en 1499 por Alonso de Ojeda acompañado por Juan de la Cosa y Américo Vespucio. Costeó África, pasó por las islas Canarias hasta llegar a lo que hoy se conoce como Guyana y Venezuela, de allí partió hacia Trinidad y después a la Guajira, para regresar a España con un botín compuesto mayoritariamente de indígenas esclavizados. Fue la primera ocasión en la cual exploradores europeos divisaron y realizaron mapas de la costa continental americana. Específicamente la costa venezolana y colombiana. En su segundo viaje fundó Santa Cruz en bahía Honda, la primera colonia europea en continente americano, la cual no prosperó.
Un viaje realizado por Rodrigo de Bastidas entre 1500 y 1501 partió desde la Guajira hasta el golfo de Urabá. Durante este recorrido, De Bastidas descubrió la desembocadura del río Magdalena. Por su parte Cristóbal Colón, en su último viaje a América, pudo haber llegado hasta cabo Tiburón, en el Chocó.
En 1508 Ojeda fue nombrado gobernador de Nueva Andalucía, reino que se suponía habría de extenderse desde el istmo de Darién hasta punta de la Vela. Por lo anterior emprendió una tercera expedición partiendo desde Santo Domingo con “dos bajales, dos berantines, y trescientos hombres” entre los que se encontraba Francisco Pizarro. Desembarcó en lo que hoy es la bahía Cartagena de Indias donde leyó el “requerimiento” de sometimiento a los indígenas de Turbaco. Sus fuerzas posteriormente fueron diezmadas por los indígenas por lo cual tuvo que seguir avanzando por la costa del reino que se suponía debía gobernar. Intentó fundar otro asentamiento en el Golfo de Urabá, San Sebastián de Urabá, el cual fue rápidamente abandonado debido a la inclemencia del terreno y a la resistencia de los habitantes del lugar.
En 1510, Vasco Núñez de Balboa fundó Santa María la Antigua del Darién y en 1513 dio con el océano Pacífico, con la ayuda de los indígenas, quienes guiaron al conquistador. El descubrimiento del océano Pacífico fue informado a España, y tiempo después llegaron varios navíos para explorar la zona comandados por Pedro Arias Dávila, quien era también el gobernador de la región comprendida entre el cabo de la Vela y Panamá.
En un principio el modus operandi de los españoles fue establecer pequeñas colonias que se dedicaban a subyugar, saquear y esclavizar a los pueblos indígenas aledaños, pero a medida que los indígenas morían en grandes números o huían de la costa, se hizo cada vez más necesario establecer colonias permanentes pobladas por emigrantes peninsulares.
En 1525, sería fundada Santa Marta por Rodrigo de Bastidas y, en 1533, Pedro de Heredia fundó a Cartagena del Poniente. Sin embargo, los esfuerzos de colonización fueron duros y ciudades como Santa Marta se vieron sumidas en la miseria y en su casi total desaparición. En medio de la desesperación, ante el constante estado de guerra con los indígenas y los primeros ataques piratas por parte de corsarios franceses en aquellas costas, el entonces gobernador de Santa Marta Pedro Fernández de Lugo designó a uno de sus hombres de confianza, el licenciado Gonzalo Jiménez de Quesada, para que organizara una expedición que remontara todo el río Magdalena hasta llegar al Perú. La expedición estaba compuesta por más de 600 hombres, un número que sobrepasaba la población de Santa Marta en aquel momento. La expedición partió el 6 de abril de 1536.
La intención de llegar a Perú se basaba en las noticias que habían llegado del fabuloso rescate que los Incas habían pagado para liberar a su líder Atahualpa, lo cual apuntaba a la enorme riqueza de aquellas tierras. El viaje de Jiménez de Quesada fue tortuoso y, para cuando llegó a lo que hoy en día es Bogotá, había perdido al menos dos terceras partes de sus hombres. Allí fundaría dicha ciudad en 1539.

### Nuevo Reino de Granada

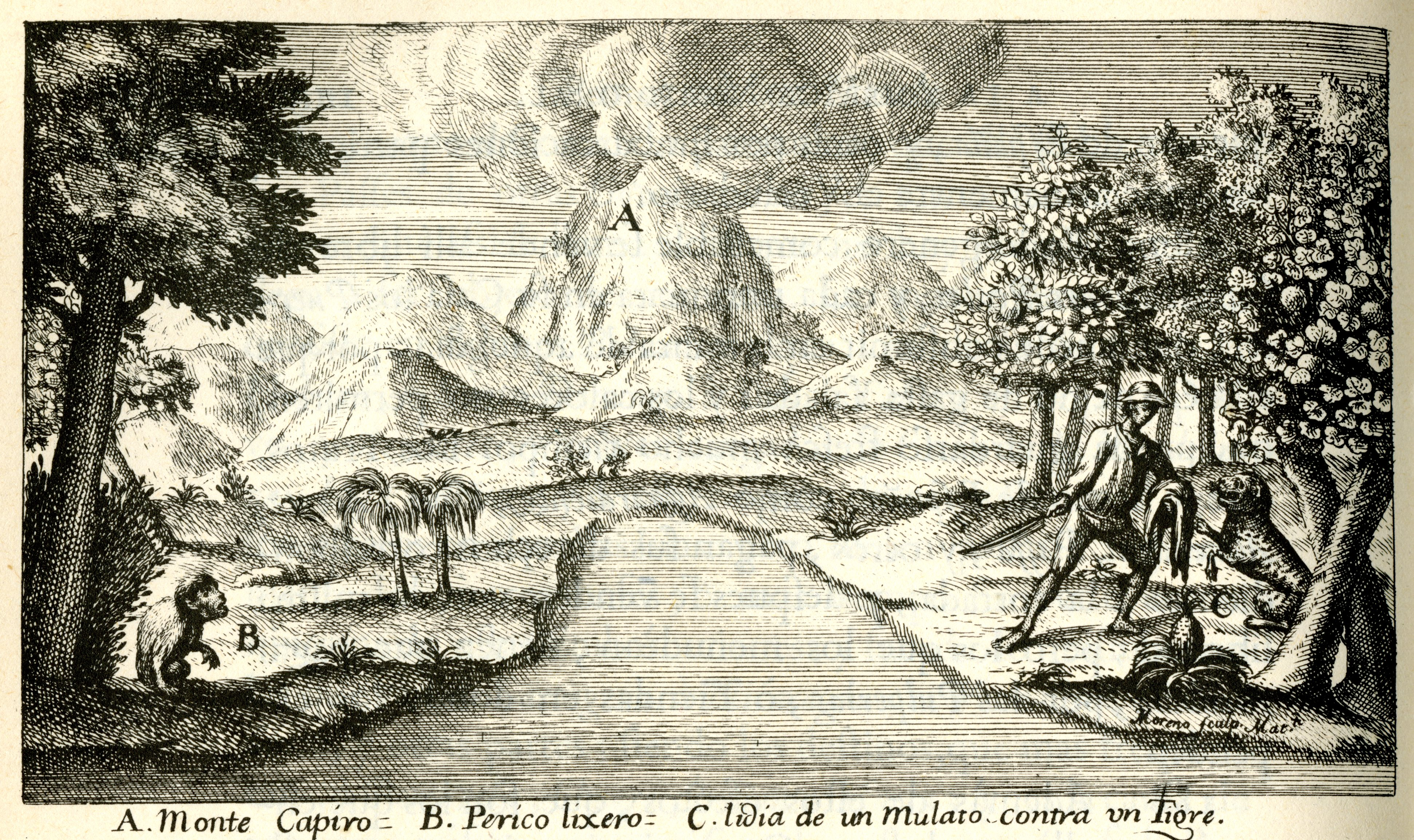
Paisaje rural del Nuevo Reino de Granada según un grabado de Jorge Juan y Antonio de Ulloa.

En 1550, se estableció el Nuevo Reino de Granada, división territorial del Virreinato de Perú, y se estableció la Real Audiencia de Santafé de Bogotá, con lo cual esta ciudad pasó a ser el centro político y administrativo de la Nueva Granada.
Con la consolidación de las colonias españolas tanto en la costa como en el centro del país, se pasó de un sistema basado en concesiones privadas en las cuales la Corona otorgaba gobernaciones a los conquistadores (quienes habían financiado las expediciones por su propia cuenta) a un sistema de gobierno de fuerte carácter centralista en la cual el rey pretendió gobernar directamente a través del Consejo de Indias.
Este periodo se caracterizó por la imposición del poder central desde España sobre los pueblos nativos y los colonizadores de estas tierras. Se impuso un sistema social, económico y político excluyente para gran parte de los involucrados. Se comenzó a desarrollar la institución de la encomienda alrededor de 1549, aunque de manera tardía, ya que esta institución venía en declive en Perú y Nueva España. Con posterioridad crecería en auge la mita como forma de extraer tributos y servicios personales de los indígenas por parte de los colonos.
En 1599, se dio una rebelión de esclavos en Cartagena liderada por Benkos Biohó. Muchas rebeliones similares durante los siglos xvi y xvii fueron estableciendo poblaciones independientes de esclavos libertos, lo cual contribuirá a la formación de las culturas raizales y afrocolombianas. También hubo resistencia clandestina de los colombianos contra los españoles en su participación con el comercio ilegal de mercancías asiáticas con Perú, México y Filipinas, ya que Córdoba (Colombia) era un centro de distribución de productos asiáticos de contrabando ilegal, que comerciaban filipinos y colombianos, contra los dictados de las leyes reales. Felipe Salonga, un filipino rebelde que mezcló el cristianismo con el Islam y era del antiguo reino musulmán de Manila y que estuvo implicado en la Conspiración de Tondo, fue presumiblemente exiliado a la ubicación de lo que ahora es el Nuevo Reino de Granada. (Nombrado así por un antiguo reino islámico en España, el Emirato de Granada) en el Nuevo Reino de Granada, fomentó la oposición contra España entre los nativos americanos oprimidos. Colombia también tuvo un papel en la cristianización de Filipinas, ya que Panamá, que una vez fue parte de Colombia, que había sido colonizada por genoveses, había enviado cruzados para hispanizar a los musulmanes de Filipinas.

#### Virreinato de Nueva Granada

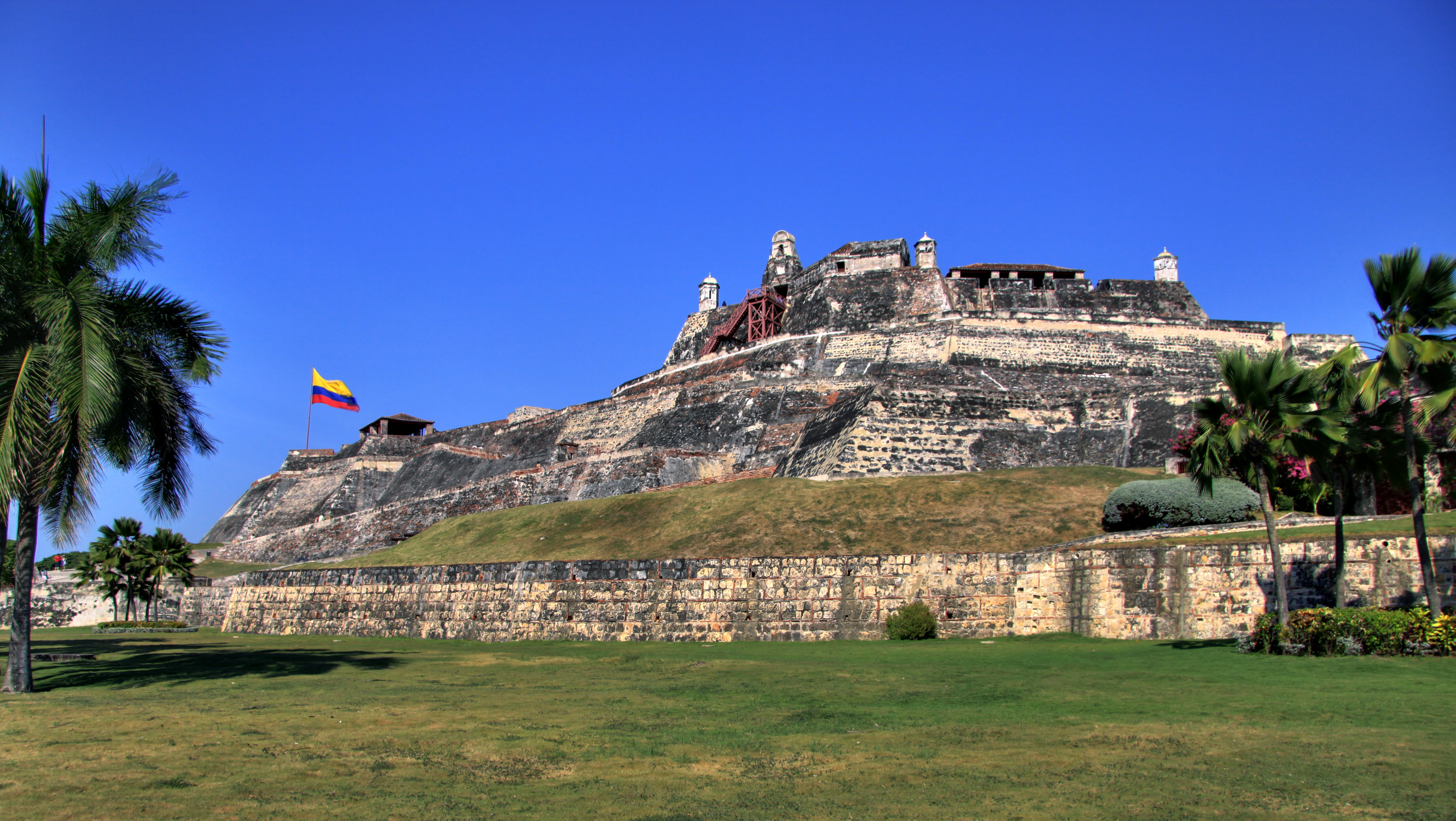
Castillo San Felipe de Barajas en Cartagena de Indias desde donde las fuerzas españolas de Blas de Lezo derrotaron a la flota y ejércitos británicos del Almirante Edward Vernon durante el sitio de Cartagena de Indias (1741).

Durante casi todo el periodo colonial Nueva Granada fue una capitanía del Virreinato del Perú. El Capitán de Nueva Granada debía gobernar lo que hoy es Colombia, además de Venezuela con la excepción de Caracas. Mientras que Cali, Popayán, Pasto y el actual Ecuador estaban bajo la autoridad del presidente de Quito, quien tenía funciones parecidas a la de una capitanía. Esta organización se mantuvo sin mayor cambio hasta 1717 cuando la capitanía de Nueva Granada fue ascendida a Virreinato.
En 1723 los cambios se revirtieron y los territorios regresaron a ser parte del virreinato de Perú, sin embargo, en 1739 el Virreinato de la Nueva Granada se restableció. Las presidencias de Quito y Panamá quedaron adscritas al Virreinato de la Nueva Granada. En 1777 se creó la Capitanía General de Venezuela sobre la cual los virreyes granadinos tenían poco control.
El gobierno subterritorial era adelantado por los cabildos o los concejos municipales. Estos entes no eran de elección democrática pero eran uno de los pocos en los que podían servir los criollos y eran representativo al menos en el sentido que sus miembros eran habitantes del territorio en cuestión.
La zona Caribe fue objetivo de ataques de corsarios al servicio de la Corona británica. Lo anterior culminó en la guerra del Asiento, durante la cual se dio el sitio de Cartagena de Indias. La derrota de los ingleses ayudó a consolidar el dominio español sobre la Nueva Granada.

### Independencia

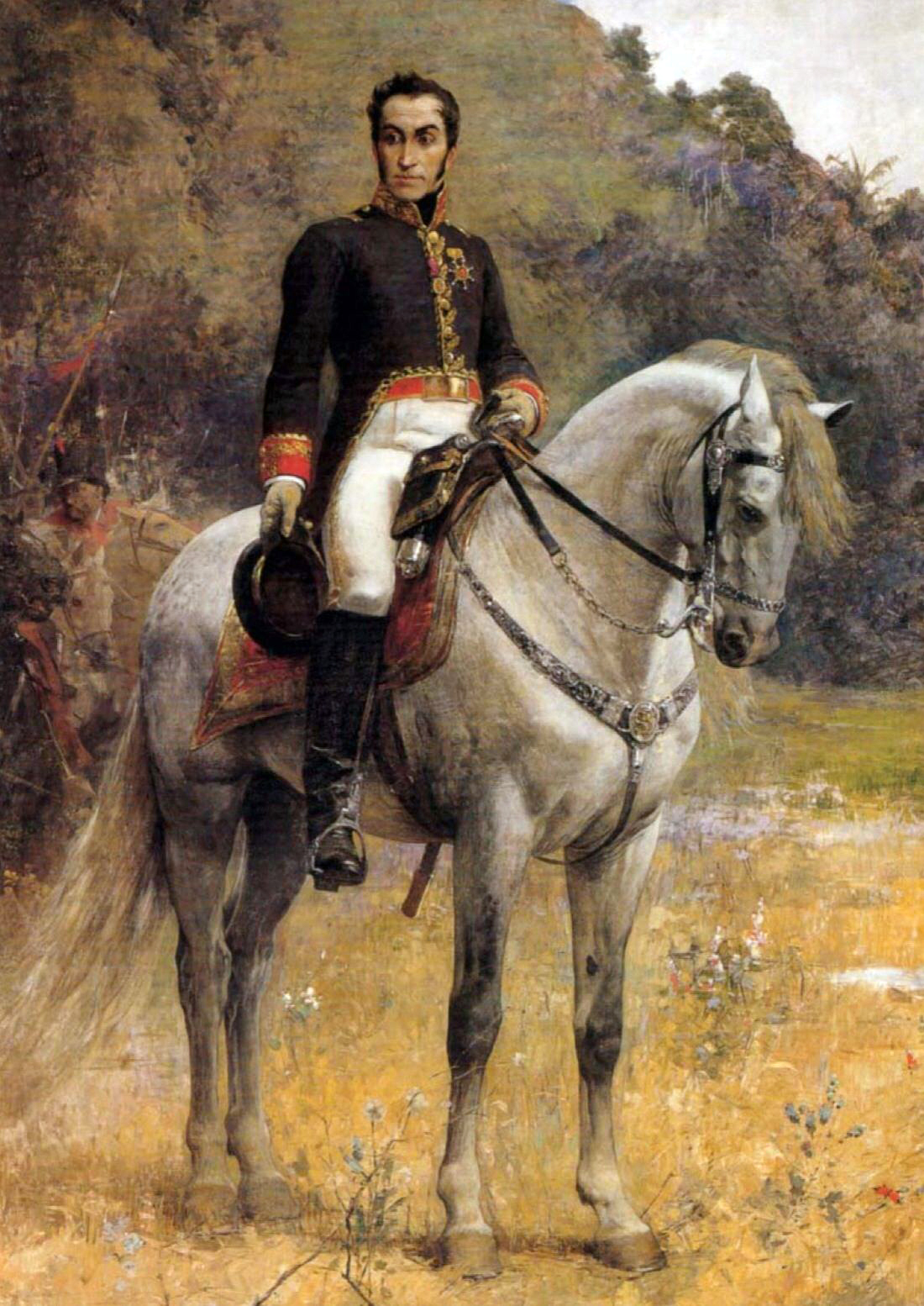
Simón Bolívar, uno de los precursores de la independencia de Colombia y países vecinos.

El conflicto comenzó a gestarse a finales del siglo xviii con la insurrección de los comuneros, la cual fue la primera manifestación de la identidad criolla, al marchar los insurgentes por la capital para protestar contra los nuevos impuestos del gobierno y reclamar su parte de la riqueza nacional, bajo el lema Viva el Rey abajo el mal gobierno.
En 1808, Napoleón Bonaparte invade la península ibérica y obliga al rey Carlos IV y al príncipe heredero Fernando VII a abdicar al trono y ceder la soberanía del imperio español a José de Bonaparte, hermano de Napoleón. Como resultado en Valencia se creó la Junta Suprema de España e Indias, como un reducto del gobierno español en oposición a la súbita invasión francesa. Dicha junta buscaba gobernar el imperio mientras se restauraba a Fernando VII al trono.
El vacío político subsecuente en América tuvo por resultado una mayor inherencia de los "criollos" (descendientes de españoles nacidos en las colonias) en el gobierno de las provincias.
Con el total colapso de la resistencia española en 1810 las provincias neogranadinas como Cartagena, Antioquia, Cundinamarca, Venezuela, Panamá y muchas otras a lo largo del contiene comenzaron a conformar sus propias juntas de gobierno siguiendo el ejemplo de las provincias españolas.
Algunas juntas buscaban gobernar provisionalmente mientras se restauraba el Gobierno español pero algunas otras, impulsados por políticos como Antonio Nariño y Camilo Torres, se declararon independientes y republicanas, influidas por la Revolución Americana y francesa e inspirados por filósofos como Rousseau y Bentham.
Entre 1811 y 1816 se instauró el primer estado republicano denominado Provincias Unidas de corte federalista, con algunas provincias como Santa Marta y Popayán permaneciendo leales a la Corona Española y rechazando la Unión. Durante este periodo se dio una guerra civil entre centralistas, federalistas y realistas por lo cual se denomina a esta época la Patria Boba, nombre dado por Antonio Nariño.
Tras la restauración de la Monarquía Española en 1814, Fernando VII envió un ejército en 1816 a reconquistar los territorios que se habían declarado independientes. La resistencia a la reconquista fue liderada por Francisco de Paula Santander en el Casanare y posteriormente se unieron a Simón Bolívar, quien comandó un ejército independentista desde Guayana y luego desde Venezuela, el cual invadió a Colombia desde los Llanos Orientales con la meta de ocupar la provincia de Tunja, atravesando la cordillera que los separa.
El Ejército Libertador contaba con 1300 hombres de infantería y 800 de caballería, y con el apoyo del gobierno de Inglaterra. Simón Bolívar se encontraría el 12 de junio con las tropas del general Francisco de Paula Santander entre otros oficiales independentistas. El 25 de julio se llevó a cabo la batalla del Pantano de Vargas. El ejército patriota se tomó a Tunja el 4 de agosto. Después, José María Barreiro, en su retirada hacia Santa Fe, fue sorprendido por Simón Bolívar en el puente de Boyacá, donde ocurrió la batalla homónima el 7 de agosto de 1819. Tres días más tarde ocuparon la capital que el virrey Juan de Sámano había abandonado en retirada. El triunfo de Bolívar significó el fin de la dominación de España en el oriente y centro del país. En los siguientes cuatro años serían derrotados los últimos núcleos realistas que aún se resistían al proyecto emancipador.

### Guerras civiles y conflicto armado interno

#### Rivalidades en torno a la forma de gobierno (1828-1886)
Tras el triunfo de Bolívar y la expulsión de los españoles de América se revive el conflicto político entre quienes creían que la nueva nación debía ser de carácter centralista y quienes opinaban que debía ser federal. El inconveniente fue tal que la asamblea constituyente de Ocaña fue incapaz de redactar una constitución para el recién creado estado de la Gran Colombia conformada por los actuales países de Colombia, Ecuador, Panamá y Venezuela. Su nombre oficial era República de Colombia, pero en la historiografía se le hace referencia como Gran Colombia para diferenciarla de la actual Colombia.
Tras el fallido congreso de Ocaña, en 1828 Bolívar expide el Decreto Orgánico de la Dictadura declarándose dictador por 2 años hasta 1830. En septiembre de 1828 un grupo de disidentes políticos intentaron asesinar a Bolívar quien se encontraba con Manuela Sáenz en el Palacio de San Carlos. Manuela fue golpeada severamente por los conspiradores pero sobrevivió, mientas que Bolívar se fugó saltando por una ventana, pasando toda la noche escondido debajo del puente del Carmen, por donde cruzaba el río San Agustín (actual carrera 5.ª con calle 6.ª) cerca a La Candelaria, tiempo durante el cual adquiere neumonía.
Como resultado Santander fue acusado de participar en el complot, enjuiciado y exiliado. Estos sucesos, aunados a rumores sobre las gestiones realizadas por miembros del gabinete de Bolívar (según él, sin su aprobación) para encontrar un noble europeo que asumiese el rol de rey americano al estilo de una monarquía constitucional, culminaron con dos revueltas federalistas encabezadas por dos republicanos, José María Córdova en Antioquia y José María Obando en Cauca.
El 16 de octubre de 1829, muere asesinado José María Córdova. Así mismo, el 4 de junio de 1830 muere asesinado Antonio José de Sucre, lo cual, junto a una enfermedad crónica, lleva a Bolívar a renunciar en mayo de 1830 para partir hacia el exilio ante el colapso del proyecto de la Gran Colombia. Finalmente fallece antes de poderse embarcar para Inglaterra, en Santa Marta en diciembre de 1830. Tras la muerte de Bolívar, Santander regresó al país llegando a ser presidente en 1832.
Subsecuentemente fue creada la centralista República de la Nueva Granada (1832-1858), conformada por las actuales Colombia y Panamá y que estaba organizada en provincias. En este periodo los partidarios del centralismo y la unión entre la Iglesia y el Estado sentarían las bases para la creación del Partido Conservador Colombiano, mientras que los federalistas y partidarios de la separación Iglesia-Estado se convertirían en el Partido Liberal Colombiano. Luego vino la fugaz Confederación Granadina, una república federal integrada por ocho estados federados que reemplazaron a las antiguas antiguas provincias neogranadinas de 1858 a 1863.
En 1854, un golpe político-militar llevó al poder al liberal José María Melo durante algunos meses. Tras ser derrocado en la guerra civil de ese año, se impulsó la reducción del ejército, requisito importante para que funcionara el federalismo instaurado en 1858. Sin embargo, durante la guerra civil de 1860-1862 se dio una rebelión en la que el Estado de Cauca liderado por Tomás Cipriano de Mosquera derrocó al gobierno conservador de Mariano Ospina Rodríguez. En 1863, entró en vigor la Constitución de Rionegro con la que el país pasó a llamarse Estados Unidos de Colombia, una república federal en la que primaba la autonomía territorial. Se caracterizó por ser un país influido por el liberalismo que impuso un sistema federal con la creación de ejércitos regionales. En 1876 los conservadores se alzaron en armas en la guerra civil de 1876 por cuestiones religiosas en la educación, pero fueron derrotados por el Gobierno.
Las elecciones presidenciales de 1880 fueron ganadas por el liberal moderado Rafael Núñez quien se opuso al federalismo y apoyó una mayor intervención del estado en la economía y en las regiones. Como resultado, se desató la guerra civil de 1884-1885 en un intento fallido de los liberales radicales para derrocar a Núñez, quien con la ayuda de los conservadores proclamó la Constitución de 1886, que acabó con el federalismo e impuso el centralismo administrativo, creando los departamentos, dándole amplios poderes al presidente de la República, unificando el ejército a nivel nacional, aliándose con la Iglesia y renombrando el país al nombre actual República de Colombia.

#### De la Regeneración a la República Liberal

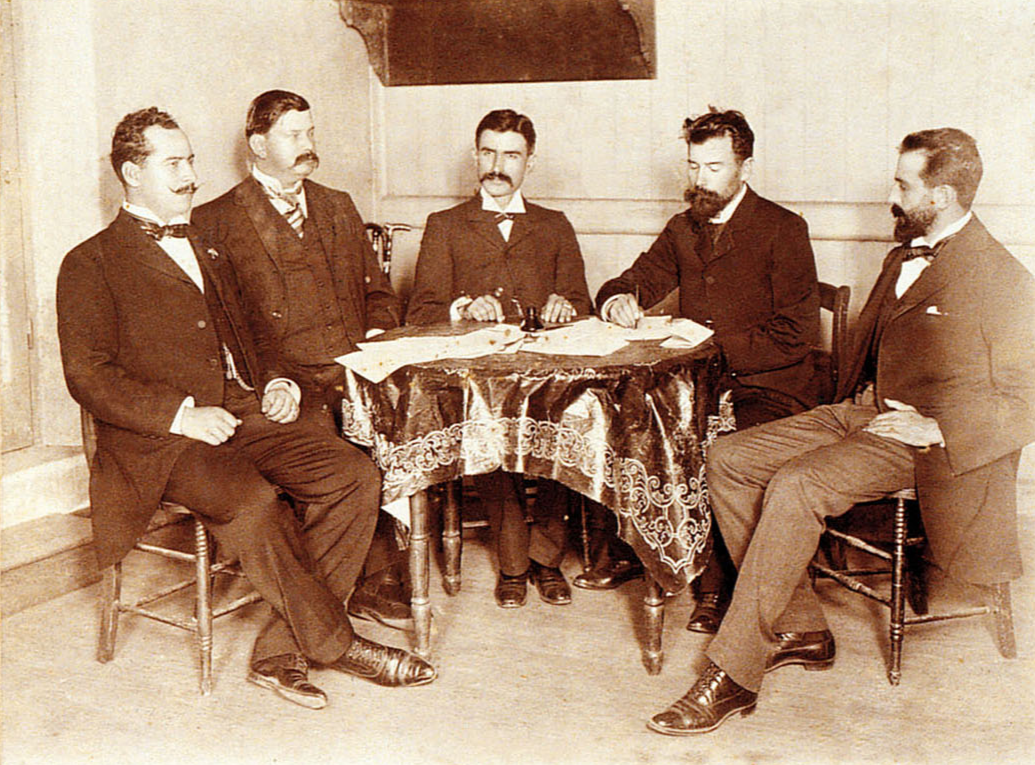
La firma del «Tratado del Wisconsin» dio por terminada la guerra de los Mil Días.

La guerra de los Mil Días se desarrolló entre 1899 y 1902 como reacción al gobierno conservador durante la presidencia de Manuel Antonio Sanclemente y José Manuel Marroquín; la guerra, la posterior quiebra del país y el interés económico de Estados Unidos terminó en la separación de Panamá en 1903. Finalizada la guerra fue elegido Rafael Reyes (1904-1909), quien disolvió el Congreso en 1905 y lo reemplazó por una Asamblea Constituyente que le otorgó poderes dictatoriales. Durante su gobierno se normalizó el orden interno, se estabilizó la economía y se inició un proceso de industrialización y modernización del estado. En la década de 1920 se presentan hechos de violencia política como la Masacre de las Bananeras en 1928, llega la aviación al país y surgen los movimientos populares campesinos, obreros e indígenas. En 1930, por primera vez desde 1886, es decir 44 años después, un liberal ganó las elecciones presidenciales. Con el gobierno de Enrique Olaya Herrera (1930-1934) se inició el periodo en el que los liberales ejercieron el poder durante 16 años continuos. Se dio la guerra contra Perú, entre 1932 y 1934, cuando un grupo de peruanos se tomaron la ciudad de Leticia en el Amazonas. El conflicto no se soluciona en el campo de batalla sino a través de la vía diplomática por medio del Protocolo de Río de Janeiro (1934) que puso fin al diferendo limítrofe. El primer gobierno de Alfonso López Pumarejo se denominó 'la revolución en marcha' y fue una constante de reformas. Seguido por el gobierno de Eduardo Santos y el segundo gobierno de Alfonso López.

#### La Violencia y el Frente Nacional

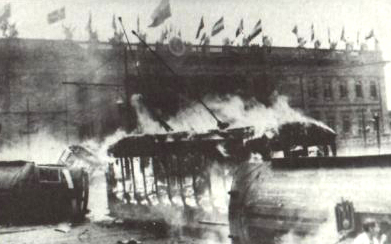
Tranvía ardiendo frente al Capitolio Nacional durante el Bogotazo.

Entre 1925 y 1960, el país estuvo sumido en una crisis social y política, con el recrudecimiento de «La Violencia bipartidista». Se caracterizó por ser un periodo de persecuciones políticas en medio de una guerra entre liberales y conservadores. El conflicto causó entre 113 000 y 300 000 muertos y el desplazamiento forzado de más de dos millones de personas, equivalente a casi una quinta parte de la población total de Colombia, de aproximadamente 11 millones de habitantes. Como consecuencia, el país dejó de ser agrario para convertirse en urbano, pues en 1959 poco más de la mitad de población del país vivía en la ciudad. Históricamente, las tierras en su mayoría agrícolas, fueron adquiridas a bajo precio por terratenientes de la época. La población campesina desplazada de sus tierras se convirtió en una mano de obra agraria asalariada. La actividad industrial creció, pero esto no se reflejó en el desarrollo de la población.
Tras divisiones internas liberales en 1946, los conservadores retomaron el poder presidencial con el gobierno de Mariano Ospina Pérez, pero no las mayorías en el congreso. En 1948, con el asesinato del líder liberal Jorge Eliécer Gaitán, se inició el Bogotazo y el recrudecimiento de la Violencia, que perduró hasta principios de los años 1960. Los conservadores mantuvieron la presidencia hasta 1953, con los gobiernos de Laureano Gómez y de Roberto Urdaneta, cuando la clase política (conformada por las clases altas, que eran los ejercían en la mayoría de los casos los puestos del gobierno) propició un golpe de Estado que entregó el poder al General Gustavo Rojas Pinilla. La mayoría de las guerrillas liberales y comunistas, atraídas por las propuestas de paz del Gobierno, entregaron sus armas, pero varios de sus miembros fueron asesinados posteriormente. Un acuerdo entre los partidos Liberal y Conservador, puso fin a la dictadura de Rojas Pinilla, y tras el Plebiscito de 1957 se creó el Frente Nacional, como un regreso a la democracia electoral formal en la cual los partidos políticos alternaron el poder dándole fin a las décadas de guerra entre liberales y conservadores.
El Frente Nacional marcó el fin de la violencia bipartidista. Sin embargo continuaron la exclusión de otras ideologías políticas, los problemas sociales, económicos y políticos. Surgieron las guerrillas comunistas: en 1964 las Fuerzas Armadas Revolucionarias de Colombia - Ejército del Pueblo (FARC-EP), el 7 de enero de 1965 el Ejército de Liberación Nacional (ELN), en julio de 1967 el Ejército Popular de Liberación (EPL); la guerrilla nacionalista en enero de 1974: el Movimiento 19 de abril (M-19), y la primera guerrilla indígena del continente en 1984: el Movimiento Armado Quintín Lame (MAQL).

#### Conflicto armado interno (1960-actual) y narcotráfico,sigloXXI

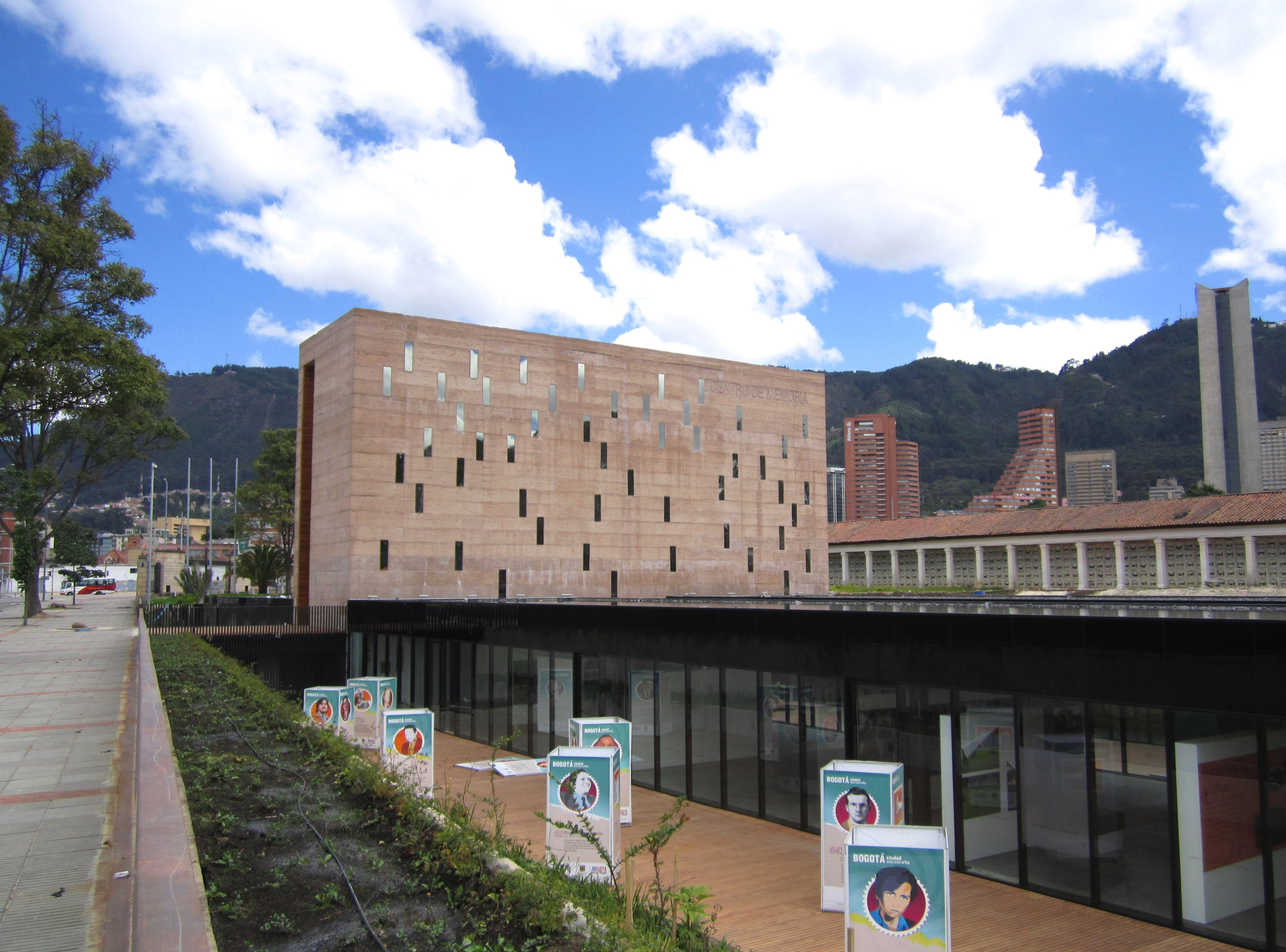
Centro de Memoria, Paz y Reconciliación, dedicado a la memoria de las víctimas del conflicto armado interno.

Desde 1960 la historia de la nación se ha caracterizado por el conflicto armado interno (con varias etapas de recrudecimiento, la mayor entre 1988 y 2012), entre el estado y diferentes actores armados (guerrillas de extrema izquierda, paramilitares de extrema derecha, carteles del narcotráfico y crimen organizado). Según el informe "¡Basta ya!: Colombia: memorias de guerra y dignidad" (2013) 220 000 muertes por el conflicto entre 1958-2012. Para 2020 según el Registro Único de Víctimas se cuentan 8 989 570 víctimas del conflicto en 11 202 790 eventos o hechos victimizantes.
Colombia es el país con mayor cantidad de desplazados en el mundo con 7 816 500 de personas que han huido de la violencia según el Centro de Monitoreo de Desplazamiento Interno (IMDC) en 2019.
Durante el Frente Nacional fueron elegidos cuatro presidentes, dos por el Partido Liberal y dos por el Partido Conservador. En 1974 se reanudó la contienda electoral entre liberales y conservadores. Aparecen grupos insurgentes como las FARC-EP, el ELN, el EPL y el M-19, que conformaron la Coordinadora Guerrillera Simón Bolívar (CGSB) y grupos paramilitares (autodefensas regionales, las Convivir y posteriores AUC) para combatir a estos grupos y a partidos de oposición. Se realizaron negociaciones de paz que culminaron exitosamente en 1990 con el M-19 y en 1991 con el 95% del EPL entre otros grupos. Se promulga la Constitución Política de 1991 que rige los destinos de la nación desde el gobierno de César Gaviria (1990-1994).
En la década de 1970 se presentó la bonanza marimbera, y desde los años 1980 se dio un auge en el narcotráfico de cocaína. Los narcotraficantes líderes de los carteles de Cali y Medellín adquirieron un enorme poder influyendo en la clase dirigente del país con dinero producto de los negocios ilícitos, como el Proceso 8000 en la campaña electoral del presidente Ernesto Samper (1994-1998), siendo ejemplo de los actuales problemas de corrupción en Colombia. A finales de la década de 1980 y comienzos de la de 1990 el gobierno inició a perseguir y a extraditar a los capos de la droga. Esto desencadenó una oleada de violencia conocida como narcoterrorismo. El dinero del narcotráfico también ayudó a financiar grupos guerrilleros y paramilitares que se enfrascaron en un violento conflicto agudizado en las décadas de los 1990 y Años 2000.

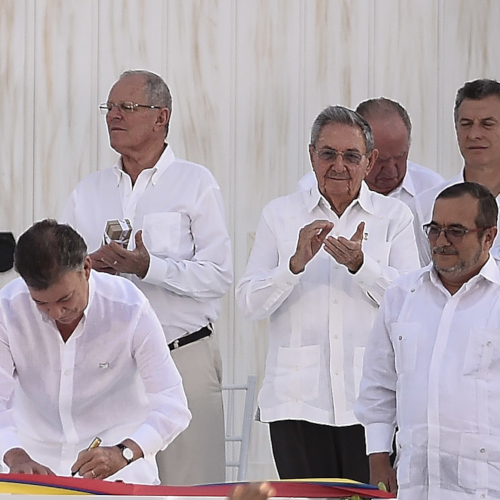
Ceremonia de firma de los acuerdos de paz entre el gobierno y las FARC-EP el 26 de septiembre de 2016. Debido a estos esfuerzos realizados, el expresidente Juan Manuel Santos recibió el Premio Nobel de la Paz en 2016.

Tras el fracaso de los diálogos de paz del Caguán, el Gobierno de Colombia y los Estados Unidos implementaron el Plan Colombia en el gobierno de Andrés Pastrana (1998-2002). Se establecen los dos periodos presidenciales de Álvaro Uribe (2002-2010) como los años con mayor cantidad de víctimas: 3.633.840 de víctimas según el Registro Único de víctimas. Con la desmovilización de las Autodefensas Unidas de Colombia (AUC) entre 2003 y 2006, las denominadas Bandas Criminales (Bacrim) o Grupos Armados Organizados (GAO) retomaron las actividades ilícitas realizadas por los paramilitares, sobre todo, las relacionadas con el narcotráfico y la minería ilegal. Desde 2012 hasta 2016, el gobierno de Juan Manuel Santos desarrolló un proceso de paz con la guerrilla de las FARC-EP en La Habana, Cuba, con el objetivo de encontrar una salida política al conflicto. El 2 de octubre de 2016, luego de firmar entre las partes un primer acuerdo de paz el 26 de septiembre de ese año, el gobierno convocó a un plebiscito para refrendar el acuerdo alcanzado con los insurgentes, resultando ganador el NO por estrecho margen. Tras un periodo de negociación con los promotores del NO, el gobierno y las FARC-EP acordaron el definitivo acuerdo de paz entre el gobierno colombiano y las FARC-EP, el cual se firmó el 24 de noviembre de 2016. Se presentó un descenso en la intensidad de la guerra.
En la actualidad, el Estado colombiano no ha cumplido con la mayoría de sus obligaciones, como establecer una presencia integrada en las regiones rurales e implementar programas de restitución de tierras y sustitución de cultivos ilícitos. Colombia encabeza la lista a nivel mundial de líderes sociales asesinados, según el último informe de la organización Front Line Defenders la impunidad en estos casos es del 86%. Según la Organización de las Naciones Unidas el 93% de los casos ocurrieron en lugares con donde no existe presencia del Estado, lo que genera un gran retroceso para la implementación del Acuerdo de Paz, y el asesinato de excombatientes de las FARC-EP. El conflicto continúa con el ELN, los Grupos Armados Organizados y las Disidencias de las FARC-EP.
Durante los últimos 4 años se han presentado masivas movilizaciones sociales, como las protestas en 2019-2020, y las protestas de 2021, en contra del gobierno de Iván Duque, principalmente motivadas por la creciente desigualdad, la corrupción, el aumento de la pobreza, impopulares reformas tributarias, el asesinato de miles de líderes sociales y las masacres. Dichas protestas en su conjunto se han denominado el "estallido social", que derivó finalmente en la elección como presidente del progresista Gustavo Petro en 2022.

### Problemáticas de la época contemporánea

#### Desigualdad
Según cifras del Banco Mundial, en el 2017 Colombia fue el segundo país más desigual de América Latina y el séptimo del mundo, del total de 194 países que existen en el planeta. Pese al crecimiento económico sostenido del producto interno bruto que se ubicó entre el 6.6% entre 2006-2014, el índice de desigualdad cayó durante la época de mayor bonanza petrolera.

#### Corrupción
La corrupción ha sido señalada por muchos analistas como uno de los principales problemas socioeconómicos y políticos del país.
El Índice de Percepción de Corrupción 2016 (IPC) de la agencia para la Transparencia Internacional —que califica de 0 (muy corrupto) a 100 (muy transparente) los niveles de corrupción percibidos por el sector público en 175 países y territorios evaluados— calificó a Colombia con 37 puntos, muy por debajo del promedio global, que es de 43 puntos, convirtiendo a Colombia en uno de los países más corruptos del mundo (véase la gráfica).
Se ubica a Colombia en el puesto 98 a nivel mundial, teniendo como base que Nueva Zelanda y Dinamarca están en el puesto 1 como los países menos corruptos del planeta. Se estima que el costo anual de la corrupción en Colombia es de más de 50 billones de pesos; aproximadamente 17 000 000 000 (diecisiete mil millones) de dólares anuales, lo que representa el 5 % del PIB y el 21 % del presupuesto nacional.

## Gobierno y política
Colombia es una democracia en la que los ciudadanos les dan poder a los gobernantes mediante el voto para que los representen y tomen las decisiones referentes al país. Los colombianos pueden elegir a sus representantes cuando son mayores de dieciocho años y posean cédula de ciudadanía.
En Colombia el hecho de acudir a las urnas no es obligatorio, ya que su sistema electoral es el sufragio voluntario. El voto obligatorio es permitido en la mayoría de países de América Latina. La abstención en el país es una de las más altas de América.

### Ramas del poder público
La Constitución Política de 1991 determina todas las normas, derechos y deberes de los colombianos y de las ramas del poder público. La Constitución Política de Colombia ordena el poder público en tres ramas: ejecutiva, legislativa y judicial. De esta manera se busca evitar la concentración del poder. Cada rama cumple diferentes funciones y actúa de forma independiente pero armónica según la constitución.
- Rama legislativa: se encarga de crear las leyes, también posee el atributo de modificar las ya existentes. Está representada por el Congreso de la República.[140]
- Rama ejecutiva: tiene a su cargo hacer cumplir la Constitución y las leyes. Sus representantes son el presidente, el vicepresidente, los ministros, los gobernantes, los alcaldes y los jefes de los departamentos administrativos.[140]
- Rama judicial: se encarga de administrar la justicia y resolver los conflictos de la población colombiana, o entre estos y el Estado. Sus representantes son la Corte Suprema de Justicia, la Corte Constitucional, el Consejo de Estado, el Consejo Superior de la Judicatura, los tribunales y los jueces.[140]

### Relaciones exteriores

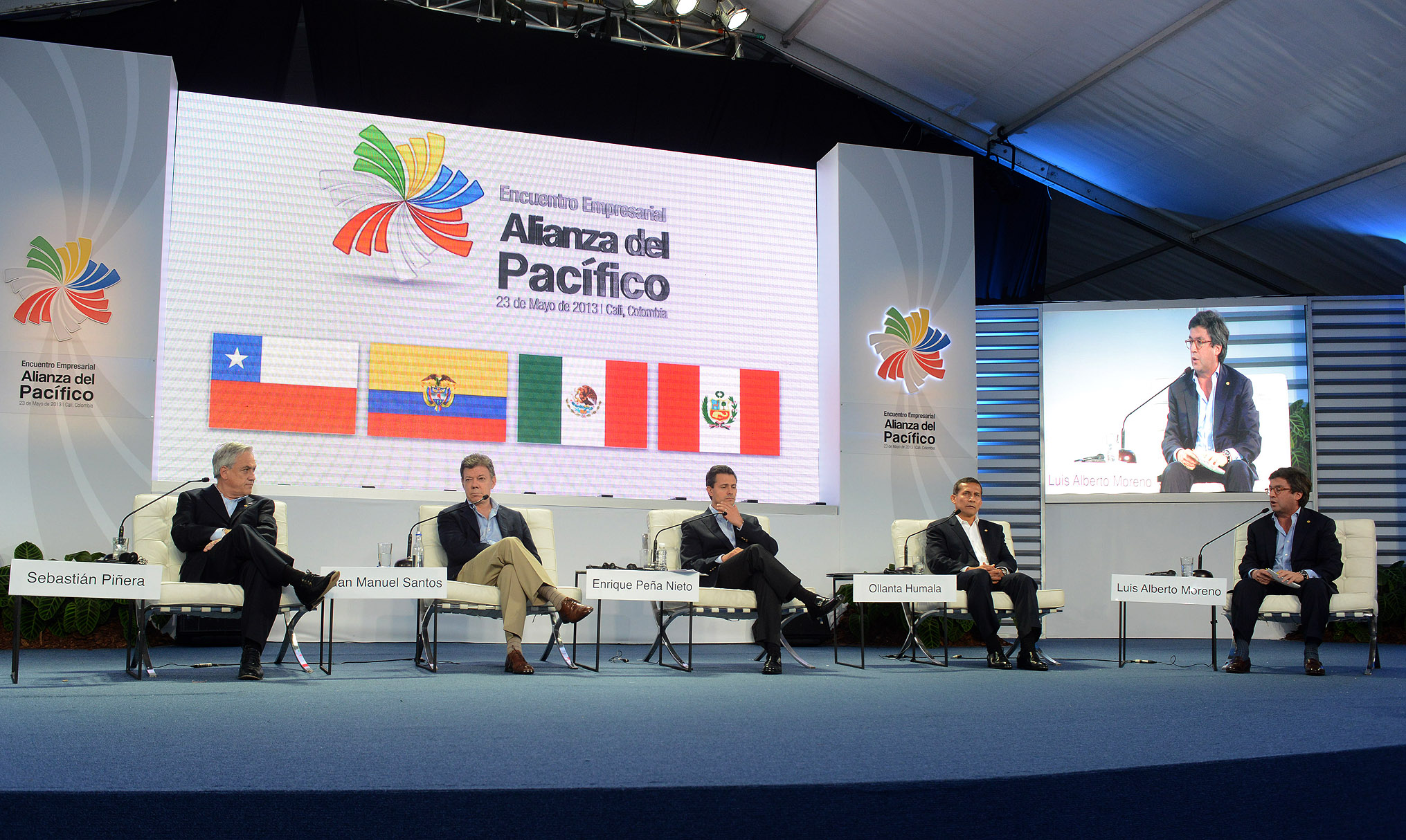
La VII Cumbre de la Alianza del Pacífico: El expresidente de Colombia, Juan Manuel Santos, es el segundo por la izquierda.

Las relaciones exteriores son funciones del presidente de la República como jefe de Estado, que son delegadas al Ministerio de Relaciones Exteriores de Colombia o cancillería. La cancillería administra las misiones diplomáticas a otros países y representaciones ante organismos multilaterales.
En el siglo xx, Colombia practicó una política exterior de alianza incondicional con Estados Unidos, práctica que fue formulada por el expresidente Marco Fidel Suárez como la doctrina del «respice polum», mira hacia la «Estrella Polar». Dicha política fue complementada en el gobierno de Carlos Lleras Restrepo con la doctrina del «respice similia» o «mira a tus semejantes», con el propósito de diversificar relaciones con los países semejantes, y no solo con un actor privilegiado. Sin embargo, los diferentes gobiernos han combinado ambas estrategias y el país ha participado en la construcción y desarrollo de organismos internacionales.
Colombia se adhirió a la OMC, mediante la Ley 170 de diciembre de 1994 y a partir del primero de abril de 1995, inició sus compromisos como miembro activo de dicha organización. La entrada en vigencia de la OMC y la adhesión a la misma, significó para el país aceptar todos los acuerdos en el ámbito multilateral a excepción de algunas reservas en los acuerdos sobre aeronaves.

### Fuerzas armadas
Las labores de defensa recaen en el poder ejecutivo con el presidente de la Nación como Comandante en jefe, quien delega sus funciones al Ministerio de Defensa, contando con las Fuerzas Militares de Colombia y la Policía Nacional de Colombia para labores de defensa y seguridad. Por otra parte, el Departamento Administrativo de Seguridad (DAS) fue la principal agencia de inteligencia de Colombia entre 1960 y octubre de 2011, tenía la autonomía y atributos propios de cualquiera de los ministerios que forman parte del gobierno. Debido a escándalos de interceptación ilegal de llamadas, el DAS quedó disuelto en 2011; en su lugar, se constituyó como nueva agencia de inteligencia del país la Dirección Nacional de Inteligencia (DNI).
De acuerdo a la constitución y la ley, las Fuerzas Militares de Colombia tienen el monopolio de la coacción, y están conformadas por el ejército, la armada y la fuerza aérea, coordinando también las fuerzas de tarea conjunta.
Las Fuerzas Militares de Colombia son consideradas como una de las fuerzas armadas mejor preparadas del mundo. Cuentan con un pie de fuerza pública de 885 842 efectivos (en 2019), incluyendo, 20 651 oficiales, 45 588 suboficiales, 16 170 cadetes o alumnos, 214 000 soldados, y 15 407 civiles. Desde septiembre de 1981 el ejército participa en la Fuerza Multinacional de Paz y Observadores (MFO) en Sinaí.
- Ejército Nacional de Colombia. Cuenta con ocho divisiones, así como también unidades especializadas y escuelas de formación.[151] Mantiene un pie de fuerza pública de 214 000 efectivos (en 2018),[152] incluyendo, 9663 oficiales, 32 884 suboficiales, 3644 cadetes o alumnos, 169 428 soldados, y 5 977 civiles, estos últimos típicamente en roles técnicos o profesionales especializados, como Medicina y Sanidad Militar.[153]
- Armada Nacional. Ejerce presencia y soberanía sobre el mar Caribe, el océano Pacífico, las arterias fluviales y diferentes jurisdicciones terrestres con el propósito de mantener la integridad territorial y el orden constitucional. En el año 2012 la Armada Nacional contaba con 34 964 miembros: 20 596 Infantes de Marina, 8748 marineros y suboficiales, 2427 oficiales, 1164 cadetes y alrededor de 2029 civiles, asignados a especialidades técnicas o profesionales.[153]
- Fuerza Aérea de Colombia. Cuenta con seis comandos aéreos de combate (CACOM), un Comando Aéreo de Transporte Militar (CATAM) y un Comando Aéreo de Mantenimiento (CAMAN), que operan en todo el territorio colombiano, además del Grupo Aéreo del Caribe (GACAR).[154] Dispone también de tres centros de formación y entrenamiento: Instituto Militar Aeronáutico CT. José Edmundo Sandoval (IMA), Escuela Militar de Aviación Marco Fidel Suárez (EMAVI) y la Escuela de Suboficiales Capitán Andrés María Díaz Díaz (ESUFA). Este componente de las fuerzas militares cuenta con aproximadamente 14 195 efectivos (2012), incluyendo 2367 oficiales, 3441 suboficiales, 1333 cadetes o alumnos, 4656 soldados (seguridad de bases y Policía Militar, principalmente), y 2598 civiles.[153]
- Policía Nacional. Es la fuerza policial que opera en todo el territorio nacional, cuenta con 165 950 uniformados en 2012 y es la encargada de mantener y garantizar el orden público interno de la Nación. Según el artículo 2 del decreto número 1355 de 1970, se encuentra regida por: la dirección general DIPON con (6) direcciones de apoyo al servicio (administrativas), (8) direcciones operativas, (1) dirección de nivel educativo y (5) oficinas asesoras.[155] Desconcentrada en (8) regionales de policía, (7) metropolitanas de policía y (34) Departamentos de policía.[153]

### Derechos humanos
En materia de derechos humanos, respecto a la pertenencia a los siete organismos de la Carta Internacional de Derechos Humanos, que incluyen al Comité de Derechos Humanos (HRC), Colombia ha firmado o ratificado:
| Colombia | Tratados internacionales | Tratados internacionales | Tratados internacionales | Tratados internacionales | Tratados internacionales | Tratados internacionales | Tratados internacionales | Tratados internacionales | Tratados internacionales    | Tratados internacionales | Tratados internacionales | Tratados internacionales | Tratados internacionales    | Tratados internacionales    | Tratados internacionales | Tratados internacionales | Tratados internacionales    | Tratados internacionales  |
| --- | ------------------------ | ------------------------ | ------------------------ | ------------------------ | --- | ------------------------ | ------------------------ | ------------------------ | --------------------------- | ------------------------ | ------------------------ | ------------------------ | --------------------------- | --------------------------- | ------------------------ | ------------------------ | --------------------------- | ------------------------- |
| Colombia | CESCR                    | CESCR                    | CCPR                     | CCPR                     | CCPR | CERD                     | CED                      | CEDAW                    | CEDAW                       | CAT                      | CAT                      | CRC                      | CRC                         | CRC                         | CRC                      | MWC                      | CRPD                        | CRPD                      |
| Colombia | CESCR                    | CESCR-OP                 | CCPR                     | CCPR-OP1                 | CCPR-OP2-DP | CERD                     | CED                      | CEDAW                    | CEDAW-OP                    | CAT                      | CAT-OP                   | CRC                      | CRC-OP-AC                   | CRC-OP-SC                   | CRC-OP-CP                | MWC                      | CRPD                        | CRPD-OP                   |
| Pertenencia | Firmado y ratificado.    | Sin información.         | Firmado y ratificado.    | Firmado y ratificado.    | Colombia ha reconocido la competencia de recibir y procesar comunicaciones individuales por parte de los órganos competentes. | Firmado y ratificado.    | Sin información.         | Firmado y ratificado.    | Firmado pero no ratificado. | Firmado y ratificado.    | Sin información.         | Firmado y ratificado.    | Firmado pero no ratificado. | Firmado pero no ratificado. | Sin información.         | Firmado y ratificado.    | Firmado pero no ratificado. | Ni firmado ni ratificado. |
| Firmado y ratificado, firmado, pero no ratificado, ni firmado ni ratificado, sin información, ha accedido a firmar y ratificar el órgano en cuestión, pero también reconoce la competencia de recibir y procesar comunicaciones individuales por parte de los órganos competentes. |                          |                          |                          |                          | |                          |                          |                          |                             |                          |                          |                          |                             |                             |                          |                          |                             |                           |

## Organización territorial
Según la Constitución de 1991, Colombia está compuesta por 32 departamentos y un distrito capital. Los gobiernos departamentales se encuentran divididos en tres poderes: La rama ejecutiva, ejercida por el gobernador departamental, elegido cada cuatro años. Cada departamento tiene su propia asamblea departamental, corporación pública de elección popular regional que goza de autonomía administrativa y presupuesto propio. Las asambleas departamentales están conformadas por no menos de 11 diputados ni más de 50, elegidos popularmente para un periodo de 4 años. Las asambleas departamentales emiten ordenanzas de obligatorio cumplimiento en su jurisdicción territorial o departamento.
Los departamentos están conformados por la asociación entre municipios. Actualmente hay 1120 municipios entre los que están el distrito capital, y los distritos especiales Cada municipio o distrito es presidido por un alcalde, los cuales son elegidos para un período de cuatro años, de acuerdo con el calendario electoral del Consejo Nacional Electoral. En representación de la rama ejecutiva a nivel local, cada municipio elige un Concejo integrado por concejales, elegidos para períodos de cuatro años también.
Los territorios indígenas en Colombia son creados en común acuerdo entre el gobierno y las comunidades indígenas. En casos en que los territorios indígenas abarcan más de un departamento o municipio, los gobiernos locales administran de forma conjunta con los consejos indígenas, en dichos territorios y como está establecido en los artículos 329 y 330 de la constitución de Colombia. Los territorios indígenas pueden llegar a tener carácter de entidad territorial cuando cumplen los requisitos de la ley. Los territorios indígenas cubren un área aproximada de 30 845 231 ha, que se encuentran en mayor parte en los departamentos de Amazonas, Cauca, La Guajira, Guaviare y Vaupés, entre otros.

## Geografía
Colombia se encuentra ubicada en América, en el extremo noroccidental de América del Sur. El país es travesado por la cordillera de los Andes y la llanura amazónica, es el único país de América del Sur con costas sobre los océanos Atlántico y Pacífico.
Su ubicación latitudinal corresponde a 12° 27′ 46″ norte y 4° 13′ 30″ de latitud sur, lo cual corresponde a la zona intertropical. Su ubicación longitudinal se encuentra entre 66°50′54″ O y 70°1′23″ E de Greenwich.
El área total de Colombia es de 2 129 748 km² conformados por el territorio continental y las aguas marítimas. El territorio continental de Colombia es de 1 141 748 km² y el marítimo de 988 000 km², de los cuales 658 000 km² están en el mar Caribe y 330 000 km² en el océano Pacífico donde se encuentran las islas de Gorgona y Malpelo.
| Noroeste: Honduras Nicaragua Costa Rica Mar Caribe Panamá | Norte: Jamaica Haití República Dominicana Mar Caribe | Nordeste: Venezuela Mar Caribe (sin definir)                               |
| Oeste: Océano Pacífico                                    |                                                      | Este: Venezuela Ríos Zulia, Táchira, Arauca, Meta, Orinoco y Negro/Guainía |
| Suroeste: Ecuador Ríos Mira y San Miguel                  | Sur: Perú Ríos Putumayo y Amazonas                   | Sureste: Brasil Ríos Isana, Vaupés y Taraira                               |

### Clima

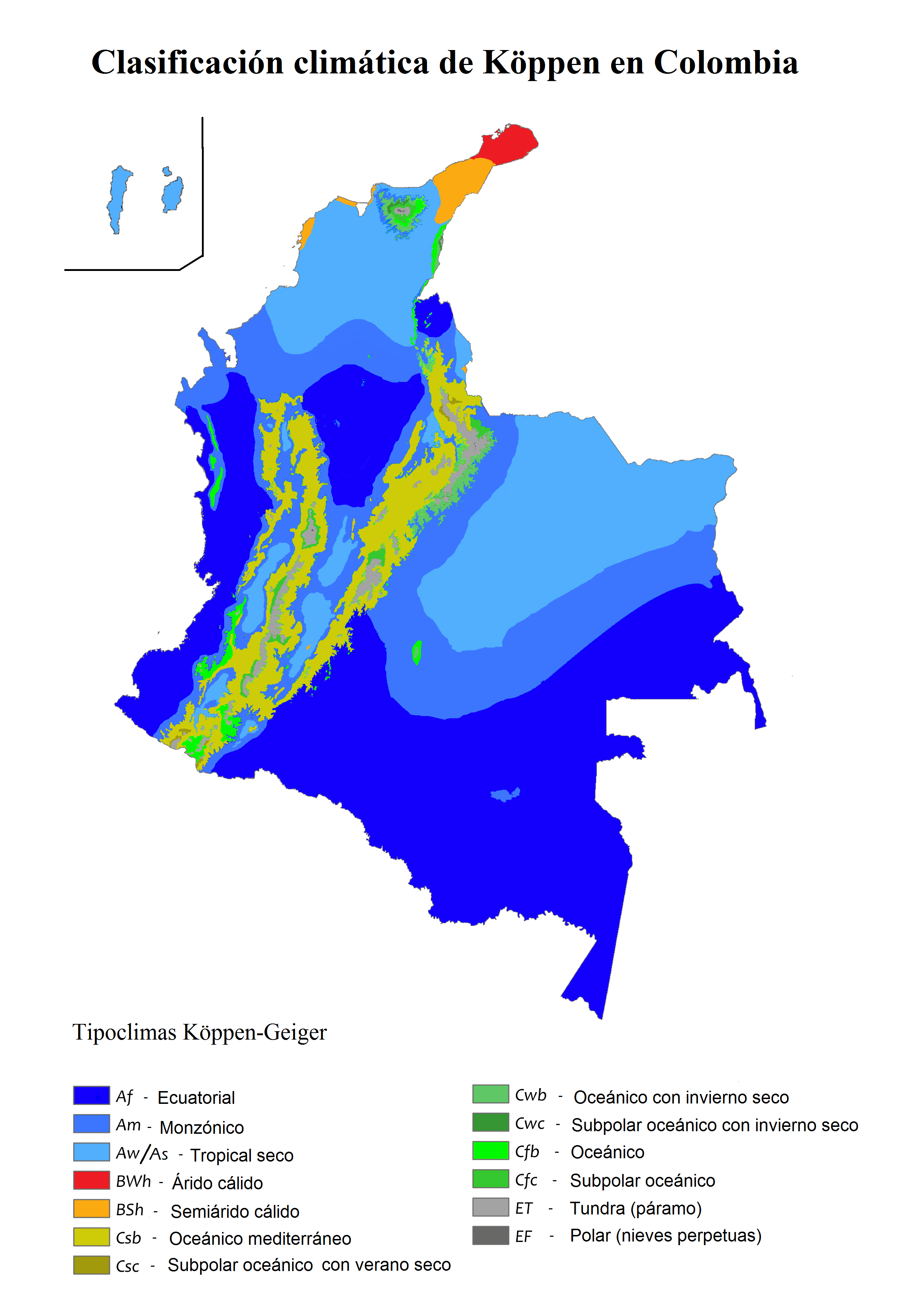
Mapa según el Esquema de Koppen, en Colombia.

Por estar muy cerca del Ecuador en una baja latitud, todos los climas que se presentan en Colombia son isotérmicos, es decir, sin amplitud térmica relevante a lo largo del año (diferencia inferior a 5 °C entre el mes más frío y el más cálido), por lo que tampoco se presentan las estaciones del año. No obstante, sí existe diferencia entre la temperatura del día y la noche, y se presentan estaciones según la precipitación (estación seca y estación lluviosa, llamadas coloquialmente verano e invierno respectivamente), de carácter bimodal (dos estaciones secas y dos lluviosas, en la mayor parte de la región Andina) o monomodal (una sola estación seca y otra lluviosa, en la región Caribe y la Orinoquía).
Colombia posee diferentes zonas climáticas. La forma típica de diferenciar el clima entre la población son los pisos térmicos, a causa de las distintas altitudes (metros sobre el nivel del mar) existentes. Por debajo de 1000 metros (3281 pies) de altura el clima es piso cálido (tierra caliente, entre 0 y 1000 metros de altura), donde las temperaturas están por encima de 24 °C (75.2 °F). Cerca de 82,5 % de la superficie total del país se encuentra en clima cálido.
La mayoría de la población del país vive en el piso templado (tierra templada, entre 1000 y 2000 metros de altura —3284 pies y 6562 pies—), donde las temperaturas varían entre 17 y 24 °C (62.6 y 75.2 °F) y el clima frío (tierra fría, 2000 y 3000 metros de altura —6565 y 9843 pies—). En la "tierra fría" las temperaturas medias oscilan entre los 11 y 17 °C (53.6 y 62.6 °F).
Más allá de la tierra fría (por encima de los 3200 metros) se encuentran las condiciones alpinas de la zona boscosa y luego las praderas sin árboles de los páramos andinos. Por encima de 4000 metros de altura (13 123 pies), donde las temperaturas son bajo cero, es la tierra helada, una zona de nieves perpetuas y hielo permanente de los nevados.
Según la clasificación climática de Köppen en Colombia se presentan los climas A o tropicales, mayoritarios en el territorio, B o secos minoritarios, C o templados, generados por la altitud y no la latitud y E o polares en sitios de gran altura, con la ausencia de todo tipo de clima continental o D.

Paisajes bioclimáticos de Colombia
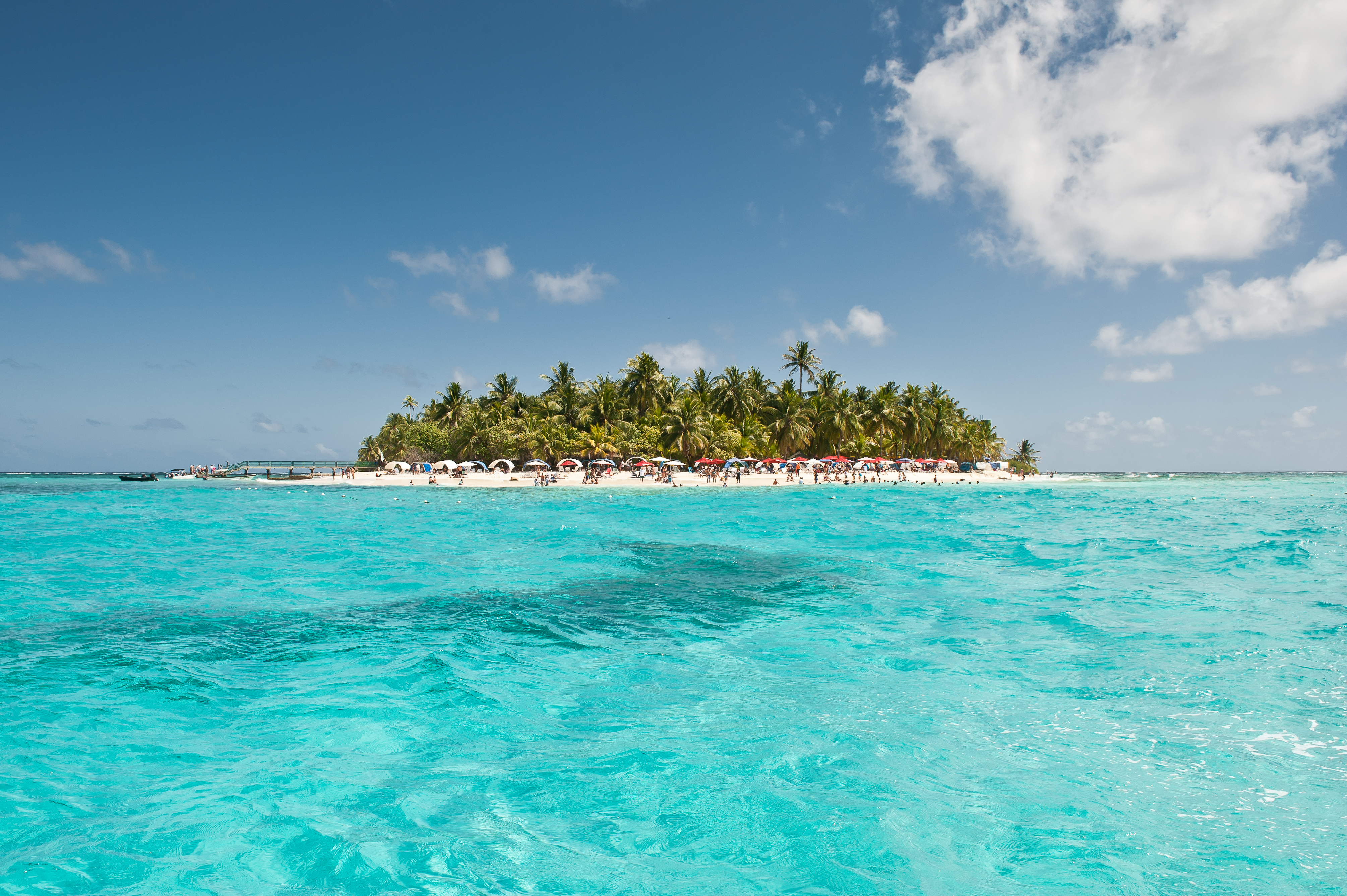
Clima tropical monzónico San Andrés y Providencia
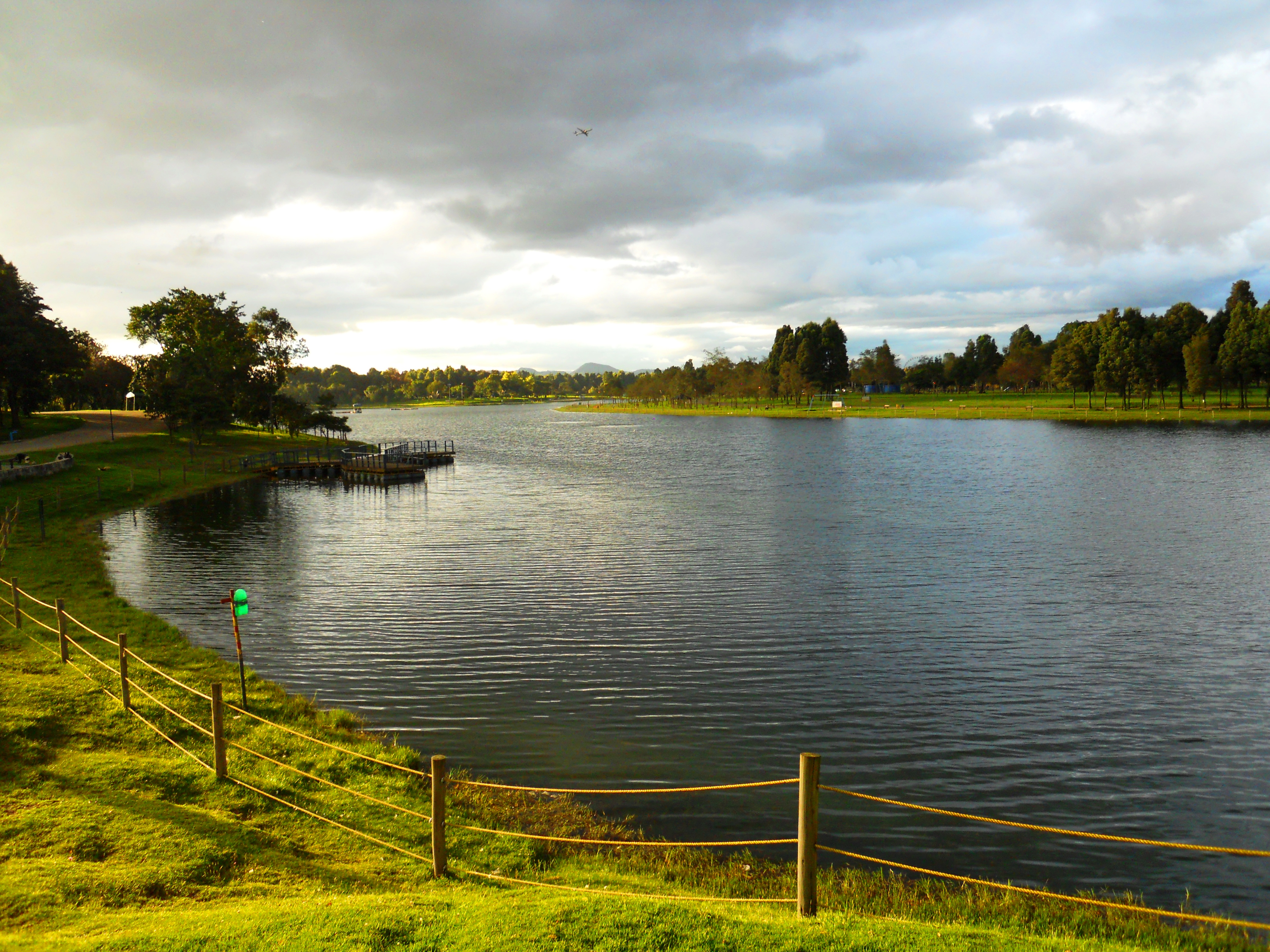
Clima templado de montaña Bogotá
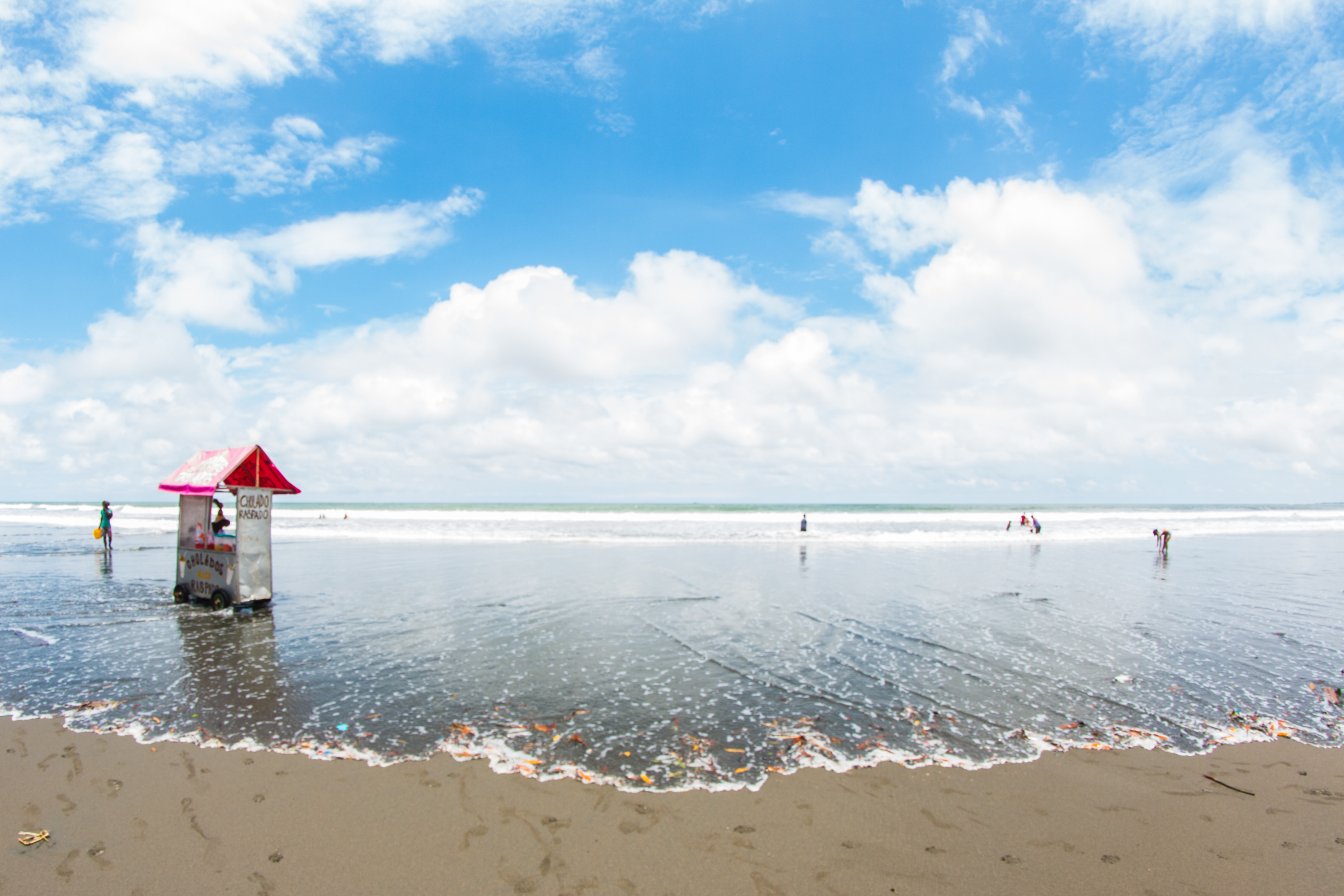
Clima tropical ecuatorial Valle del Cauca.
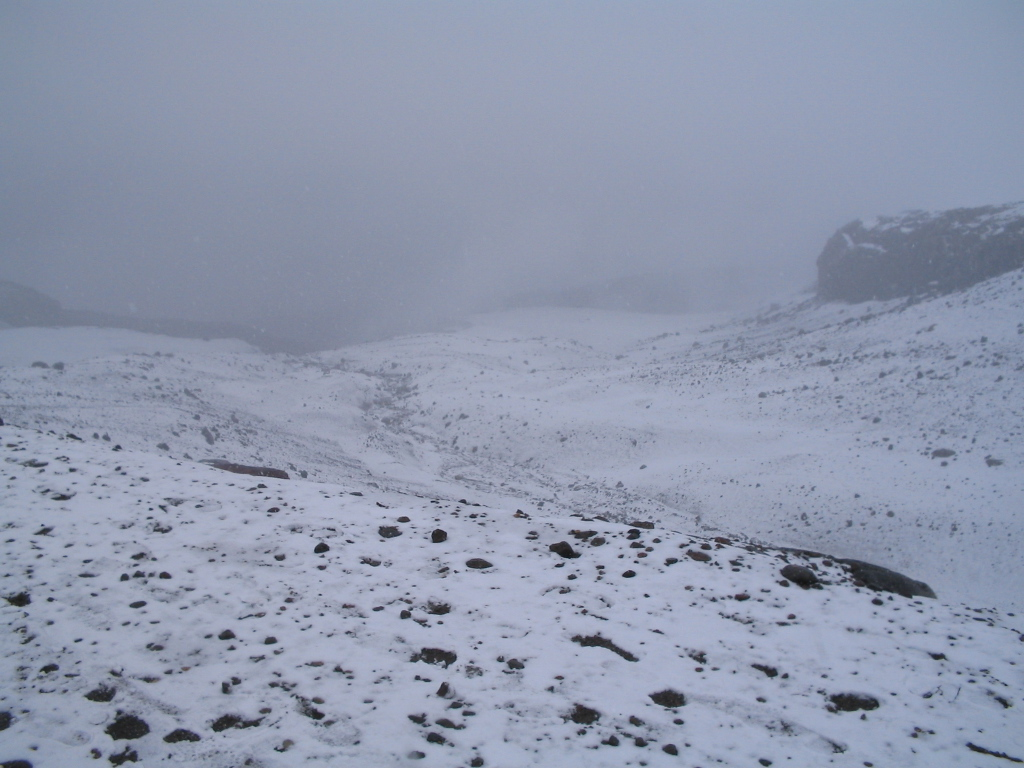
Clima gélido Nevado del Ruiz

### Vegetación
En las zonas de clima tropical existe el dominio del bosque tropical, tanto húmedo o selva tropical (el principal) de gran pluviosidad, así como el bosque seco con temporadas de fuerte sequía. En las zonas costeras de los mismos es muy común el manglar. En las regiones planas y de baja altura como la Orinoquía y en la región Caribe existen las sabanas tropicales, tanto arbóreas como herbáceas. En zonas áridas y semiáridas puede hallarse el matorral xerófilo adaptado a la baja humedad y escasas lluvias.
En los sitios de mayor altura y pisos térmicos templados y fríos como la región Andina aparece la vegetación de altura, compuesta por bosques y matorrales, así como praderas arboladas. Es el dominio del bosque andino, un tipo de bosque de montaña dividido según altitud, bosque subandino, bosque andino y bosque altoandino o nuboso. Por encima de la línea de bosque se dan los páramos andinos, compuesto por matorrales y pastizales.
La mayor parte de la vegetación del país es perennifolia siempreverde y de frondosas.[cita requerida]

### Relieve

Relieve y ríos de Colombia.

El territorio colombiano presenta variedad en su relieve: sistema montañoso central, compuesto por las tres cordilleras andinas, sistema montañoso independiente de los Andes, las llanuras interiores y costeras y los valles interandinos.
- Valles y llanuras: Los valles del Magdalena, del Cauca y del Atrato-San Juan, sobresalen por su extensión entre los diferentes valles interandinos de Colombia. En cuanto a llanuras se destacan, la Llanura del Pacífico, la Llanura Amazónica, la Llanura del Caribe y los Llanos Orientales.[178]
- Sistema montañoso periférico: El sistema montañoso periférico no forma parte de las cordilleras Andinas, forman parte de este sistema la serranía de la Macarena al Este; y los montes de María, la serranía de Piojó o de Pajuancho, la serranía del Darién, la Sierra Nevada de Santa Marta y las montañas de la Guajira al oeste de las Cordilleras Andinas.[178]
- Sistema montañoso central: Está compuesto por la Cordillera Occidental, la Cordillera Central y la Cordillera Oriental. Los Andes colombianos inician en el Nudo de los Pastos. Allí se encuentra los volcanes Galeras, Cumbal y Azufral. En el Nudo de los Pastos se separan las altiplanicies de Túquerres e Ipiales.[178]

### Hidrografía
En Colombia hay cuatro vertientes hidrográficas: la Vertiente del Pacífico, la Vertiente del Caribe, la Vertiente del Catatumbo y la Vertiente Atlántica. El Macizo colombiano es de gran importancia para el país, pues allí nacen los ríos Magdalena, Cauca, Patía y Caquetá. En la Sierra Nevada de Santa Marta nacen ríos como el Don Diego, el Ranchería y el Dibulla, los cuales desembocan en el mar Caribe y conforman la vertiente del Caribe. El río Atrato, que forma parte de esta vertiente, es uno de los más caudalosos del mundo con respecto al tamaño de su cuenca.
En un lugar conocido como el Nudo de los Pastos nacen los ríos que conforman la Vertiente del Pacífico. Una característica con respecto a las demás vertientes del Pacífico en América del Sur; el río San Juan es el más caudaloso, y el río Patía es el que mayor longitud. El río Amazonas y el río Orinoco forman la Vertiente Atlántica, la cual posee un área de 670 000 km². Los ríos que conforman el río Orinoco provienen de los Llanos Orientales, su caudal varía según los cambios climáticos. La Vertiente Amazónica se conforma por ríos selváticos caudalosos, debido a la alta pluviosidad de la zona, los cambios en los caudales se deben a las variaciones climáticas. La Vertiente del Catatumbo tiene una extensión de 18 500 km², conformada por el río Catatumbo que desemboca en el lago de Maracaibo en Venezuela. El río Zulia, río Sardinata, río Táchira y río Cucutilla, forman parte de la Vertiente del Catatumbo. La ciénagas y lagunas en Colombia se encuentran ubicada en las cordilleras, donde existen llanuras inundables. En el país las ciénagas más extensas se encuentran en la Llanura del Caribe.

## Biodiversidad, medio ambiente y regiones naturales
| Regiones naturales de Colombia Amazónica: hace parte de la cuenca del río Amazonas y de la Selva Amazónica. Presenta un alto grado de humedad, pluviosidad. Andina: corresponde a los ramales de los Andes incluyendo los valles interandinos de los ríos Cauca y Magdalena. Caribe: comprende la Llanura del Caribe y los grupos montañosos que no pertenecen a los Andes. Insular: comprende el archipiélago de San Andrés y Providencia en el mar Caribe y las islas de Malpelo y Gorgona en el océano Pacífico. Orinoquía: ubicada en el norte de la región oriental, es una zona plana y de baja altitud que forma parte de la cuenca plana del río Orinoco. Pacífica: comprende las llanuras costeras del Pacífico y los grupos montañosos de la región que no pertenecen a los Andes. Es una región húmeda y la de la más alta pluviosidad del planeta. |

En Colombia se pueden evidenciar cinco regiones naturales por sus diferentes relieves, ecosistemas y climas. Gracias a los diferentes ecosistemas que se pueden encontrar a lo largo de su territorio, el país tiene el número más grande de especies por unidad de área en el planeta, siendo el segundo país más megadiverso del mundo. Además, Colombia posee aproximadamente el 60 % de los páramos existentes en el planeta, y cerca de 31 700 humedales. Cabe anotar que la mayor diversidad de flora y fauna dentro de sus biomas terrestres se halla en las selvas lluviosas, ubicadas en la Región Pacífica, la selva amazónica y el bosque andino.
En 1994, Colombia suscribió la Política Nacional de Biodiversidad que conformó el Sistema Naciónal de Áreas Protegidas «SINAP» que está a cargo 44 Parques Nacionales Naturales, 12 Santuarios de Fauna y Flora, 2 Reservas Nacionales Naturales, 1 Área Natural Única, 1 Vía Parque y 3 Distritos de Manejo Integrado. Estas áreas son de suma importancia para protección de ecosistemas, la diversidad biológica, y la producción de agua. Se estima que aproximadamente el agua que se produce en estas zonas abastece a 25 millones de personas.
Según un informe del Fondo Mundial para la Naturaleza (WWF), cerca de la mitad de los ecosistemas que existen en Colombia se encuentran en estado crítico o en peligro. Asimismo, de las 1853 especies de plantas evaluadas, 665 (36 %) se encuentran amenazadas de extinción, mientras que de 284 especies de animales terrestres evaluados, 41 están en peligro crítico, 112 amenazadas y 131 son vulnerables. Según la WWF, la degradación ambiental en Colombia es debido a la extracción de petróleo y minerales. Por otra parte, en 2015 la minería ilegal afectaba a 21 departamentos del país, causando considerables daños ambientales. En cuanto a la deforestación, se estima que 280 000 hectáreas de bosque se talan cada año.
Aunque Colombia no es un gran emisor de gases de efecto invernadero gracias a que cuenta una matriz de generación de energía eléctrica “limpia”, el país ha reiterado su apoyo al acuerdo de París sobre el clima. Esto a pesar de que la producción de electricidad del país proviene principalmente de fuentes de energía renovables: 69.97 % se obtiene de la generación hidroeléctrica. Además el gobierno ha tomado medidas para proteger su medio ambiente como la Política Nacional de Cambio Climático y el impuesto al carbono.

### Biomas en Colombia

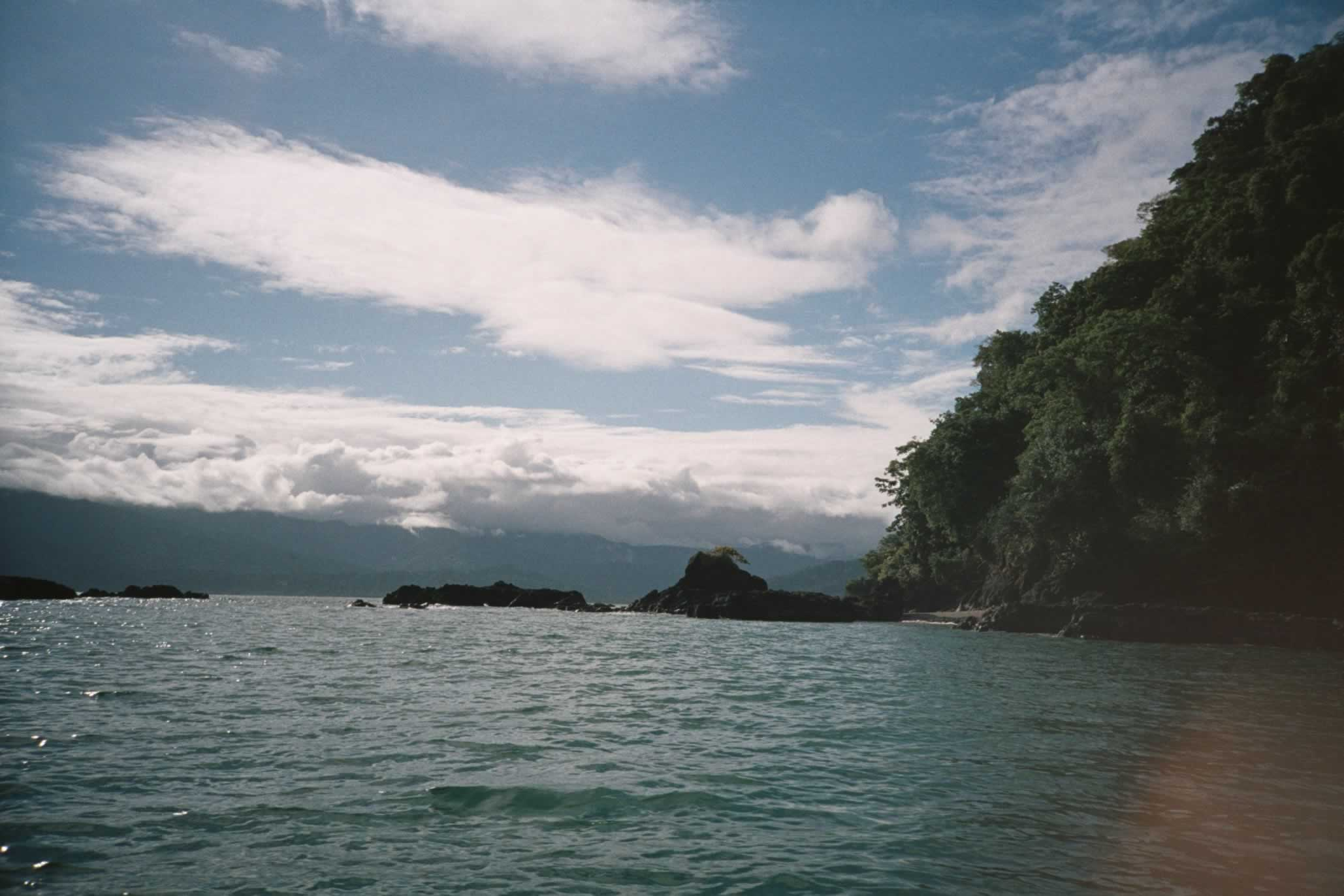
Litoral del Pacífico
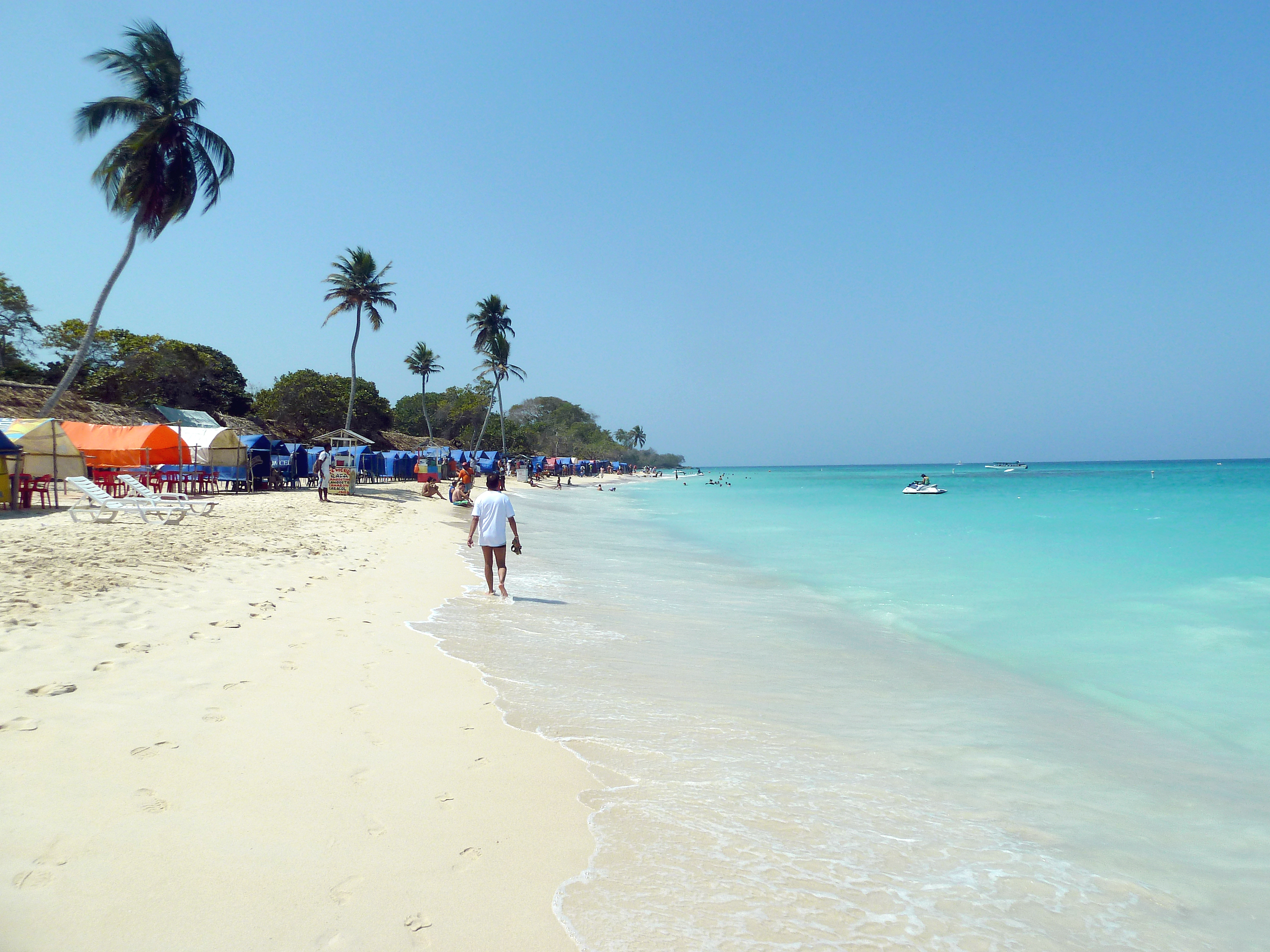
Litoral del Caribe
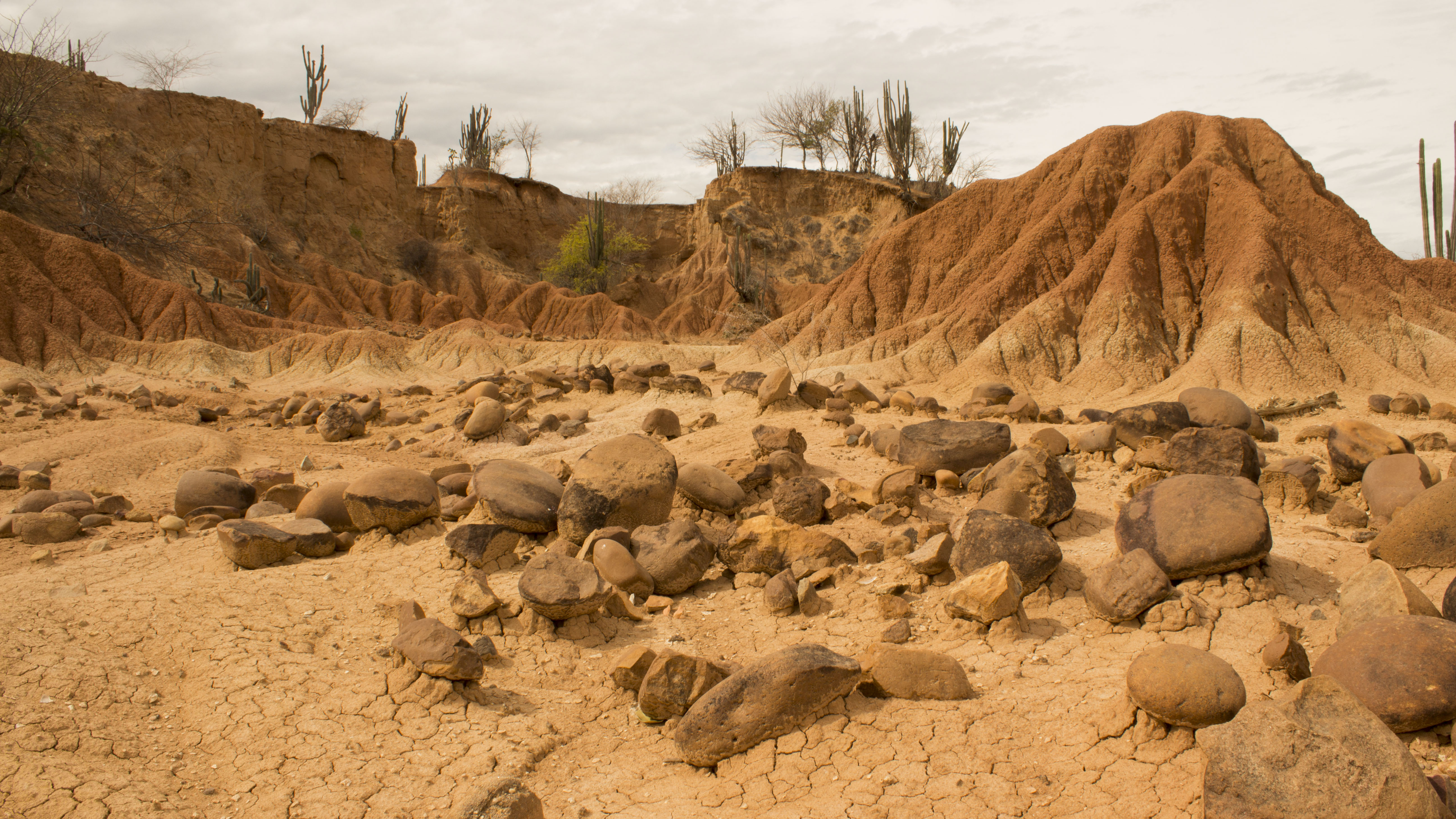
Desierto
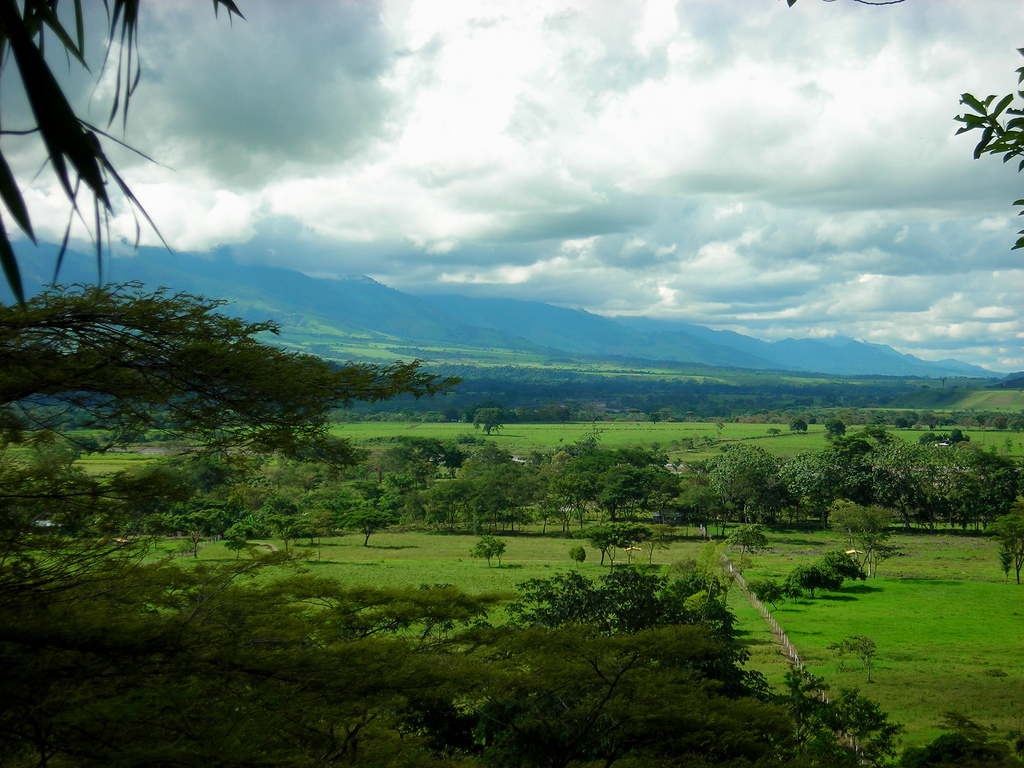
Llanura
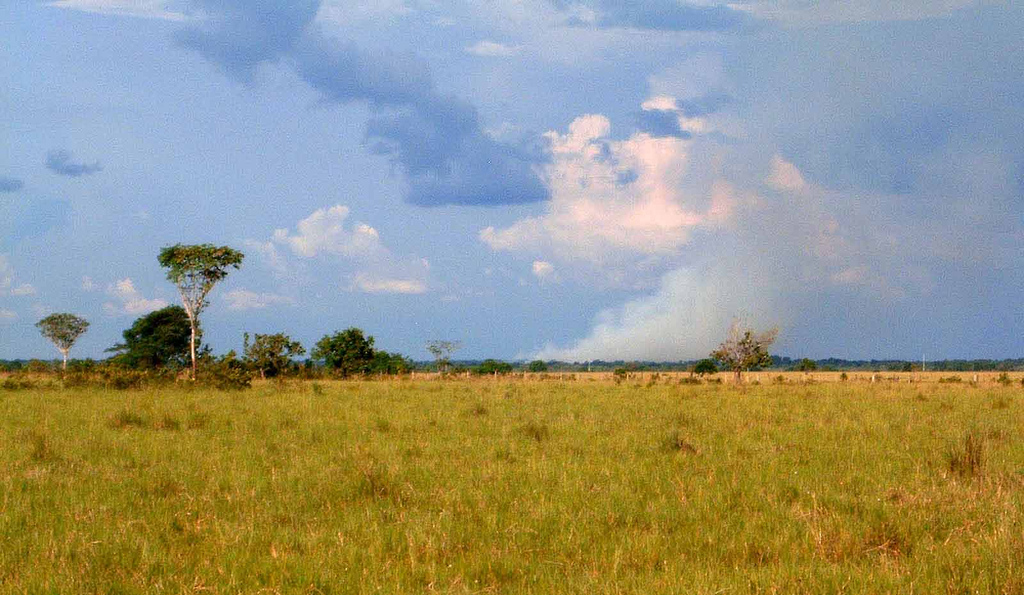
Pastizal
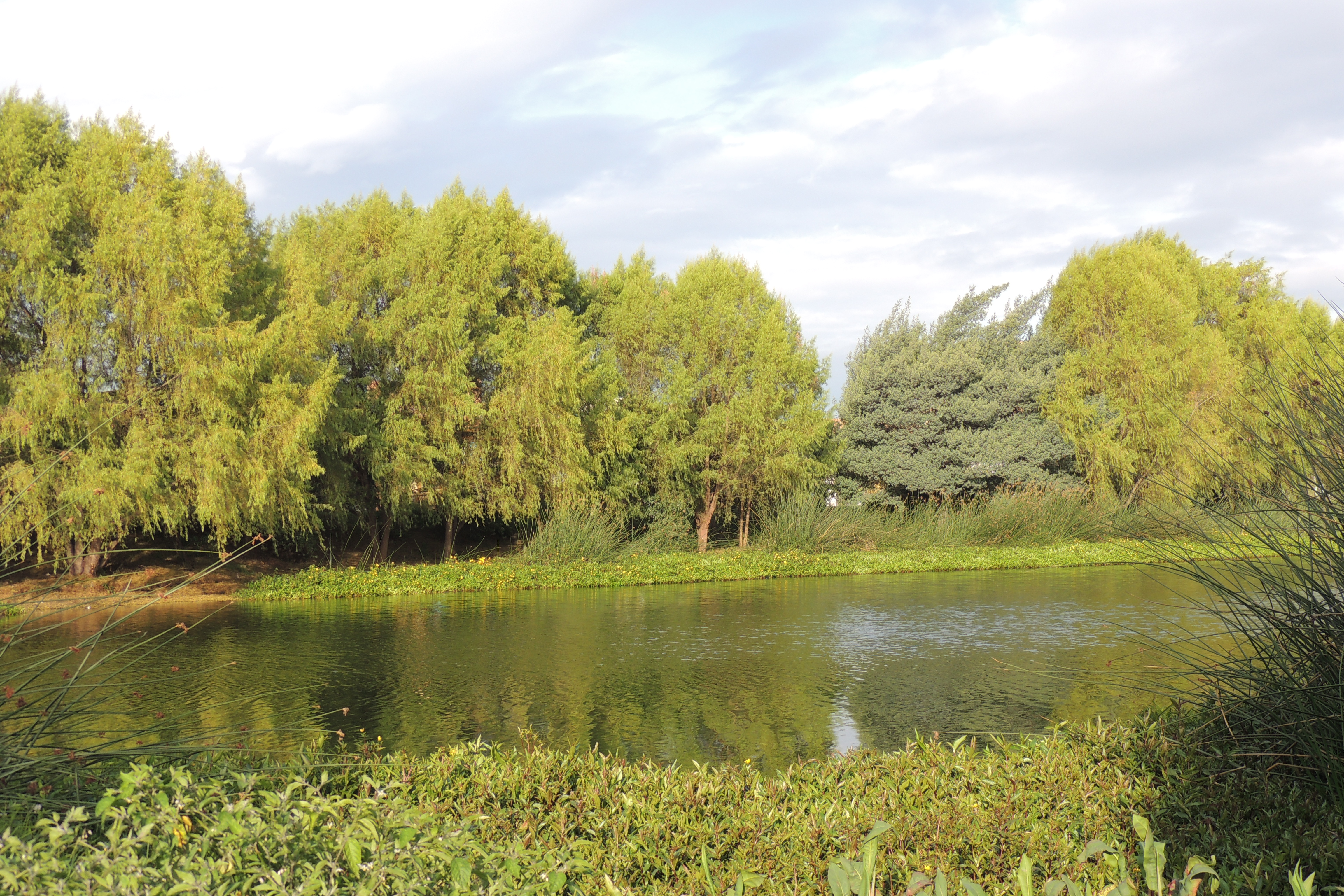
Humedal
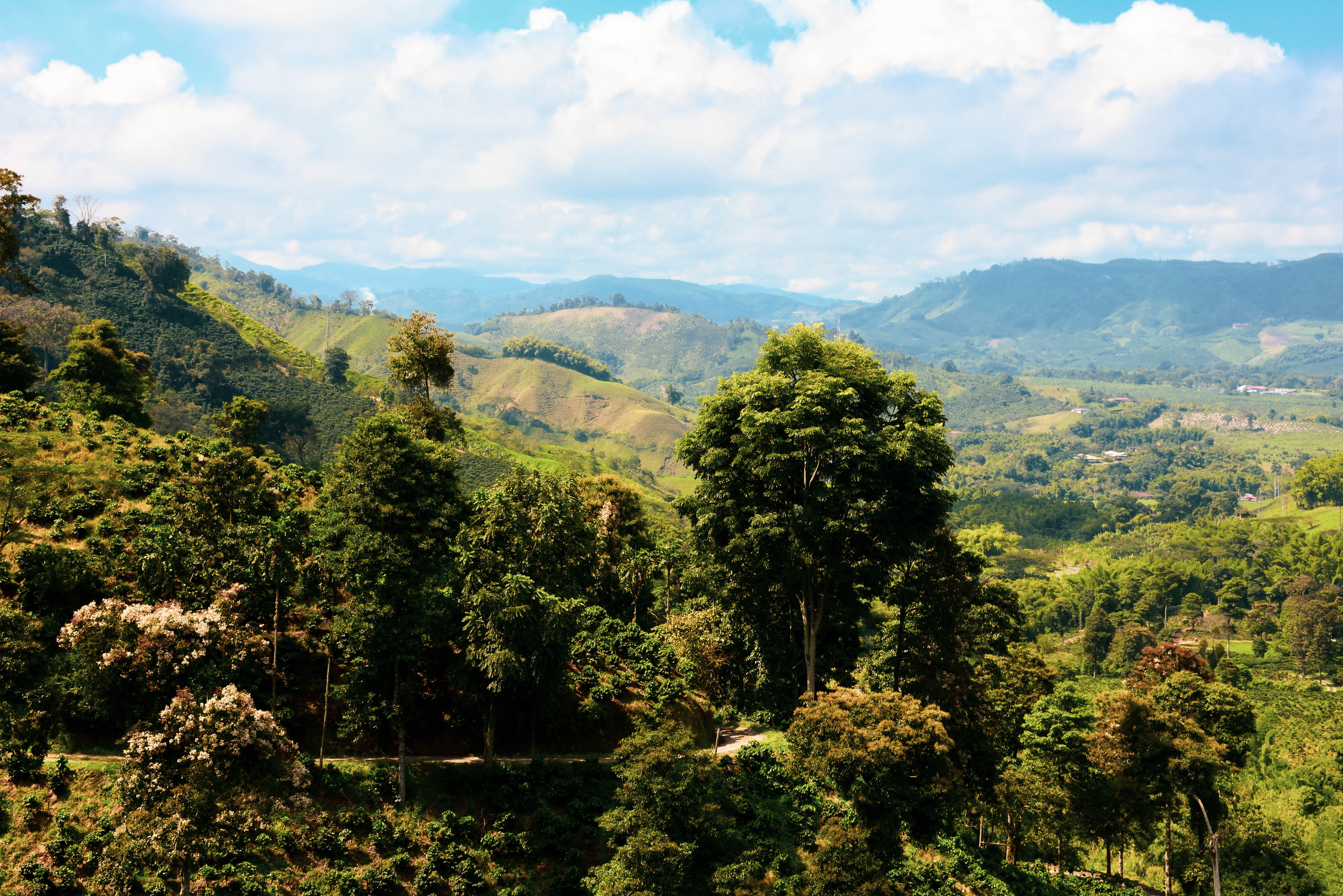
Bosque seco
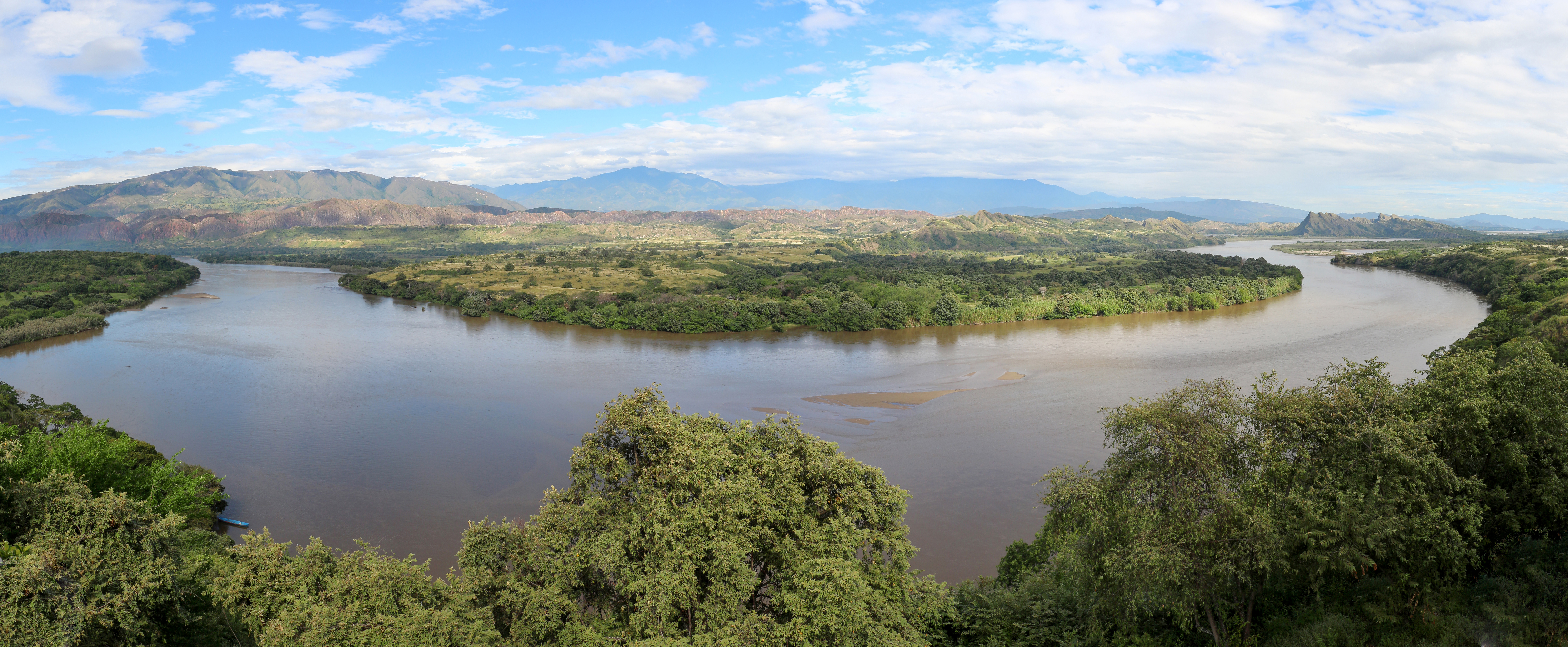
Bosque en galería
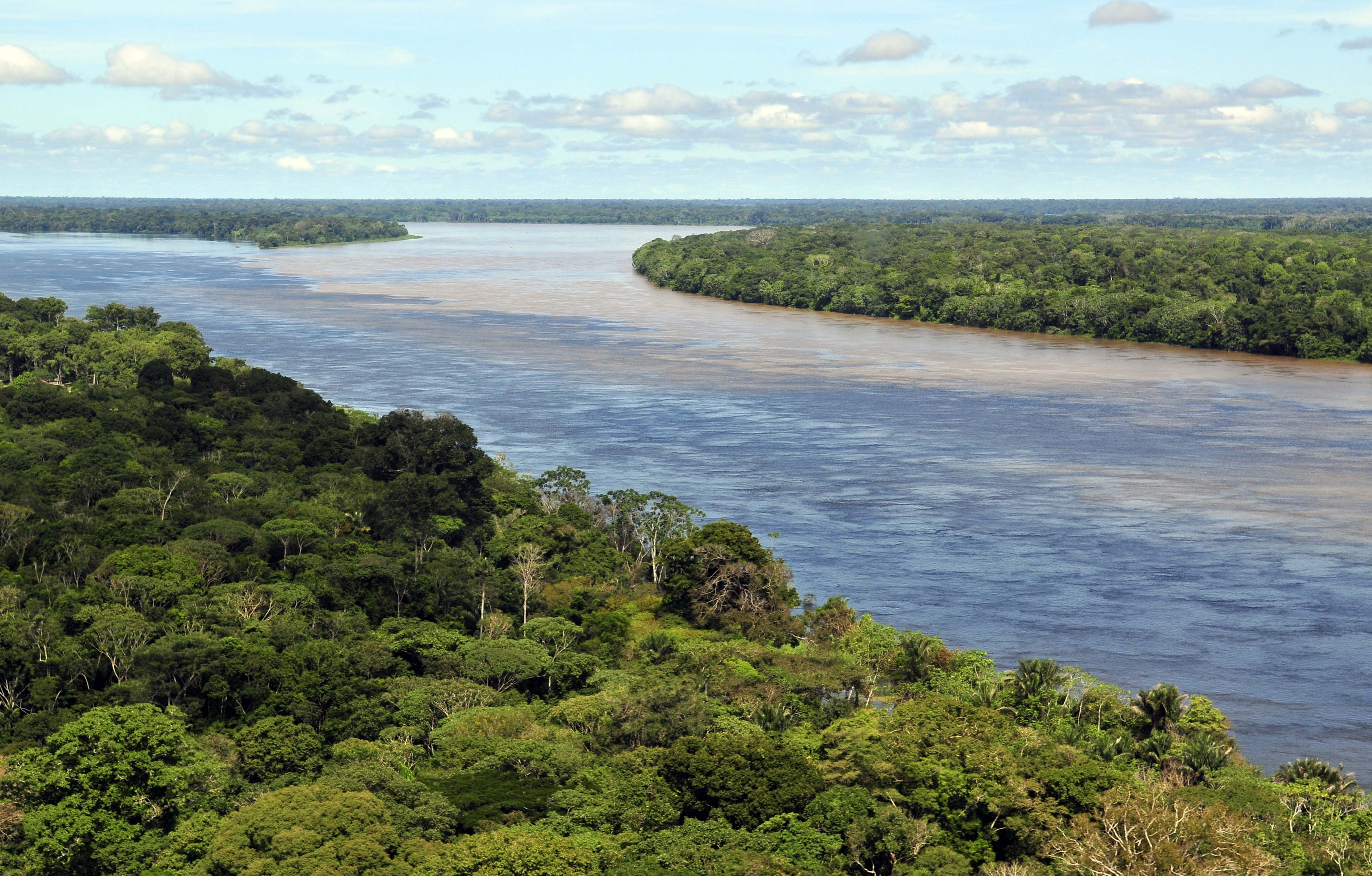
Selva amazónica
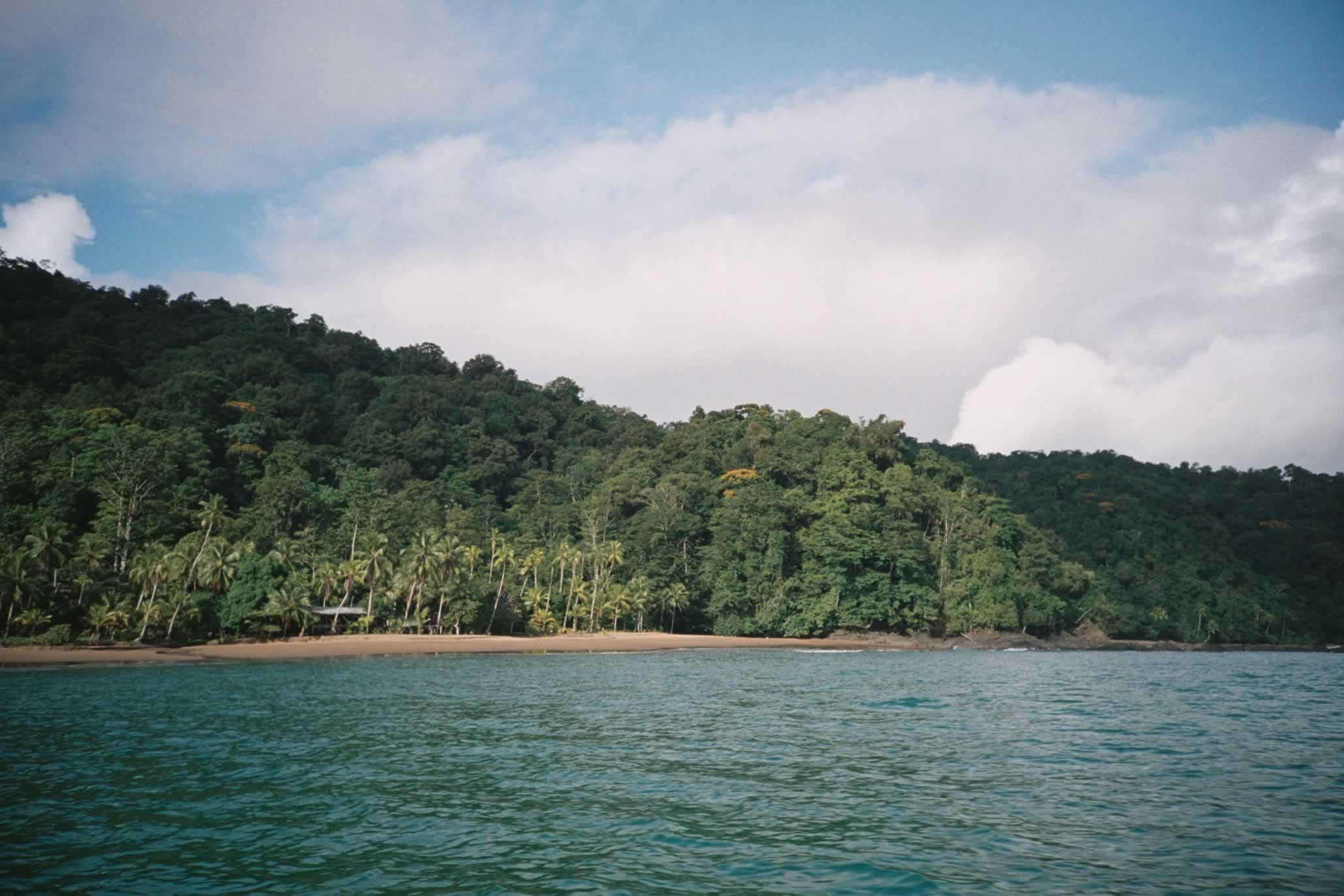
Selva húmeda tropical
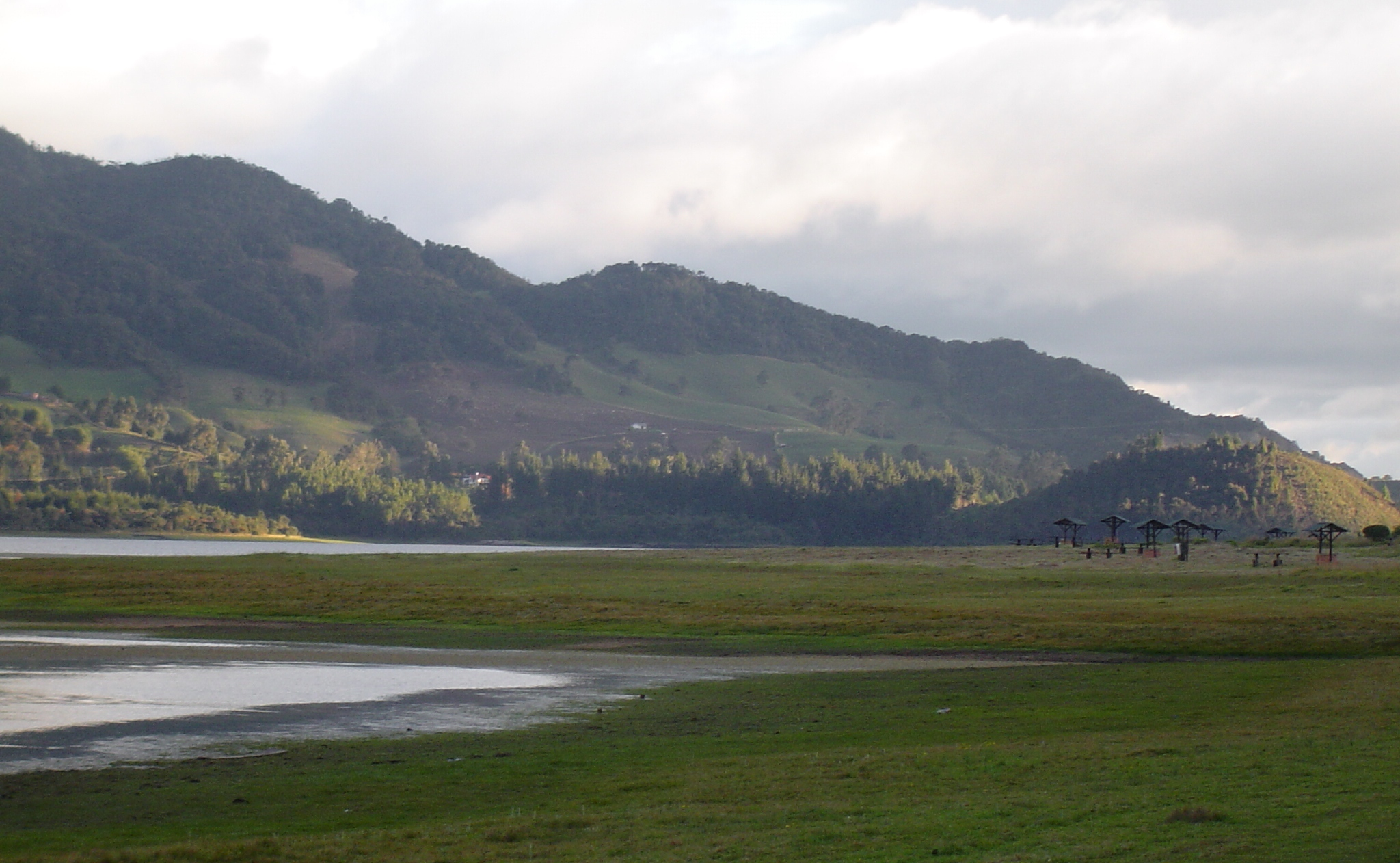
Sabana
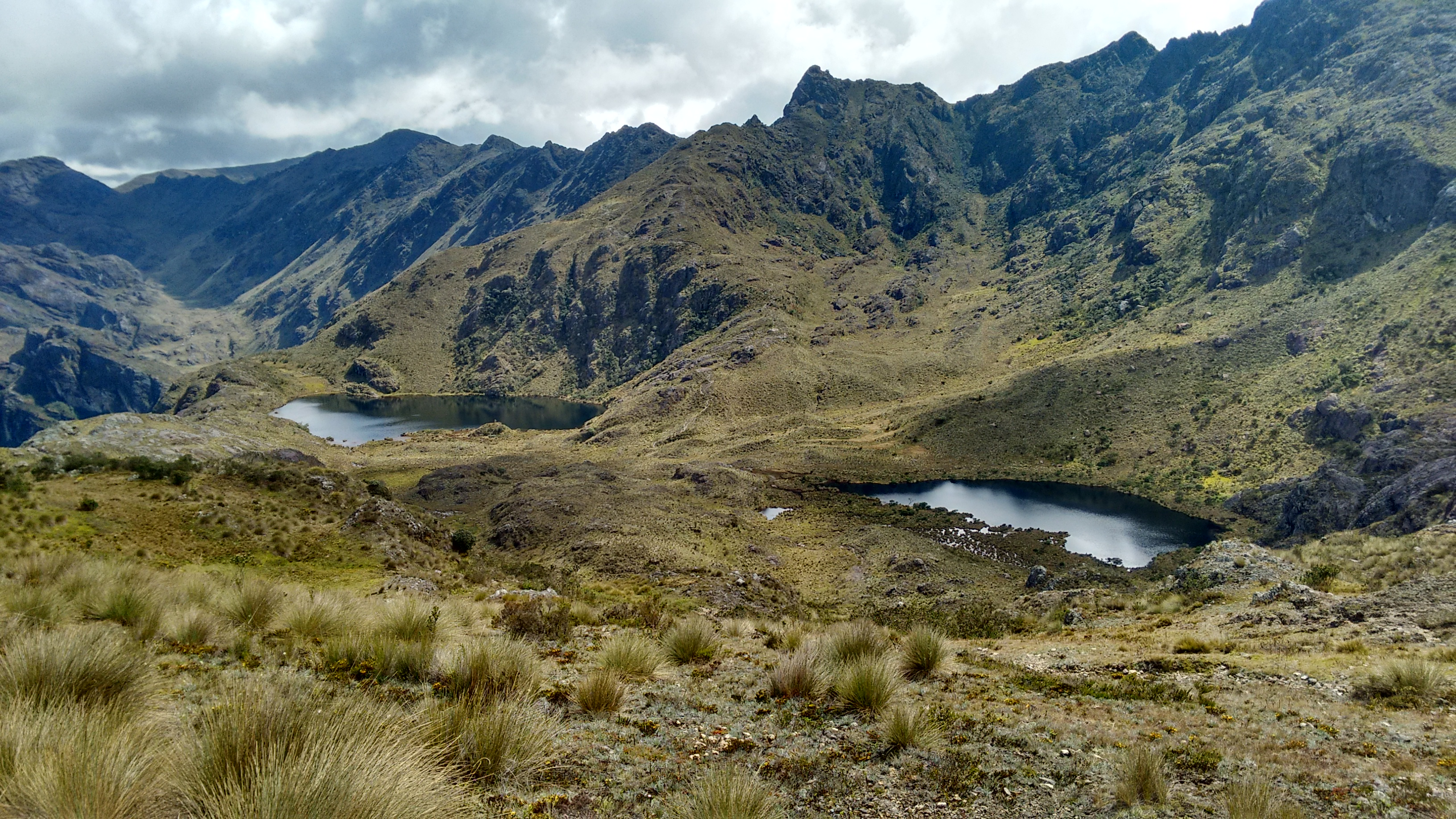
Chaparral
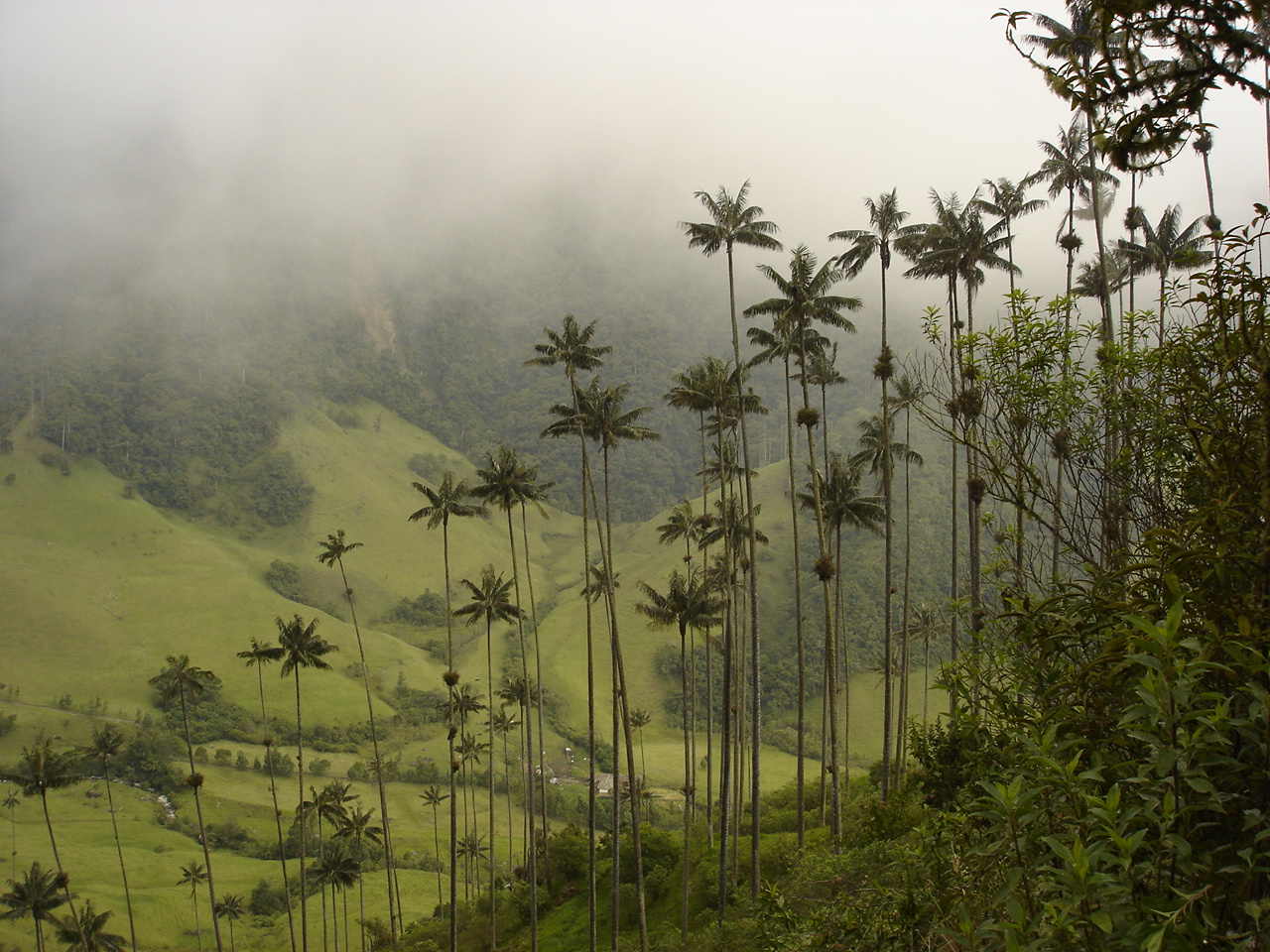
Bosque andino
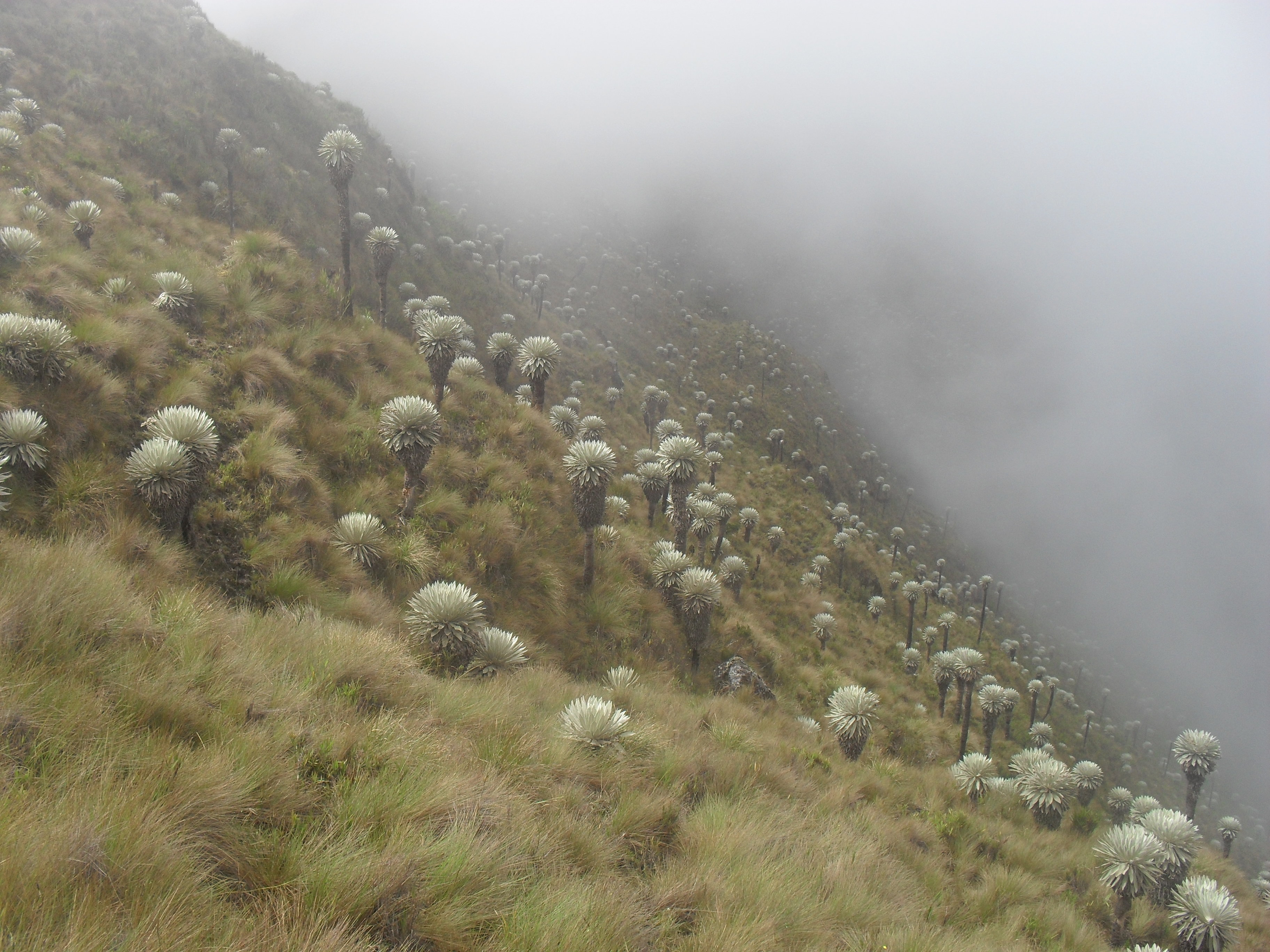
Páramo
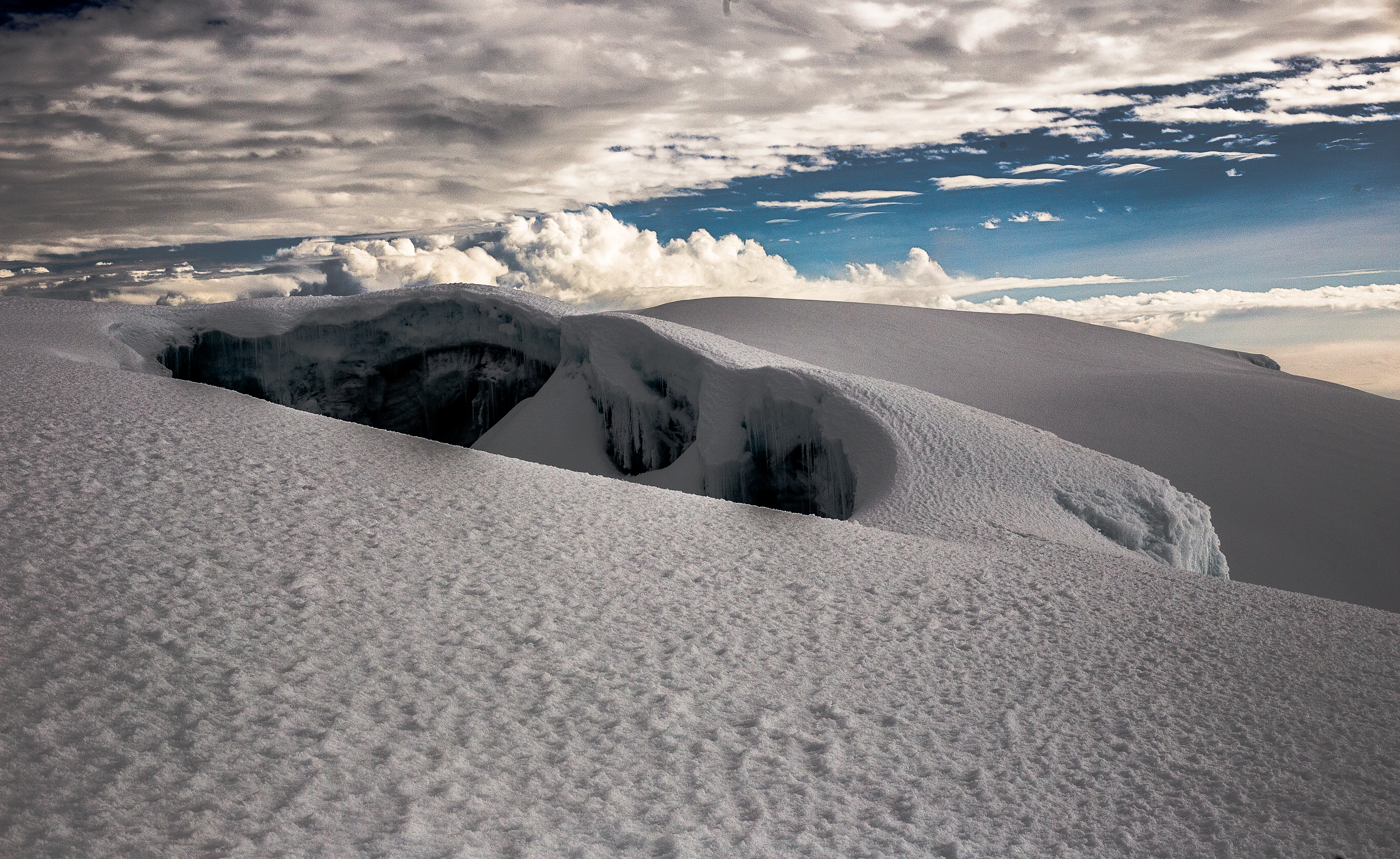
Glaciar

### Flora y fauna

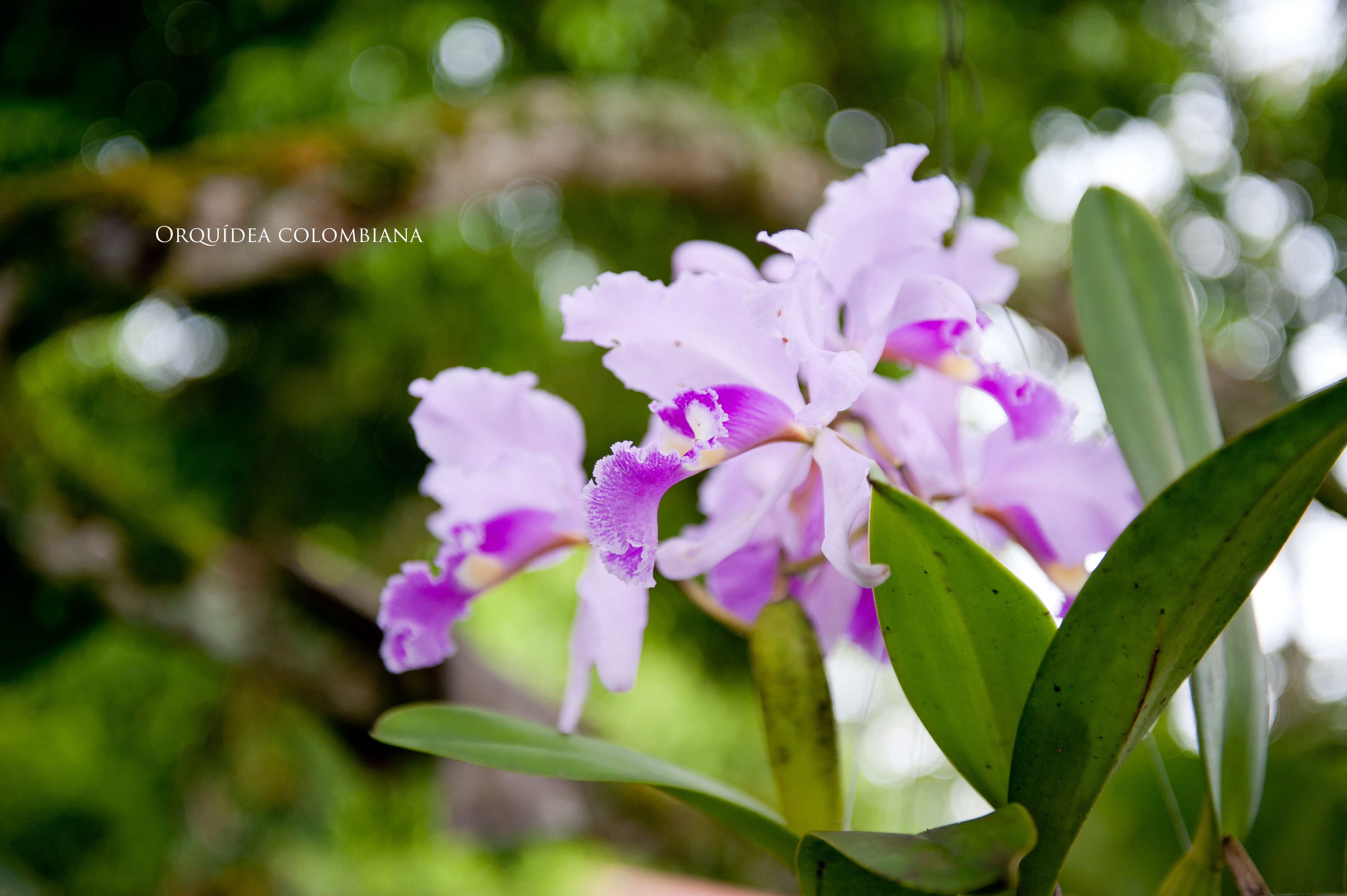
Orquídea Cattleya trianae, flor nacional.

Colombia es un país de tamaño intermedio, ocupa alrededor del 1 % de la superficie de la tierra, a pesar de ello posee aproximadamente entre el 10 % o 20 % de especies de plantas a nivel mundial, con entre 45 000 o 55 000 de especies entre animales vertebrados e invertebrados, y plantas. En este sentido, es una nación megadiversa.
Se estima que en el país podrían existir entre 200 000 y 900 000 especies a partir de una extrapolación de los resultados obtenidos por Mora et. al (2011) sobre la biodiversidad global. Si usamos esta estimación como referencia, en el SiB Colombia, solo se tendría evidencia de apenas el 25 % de especies registradas hasta ahora, una cifra muy alta para un país de esta proporción; Brasil, un país 6.5 veces más grande que Colombia posee 55 000 y en África, específicamente al sur del Sahara hay cerca de 30.000 especies.
En 2022, Colombia contaba con 67 000 especies registradas, lo que significa un aumento de casi 5000 especies.
Colombia es primera en variedad de orquídeas: posee más de 4250 especies registradas; existen 50 000 especies de flores, y cuenta con el segundo mayor registro de especies de árboles con más de 5776 después de Brasil y alrededor de 50 especies de plantas carnívoras.
El país ocupa el primer lugar en especies de aves con más de 1900 especies, lo que equivale al 19 % de las especies en el mundo y a 60 % de las especies en Sudamérica. El ave nacional de Colombia es el cóndor de los Andes, que se encuentra representado en el escudo de Colombia.
En el país hay 14 especies y 300 familias de mariposas, con un total de 3642 especies, las que representan el 20 % de las existentes en la Tierra lo que lo convierte en el segundo país con más variedad de mariposas y con una variedad mayor de 250 000 de coleópteros.
A nivel mundial, Colombia es primera en especies de anfibios al poseer el 15 %, además es tercera en especies de reptiles con 524 registradas, posee el 25 % de cocodrilos entre los cuales destacan el C. acutus y el C. intermedius, el 30 % de tortugas y más de 270 especies de serpientes, de las cuales solo el 18 % son venenosas y solo el 5 % representan un riesgo grave para los humanos.
El país se ubica en el cuarto lugar a nivel mundial en mamíferos con 543 especies descubiertas y de estas, 217 son murciélagos, además es quinto en especies de primates con 30 especies registradas.
En Colombia existen aproximadamente 1600 especies de agua dulce y especies de aguas marinas de las cuales 2200 son peces, han sido registradas 33 especies de mamíferos marinos, equivalentes al 28 % de las especies vivientes a nivel mundial, alrededor de 1192 de moluscos y 641 de crustáceos.
Las aguas colombianas poseen gran diversidad de arrecifes de coral, alrededor de 2860 km en el mar Caribe y 15 km en el Pacífico, el 77 % de esta extensión se encuentra en el arrecife Reserva Biosfera Seaflower en el archipiélago de San Andrés, además posee praderas de pastos marinos, más de 290 000 hectáreas de manglares, fondos blandos, playas, más de 30 millones de hectáreas de humedales y estuarios que alimentan cientos de especies de fauna y flora.
El Sistema de Información sobre Biodiversidad de Colombia SIBC, basado en la cartilla del Instituto de Investigación de Recursos Biológicos Alexander von Humboldt, estima que el número de especies conocidas es cambiante, pues se descubren especies nuevas regularmente.

## Demografía

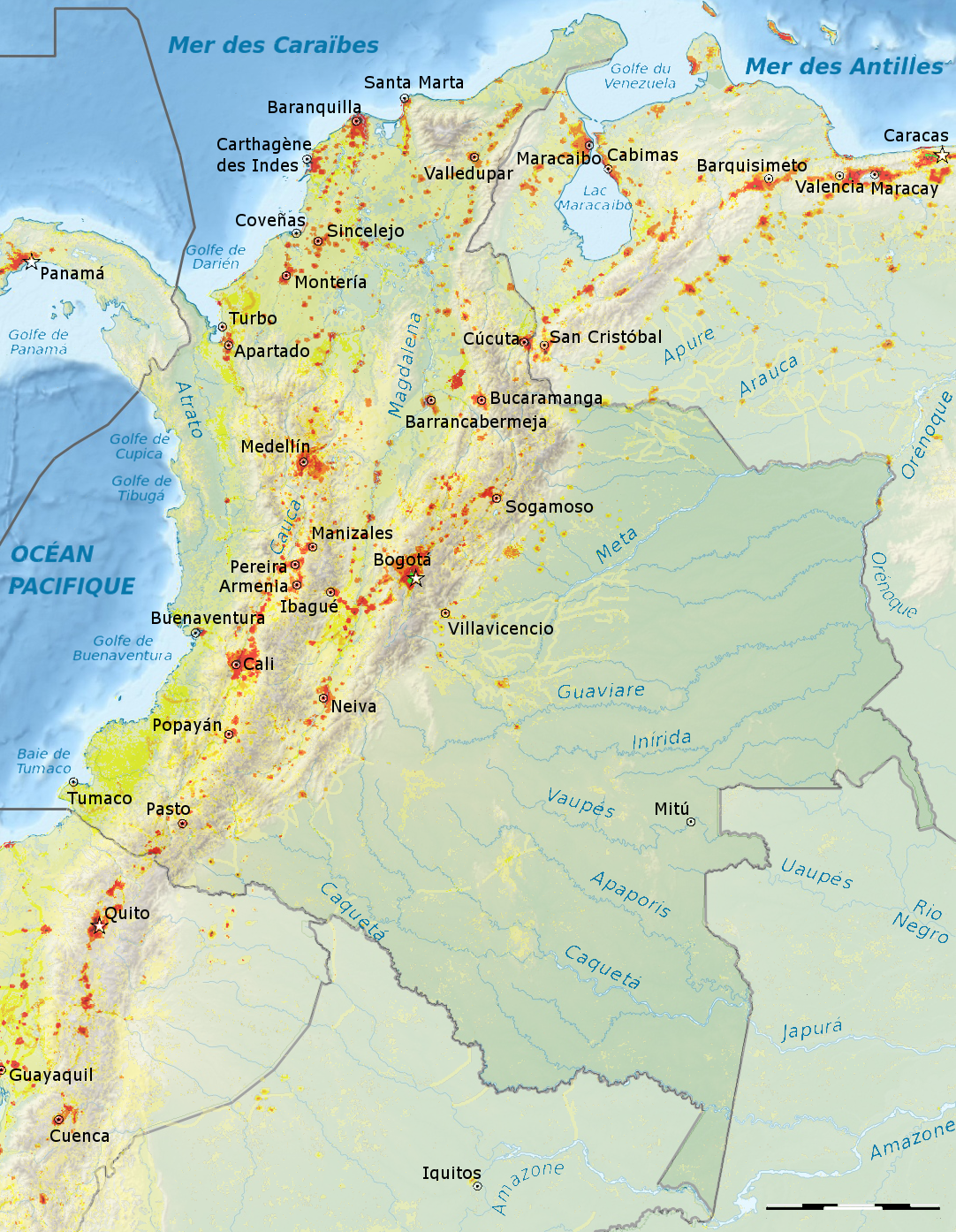
Mapa con la densidad poblacional de Colombia (2007).

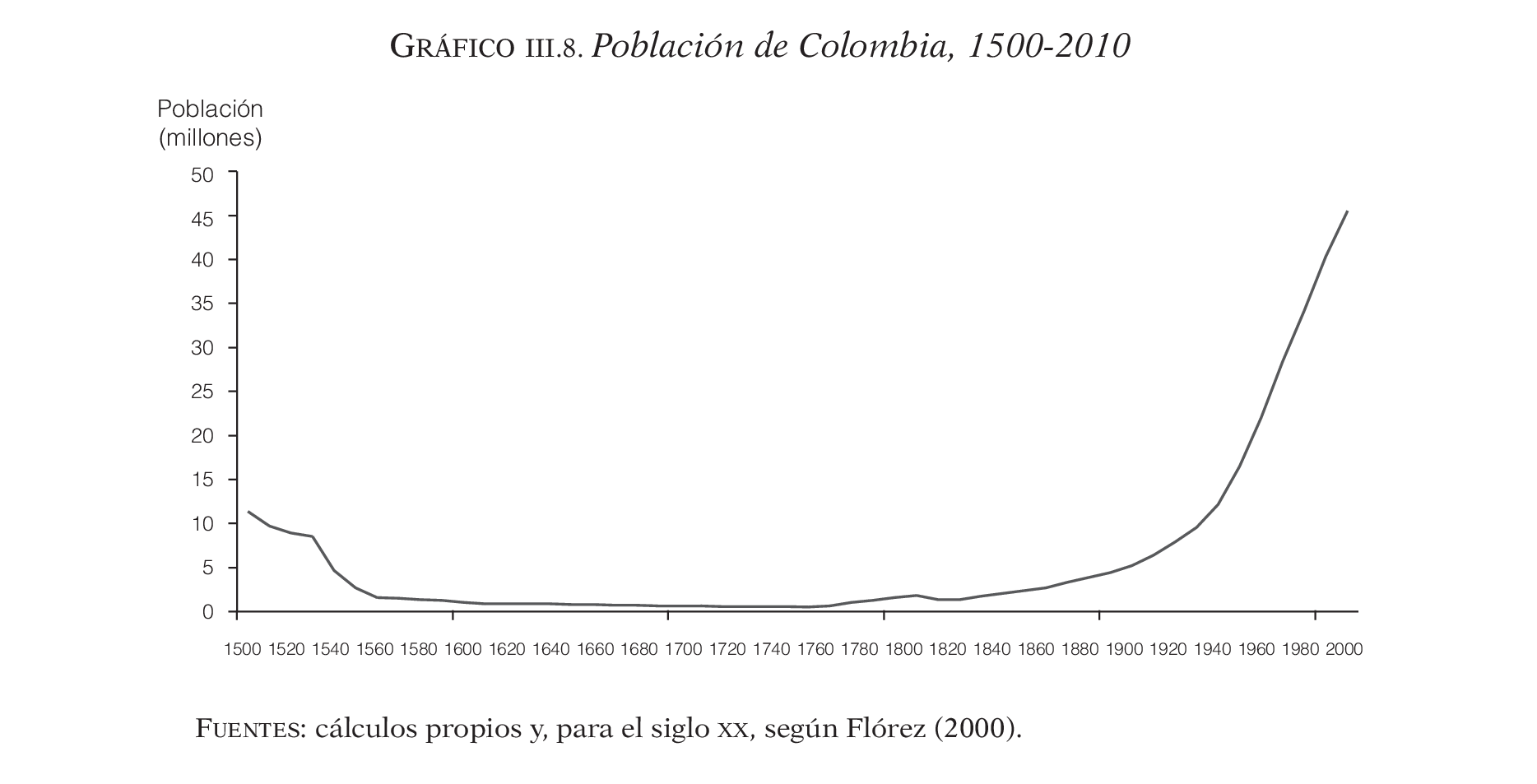
Historia de la población de Colombia

La demografía es estudiada por el Departamento Administrativo Nacional de Estadística (DANE). Según los datos del censo nacional de 2021, el país tiene una población de 51 049 498, que lo constituye como el cuarto país más poblado en el continente americano después de los Estados Unidos, Brasil y México. De ellos, el 51,2 % son mujeres y el 48,8 % son hombres. La mayor parte de la población se encuentra en el centro (región andina) y norte (región Caribe) del país, mientras que al oriente y sur (región de los llanos orientales y amazonía, respectivamente) se encuentran zonas bastante extensas sin poblaciones grandes y generalmente despobladas. Los diez departamentos de tierras bajas del oriente (aproximadamente el 54 % del área total), tienen menos del 3 % de la población y una densidad de menos de 1 persona/km².

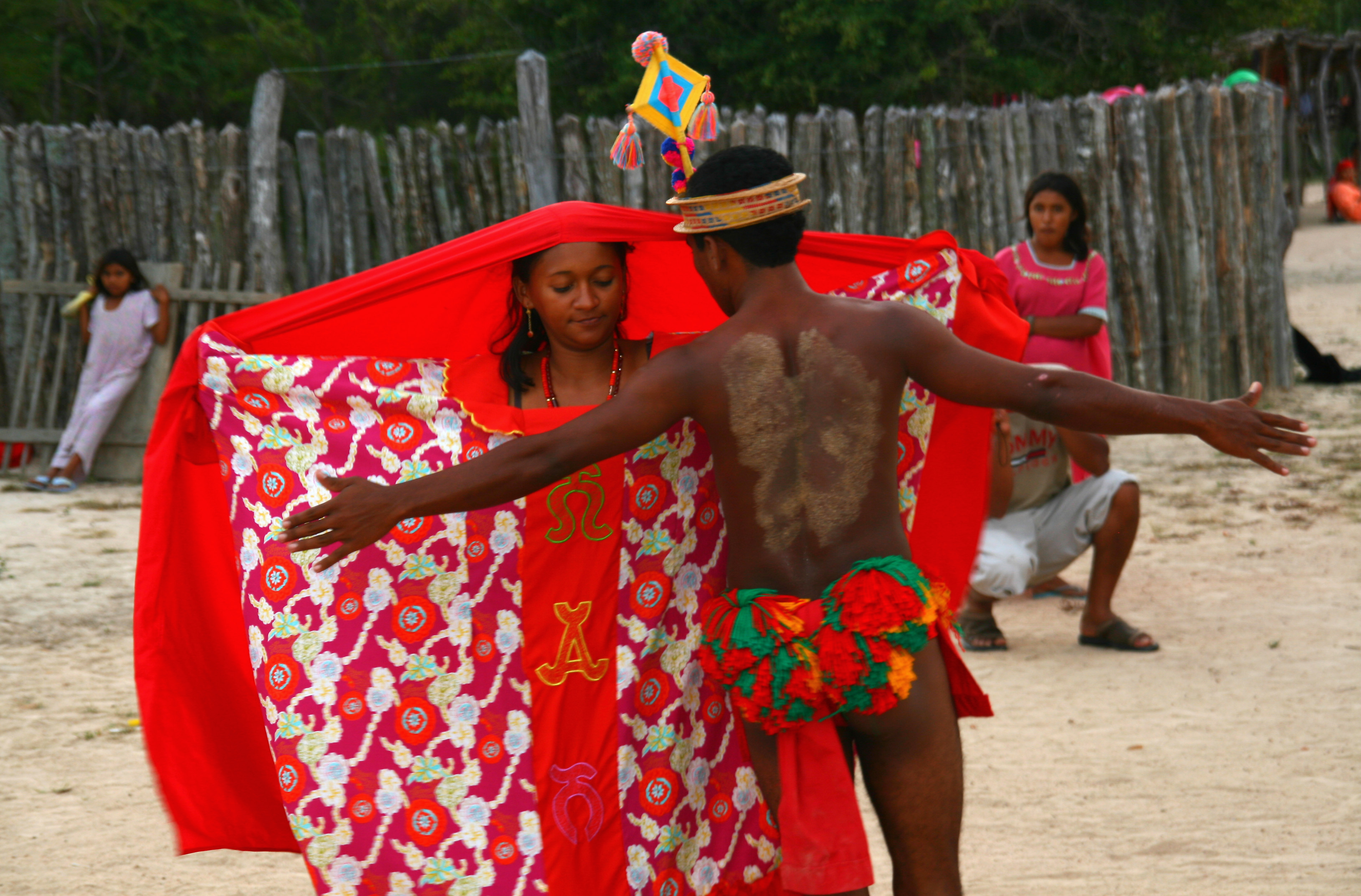
Baile de cortejo de la etnia wayúu, el grupo indígena más numeroso de Colombia.

El movimiento de población rural hacia áreas urbanas y la emigración fuera del país han sido significativos. La población urbana aumentó del 28 % de la población total en 1938, al 75 % en 2005; sin embargo en términos absolutos la población rural aumentó de 6 a 10 millones en ese período. 
Las estimaciones para la población del territorio que ahora es Colombia están entre 2,5 y 12 millones de personas en 1500; las estimaciones entre los extremos incluyen cifras de 6 y 7 millones. Con la conquista española, la población de la región se había derrumbado a alrededor de 1,2 millones de personas en 1600, lo que representa una disminución estimada del 52-90 %. Al final del período colonial, había disminuido aún más a alrededor de 800.000; comenzó a crecer a principios del siglo XIX a alrededor de 1,4 millones, donde volvería a caer en la guerra de Independencia de Colombia a entre 1 y 1,2 millones. La población de Colombia no se recuperaría de la conquista española durante cerca de 450 años, hasta la década de 1940, cuando la población superó su pico del año 1500.
En cuanto a la emigración, el DANE estima que alrededor de 3 331 107 colombianos viven en el exterior, principalmente en Estados Unidos, España, Venezuela y Canadá. Los más propensos a emigrar son los originarios del interior del país y de algunos centros urbanos, destacándose un contingente importante de intelectuales y talentosos que forman parte del fenómeno llamado fuga de cerebros.
De acuerdo con el Índice de Desarrollo Humano, Colombia se ubicó en el puesto 91 a nivel mundial según el informe de 2012 con un IDH de 0,719. Sin embargo, no todas las regiones de Colombia presentan el mismo nivel de desarrollo. La principal zona de alto desarrollo corresponde a la Región Andina en ciudades como Bogotá, Medellín y Cali, que constituyen el denominado «Triángulo de Oro» y la ciudad de Bucaramanga en la región andina nororiental, la Región Caribe y sus principales ciudades como Barranquilla, Cartagena y Santa Marta constituyen el segundo mayor polo de desarrollo a nivel nacional, destacándose notoriamente por su amplia industria turística y portuaria, así como su amplia diversidad poblacional.

### Etnografía
El censo realizado por el DANE en el 2005 arrojó que 86 % de la población no se considera parte de una minoría étnica, cifra dividida en 49 % de mestizos y 37 % de blancos, un 10,6 % de afrocolombianos que representan la cuarta población negra más grande de América, después de los Estados Unidos, Brasil, Ecuador y Haití. Los indígenas conforman el 4,3 % de la población nacional y los gitanos el 0,01 %. La diversidad étnica en Colombia es el resultado de la mezcla entre españoles, amerindios y afrodescendientes. En un estudio de la Revista Americana de Antropología Física, los colombianos tienen una ascendencia promedio del 47 % de ADN amerindio, 42 % de ADN europeo y 14,5 % de ADN africano.Un estudio de Latinobarómetro estima que el 50,3 % de la población son mestizos, el 26,4 % son blancos, el 9,5 % son indígenas, el 9,0 % son negros, el 4,4 % son mulatos, y el 0,4 % son asiáticos, estas estimaciones equivaldrían a alrededor de 26 millones de personas siendo mestizos, 14 millones siendo blancos, 5 millones siendo indígenas, 5 millones siendo negros, 2 millones siendo mulatos y 200 mil siendo asiáticos, mostrando la diversidad étnica de Colombia.
| Ascendencia genética de los colombianos según un estudio publicado en Revista Americana de Antropología Física. |
| --- |
| |
| Amerindio (47%) Europeo (42%) Africano (11%)                                                                    |

| Grupo Étnico | Población  | Porcentaje |
| ------------ | ---------- | ---------- |
| Mestizo      | 26 156 000 | 50.3%      |
| Blanco       | 13 728 000 | 26.4%      |
| Indígena     | 4 940 000  | 9.5%       |
| Negro        | 4 680 000  | 9.0%       |
| Mulato       | 2 288 000  | 4.4%       |
| Asiático     | 208 000    | 0.4%       |

### Inmigración
Colombia no ha destacado por ser un país de inmigración en su historia. No obstante, es el país con la mayor población inmigrante de origen venezolano en el mundo, contando en 2019 con 1 626 000 personas. Entre los inmigrantes, que no fueron muchos en comparación con otros países latinoamericanos más abiertos a la migración (como Argentina, Brasil o México), los grupos mayores son los provenientes de España, Estados Unidos, Reino Unido, Países Bajos y Alemania, así como judíos y gitanos.
A finales del siglo xix, Colombia recibió una gran cantidad de inmigrantes europeos y del Medio Oriente (Líbano, Siria y Palestina), así como estadounidenses, cubanos y chinos, entre otros, que se dispersaron por toda la geografía nacional. Aunque una gran parte de la migración de Medio Oriente era cristiana (esto, debido a las políticas migratorias colombianas de principios del siglo xx), en Maicao (Guajira), se encuentra la comunidad musulmana más numerosa de Colombia.
Descendientes de los inmigrantes levantinos también tienen fuerte presencia en el departamento de Córdoba, en Barranquilla, en Santa Marta, en Bogotá y en el Valle del Cauca. Inmigrantes de otros países latinoamericanos como Brasil, Chile, Ecuador, Argentina, Perú y las Antillas, entre otros, también tienen presencia, aunque mínima en Colombia, sin embargo existe en la actualidad una tendencia migratoria importante de venezolanos en el país, principalmente por la situación económica y de inseguridad en su país.
Se considera que Colombia es el país hispano con más ascendencia árabe, con 3.2 millones. Los primeros árabes llegaron al país a finales del siglo xix y principios del siglo xx. Se calcula que ingresaron a Colombia entre 1880 y 1930 alrededor de 10 000 a 30 000 inmigrantes libaneses. Con una población de 5 millones, se considera que Colombia tiene la mayor concentración de vascos en el mundo, incluso más que España, que solamente tiene 2.2 millones.

## Principales ciudades
Aproximadamente el 75 % de la población vive en zonas urbanas, un porcentaje por encima de la media mundial que en 2010 se ubicó en el 51,3 % según las Naciones Unidas.
Bogotá es la ciudad más poblada y el principal centro económico del país. Colombia presenta grandes aglomeraciones urbanas a lo largo de su territorio, Medellín y Cali poseen una población de más de dos millones de habitantes y Barranquilla de más de un millón.
Otras veinticinco ciudades superan los doscientos mil habitantes.

## Educación

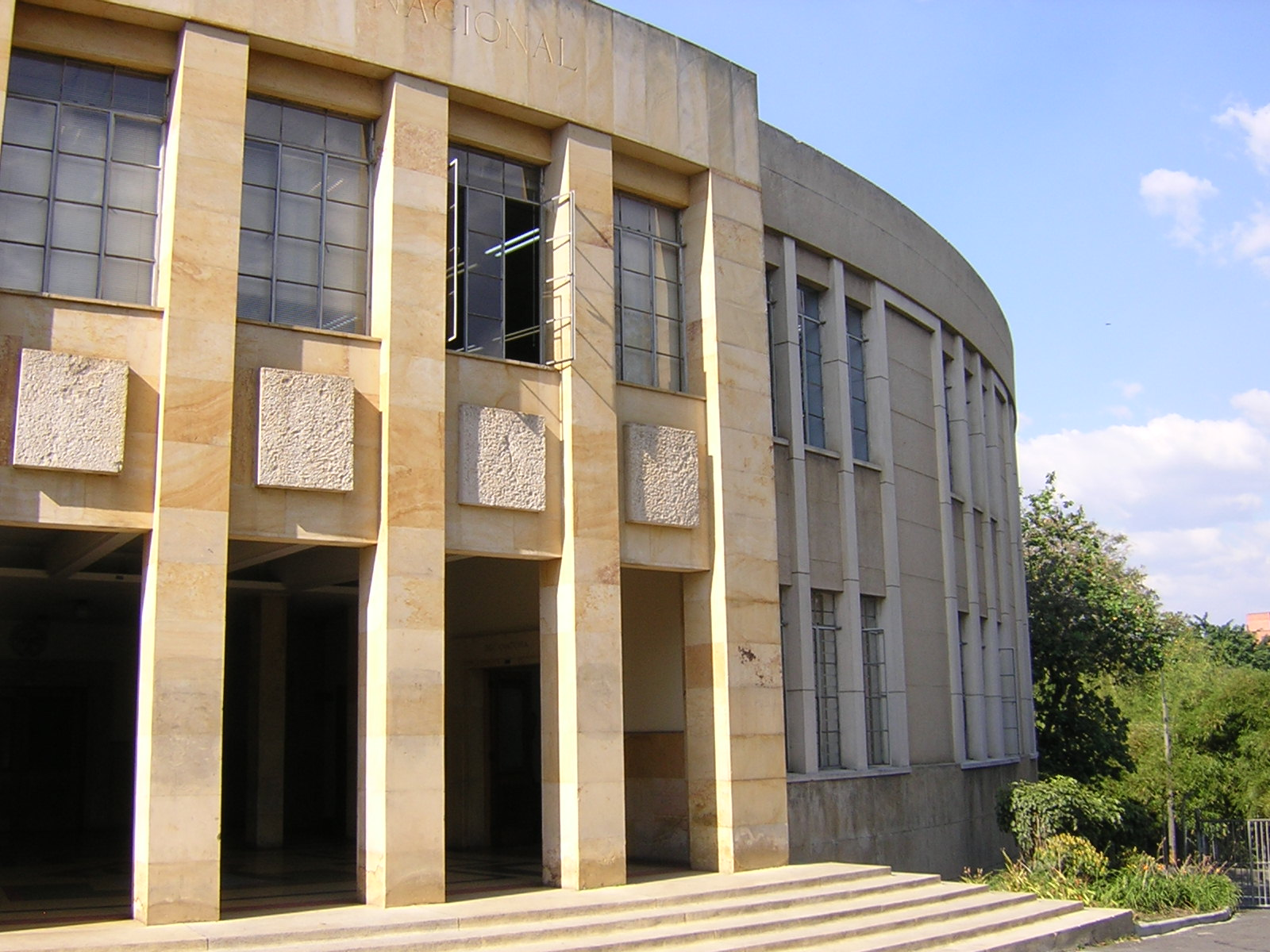
Facultad de Minas, Universidad Nacional de Colombia sede Medellín.

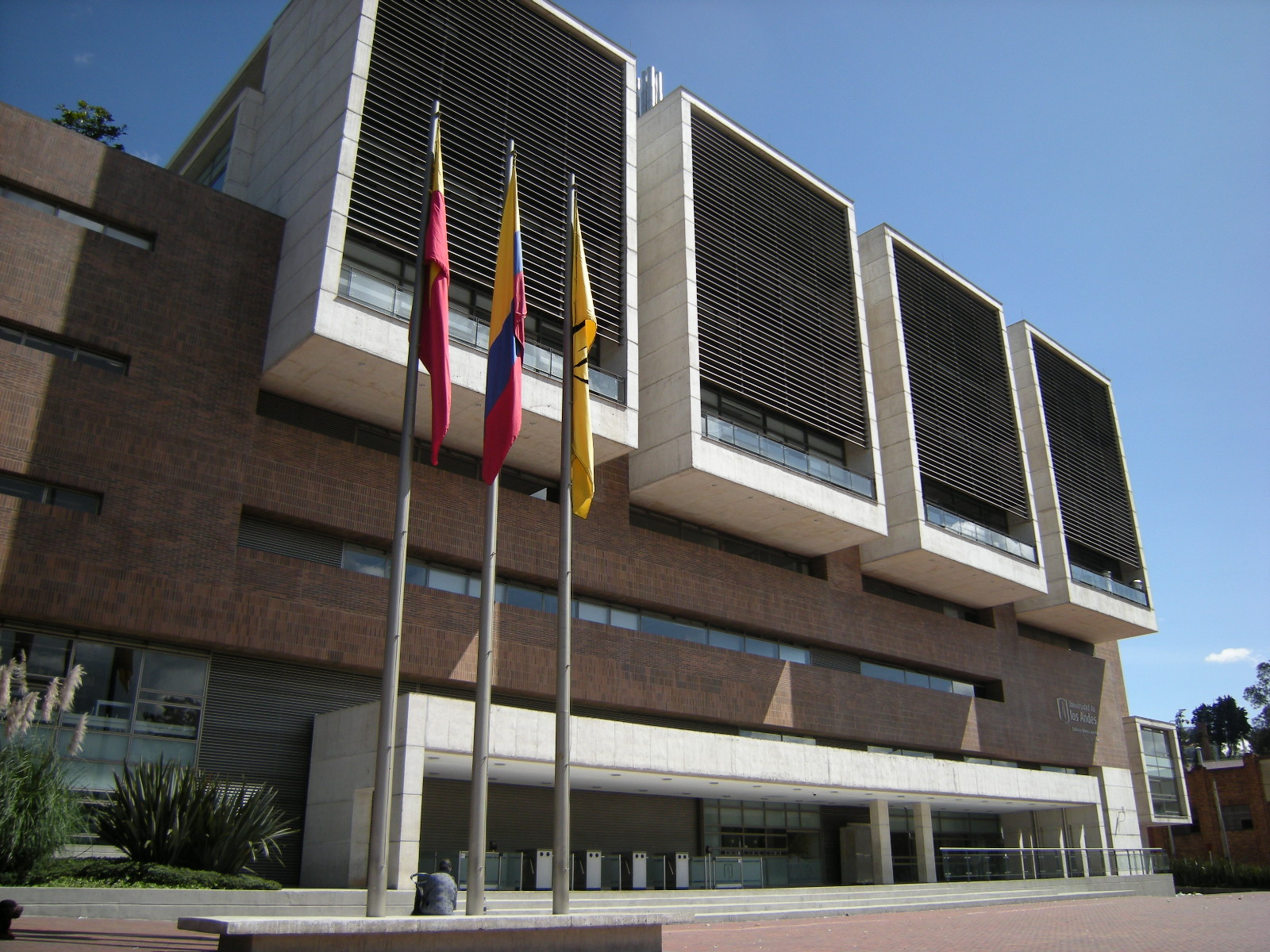
Edifício Mario Laserna, Universidad de los Andes.

El sistema educativo colombiano está regulado por el Estado a través del Ministerio de Educación de Colombia. El sistema educativo se divide en preescolar (para aquellos que tienen menos de seis años), educación básica (duración de nueve años comprende la primaria y la secundaria), educación media (duración de dos años, comprende los grados décimo y undécimo), y educación superior (universidad). La educación básica y media es evaluada por medio de los exámenes nacionales denominados Pruebas Saber (ICFES) en los grados 3°, 5°, 9° y 11°
La educación superior se imparte en dos niveles: pregrado y posgrado. El nivel de pregrado tiene, a su vez, tres niveles de formación: nivel técnico profesional (relativo a programas técnicos profesionales), nivel tecnológico (relativo a programas tecnológicos), nivel profesional (relativo a programas profesionales universitarios). En el nivel de postgrado se reconocen las especializaciones, las maestrías y los doctorados. La educación superior es evaluada mediante la Pruebas Saber (ICFES): las Pruebas Saber TyT evalúan las competencias genéricas y las competencias específicas comunes de los estudiantes de programas técnicos y tecnólogos que hayan aprobado el 75% de los créditos académicos. Las Pruebas Saber Pro es un examen que comprueba las competencias de los estudiantes que cursan el último año de los programas académicos de pregrado en las instituciones de Educación Superior (universidades).
La tasa de alfabetización total de adultos era en 2016 de aproximadamente el 94,65 %, siendo la tasa en hombres del 94,4 % y de mujeres en 94,89 %. Colombia ocupó el puesto 59 entre 72 naciones evaluadas en las pruebas PISA de 2015.
El ICETEX es un organismo estatal de financiación para acceder a la educación superior mediante el «otorgamiento de créditos educativos y su recaudo, con recursos propios o de terceros, a la población con menores posibilidades económicas y buen rendimiento académico».
La Universidad Nacional de Colombia es la mayor universidad de la nación, con cerca de 53 879 alumnos, siendo la única universidad presente en el Shanghai Ranking. Las universidades normalmente se dividen en facultades. Por otra parte, el SENA es una entidad que ofrece formación gratuita con programas técnicos, tecnológicos y complementarios.

## Salud

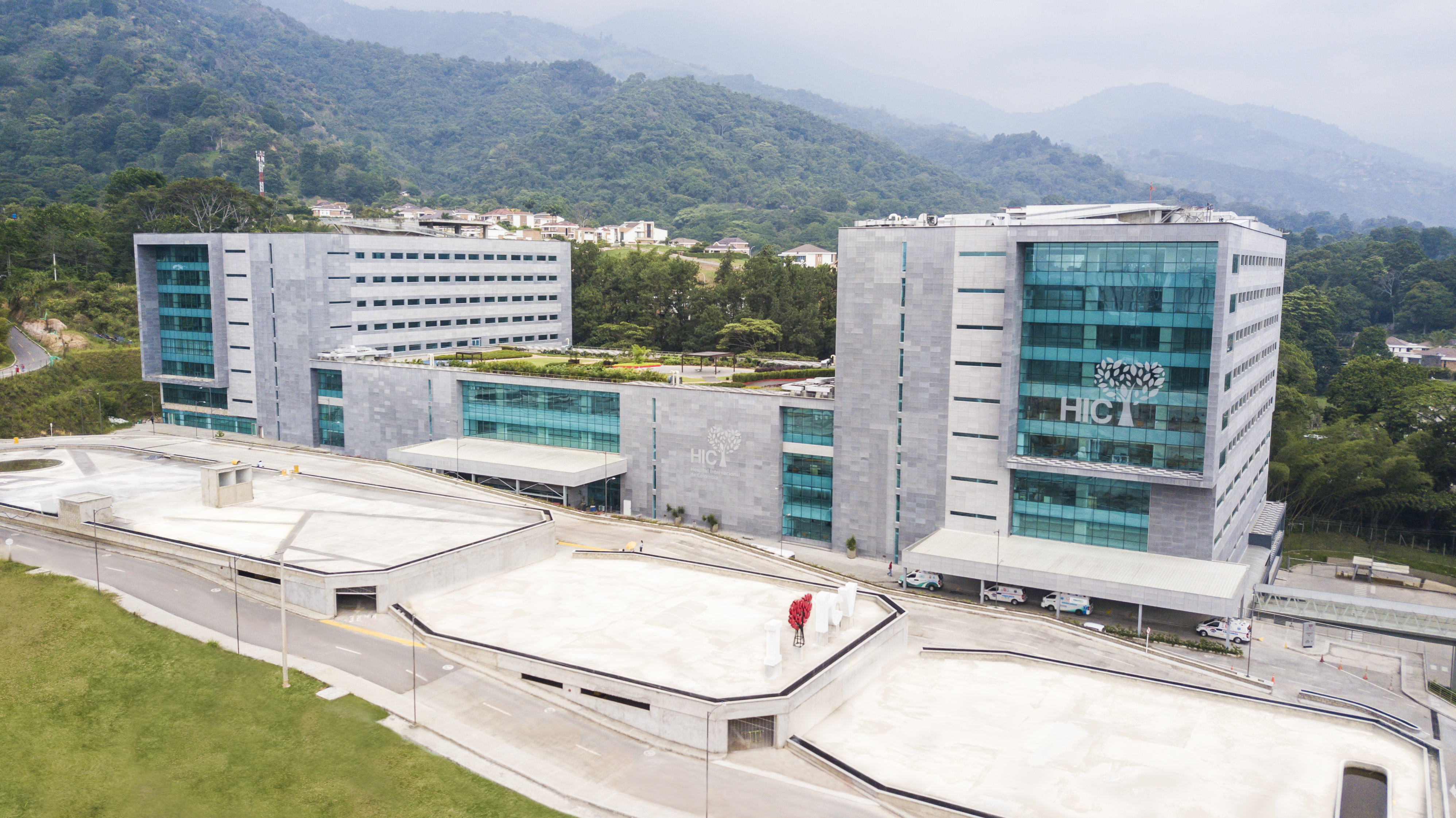
Colombia lidera el ranking anual de AméricaEconomía de las mejores clínicas y hospitales de América Latina.

Colombia es la nación con la tasa de asistencia sanitaria universal más alta de América Latina, superando el 95% de su población en el año 2019. Según la OMS, para el año 2000, Colombia ocupaba el puesto 22 a nivel mundial entre 191 países en cuanto al funcionamiento general de su sistema de salud. El sistema de salud colombiano se caracteriza por estar formado por dos sistemas coexistentes: el régimen contributivo (privado) y el régimen subsidiado (gratuito) por medio del Sisbén. Ambos regímenes proporcionan cobertura universal, acceso por igual a medicamentos, procedimientos quirúrgicos, servicios médicos y odontológicos.
El Ministerio de Salud y Protección Social es el responsable de desarrollar políticas en materia de salud, así como el encargado de regular la salud en el país. La entidad promotora de salud (EPS) son empresas regionales de sanidad que se encargan de implementar los objetivos fijados por el Ministerio de Salud, de desarrollar las líneas maestras y sus protocolos, y también de supervisar la actuación de los cuidados en salud. Para cumplir con sus responsabilidades las EPS deben conformar una red de servicios para lo cual cualquier entidad promotora de salud puede contratar a clínicas, hospitales o un instituto prestador de salud (IPS) de forma independiente y autónoma o pueden garantizar el acceso a los servicios con su propia red. Además deben contratar un porcentaje determinado mínimo con instituciones prestadoras de servicios públicos.
El sistema de salud colombiano es descentralizado, las fuentes de financiación de la salud son principalmente del Sistema General de Participaciones (SGP), los aportes de empleadores y trabajadores al régimen contributivo que se administran por la Administradora de los Recursos del Sistema General de Seguridad Social en Salud (ADRES), y los recursos obtenidos en los juegos de suerte y azar administrados por Coljuegos, también existen otras fuentes de financiación de menor envergadura.
La mayoría de los colombianos muere por enfermedades crónicas. La principal causa de defunción son las enfermedades isquémicas del corazón (infartos) en el 16,3 % de las muertes, seguido por las enfermedades cerebrovasculares, la tercera causa son las enfermedades pulmonares debido al consumo de cigarrillo.
La tasa de mortalidad infantil de Colombia es de 14,8 entre 1000 nacidos vivos en 2017.

#### Condiciones laborales sector salud
En cuanto a las condiciones laborales del personal de salud en Colombia, los médicos, enfermeros, auxiliares de enfermería y demás personal de salud en su gran mayoría se encuentran en modelos de contratos laborales desechables sin prestaciones de servicios, no cubrimiento de horas extra, ni pago de incapacidad médica a través de organizaciones sindicales, entre ellas, por ejemplo, Agesoc y Asstracud en el Valle del Cauca, modelos de contratación que son similares a lo largo del país por diferentes agremaciones sindicales que no ofrecen estabilidad laboral o condiciones dignas a sus trabajadores y que poseen poco control y vigilancia por parte del Estado. Lo que ha provocado una ola migratoria de profesionales de salud al extranjero.

## Ciencia y tecnología

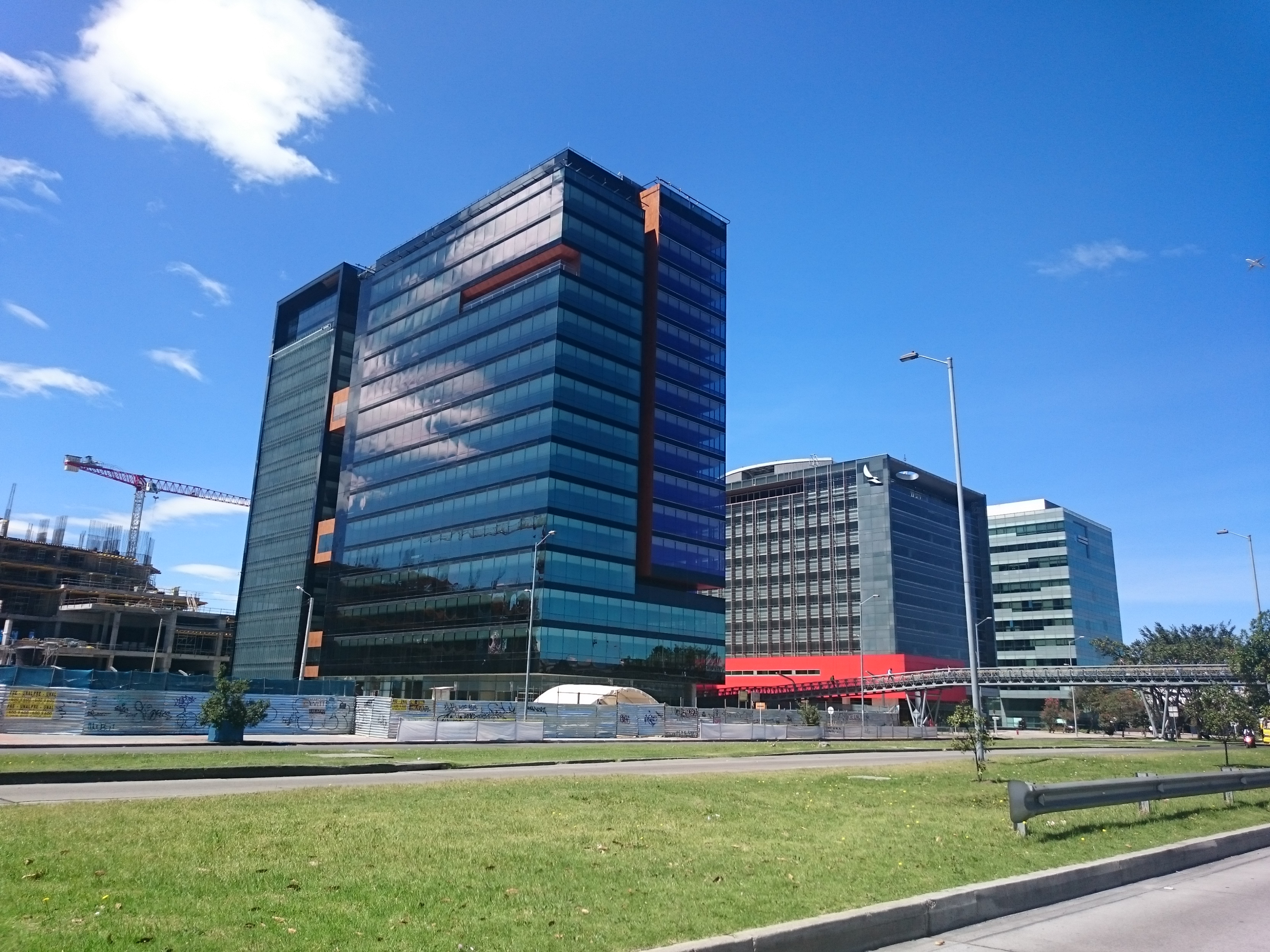
Sede del Ministerio de Ciencia, Tecnología e Innovación.

La ciencia y la tecnología en Colombia se comenzó a proyectar de manera de importante a principios del siglo xx, época en la cual se comenzó con pequeñas invenciones propias del país, aunque mucho antes, ya habían entrado grandes creaciones de otros lugares del mundo. Colombia es reconocida a nivel mundial, por su calidad en la medicina, específicamente la medicina estética, lo que la posicionado como una potencia en turismo de salud. Entre los médicos más reconocidos en Colombia están el neurofisiólogo Rodolfo Llinás quien ha aportado en la busca de la cura contra la enfermedad de Alzheimer y quién enunció la Ley de Llinás, y también el inmunólogo Manuel Elkin Patarroyo, el cual descubrió la primera vacuna sintética contra la malaria.
Otros grandes inventos relacionados con la medicina se han producido en el país, tales como el marcapasos, creado por el ingeniero electrónico Jorge Reynolds el cual ha sido de gran importancia para quienes sufren de insuficiencia cardiaca. De la misma manera fueron inventados en Colombia, el LASIK, una de las técnicas más utilizadas para la corrección de las ametropías esferocilindricas con láser en el mundo, la Válvula de Hakim, entre otros que no solo han aportado a la medicina nacional, sino a nivel mundial. En febrero de 2013, Colombia fue el primer país de América Latina en practicar una cirugía robótica en urología pediátrica. En el mundo solo se han realizado 10 procedimientos de este tipo.
La problemática que ha vivido la nación frente a la violencia, le ha permitido innovar en tecnología militar o de guerra, para su ejército e incluso para otros ejércitos del mundo. Uno de los inventos más llamativos fue el robot ‘Arcadio’, que está diseñado para detectar artefactos explosivos bajo tierra y desactivarlos, tales como las mina antipersona. También se han creado por primera vez en el país aviones, específicamente de entrenamiento y otros materiales como por el ejemplo, el cartucho de seguridad, con el fin de disminuir los índices de muertes y heridas a causa de disparos accidentales.
Colombia es uno de los ocho países latinoamericanos en tener satélites en órbita. El 7 de abril de 2007, el picosatélite Libertad I (diseñado por la Universidad Sergio Arboleda de Bogotá) fue puesto en órbita en uno de los lanzamientos hechos desde el Cosmódromo de Baikonur. El Libertad I orbitó alrededor del planeta y según proyecciones siguió haciéndolo por 6 años más hasta su reingreso en la atmósfera. Posterior a ello, se lanzó el FACSAT-1, segundo satélite de fabricación colombiana lanzado el 29 de noviembre de 2018 desde el Centro espacial Satish Dhawan.
En 1955 Colombia firmó un tratado con Estados Unidos para el desarrollo de energía nuclear con fines pacíficos y en 1960 es admitida en el Organismo Internacional de Energía Atómica. Colombia es uno de los pocos países latinoamericanos en tener un reactor nuclear en operación, el IAN-R1, fabricado en Estados Unidos, su función es la producción de neutrones con fines de investigación.
George Zamka es el primer astronauta de origen colombiano (es ciudadano colombiano por parte materna) en estar en haber estado en el Espacio. Zamka pilotó el transbordador espacial Discovery en su misión de octubre de 2007 a la Estación Espacial Internacional. En junio de 1998, Zamka fue seleccionado para el programa de astronautas de la NASA, y fue elegido para el entrenamiento en agosto. Sirvió como jefe para el entrenamiento del transbordador y la división de procedimientos, y como supervisor para la clase de candidatos a astronauta de 2004. Hizo su primer vuelo espacial como el piloto de la misión STS-120 en 2007, y fue el comandante de la misión STS-130 en 2010.
En la última década el país ha decidido revertir la precaria situación en la que se encuentra el sector I+D, pues se estima que Colombia utiliza el 2 % de su presupuesto anual para el sector de la ciencia y la tecnología y solo el 0,29 % del PIB en investigación y desarrollo. En el año 2006 se aprobó la Ley de Ciencia, Tecnología e Innovación, con el fin de crear empresas e industrias con base en la tecnología.
Según el Índice mundial de innovación, a cargo de la Organización Mundial de la Propiedad Intelectual, en 2024, Colombia se ubicó en lugar 61 en innovación entre 133 países del mundo; mientras que en 2023 ocupó el lugar 66 y el lugar 63 en 2022.

## Economía

Evolución histórica del PIB per cápita de Colombia

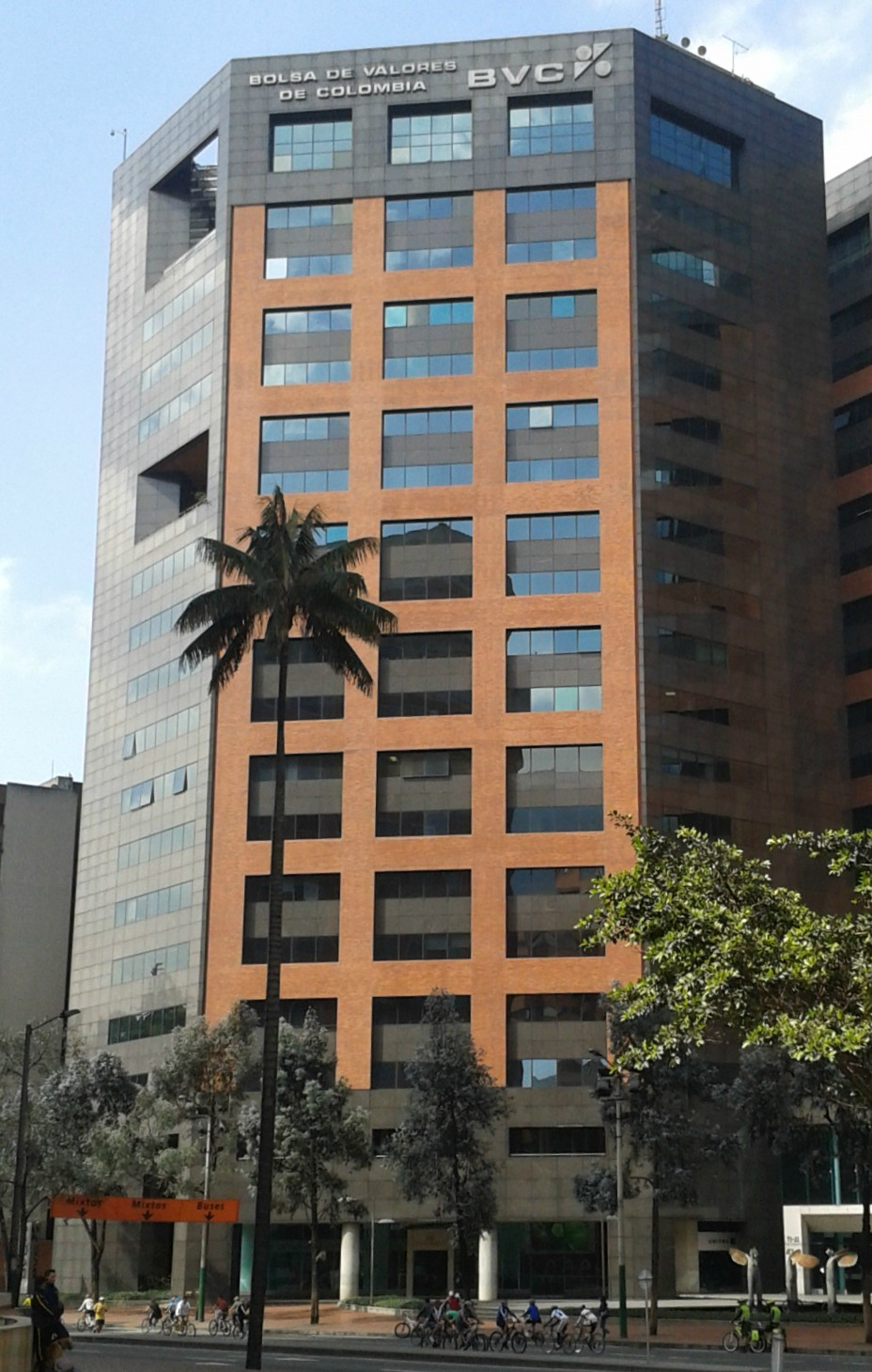
La Bolsa de Valores de Colombia es parte del Mercado Integrado Latinoamericano (MILA).

Colombia es una economía emergente y uno de los principales mercados de la región. También forma parte del bloque de países emergentes CIVETS, de la Organización Mundial del Comercio (OMC) y de la Organización para la Cooperación y el Desarrollo Económicos (OCDE). Su PIB ocupa el cuarto puesto en América Latina detrás de Argentina, México y Brasil y el puesto 29 a nivel global. El sector financiero en la nación ha crecido un 6.7 % entre el 2005-2010, debido a la liquidez favorable de la economía colombiana. En 2012 el sector de servicios representó el 55.1 % del PIB de Colombia, mientras que 68 % de 23.08 millones de colombianos formaron parte de la fuerza laboral en este sector.
La economía de Colombia ha experimentado un crecimiento promedio anual de 5.5 % desde 2002. En el 2012, 23.8 millones de colombianos sirvieron como fuerza laboral en la economía, con un ingreso promedio de US$10 700, produciendo US$500 000 000 000 (quinientos mil millones de dólares) para el producto interno bruto (PIB) del país. Sin embargo, la desigualdad en la distribución de riqueza mantiene a un 29.3 % (2014) de colombianos viviendo por debajo de la línea de pobreza nacional, a lo que se suma el deficiente sistema pensional. Desde 2011 desempleo ha marcado un dígito, (9.2 % en noviembre de 2011) y el subempleo un 32.7 % (noviembre de 2011).
El Ministerio de Hacienda y Crédito Público define, fórmula y ejecuta la política económica del país. La moneda nacional es el peso colombiano. El Banco de la República es un organismo independiente que controla la cantidad de dinero y control cambiario de divisas que circula en la economía para evitar recesiones y desempleo a causa de la inflación, además de controlar el crédito interbancario. Juntos, el MHCP y el BRC regulan el funcionamiento de la economía a nivel nacional con el apoyo del Ministerio de Comercio, Industria y Turismo (MCIT). El sector empresarial de Colombia se encuentra agremiado en la ANDI que trata de mantener grupos de empresas del mismo sector económico para que actúen en común acuerdo para el desarrollo.

### Agricultura y ganadería

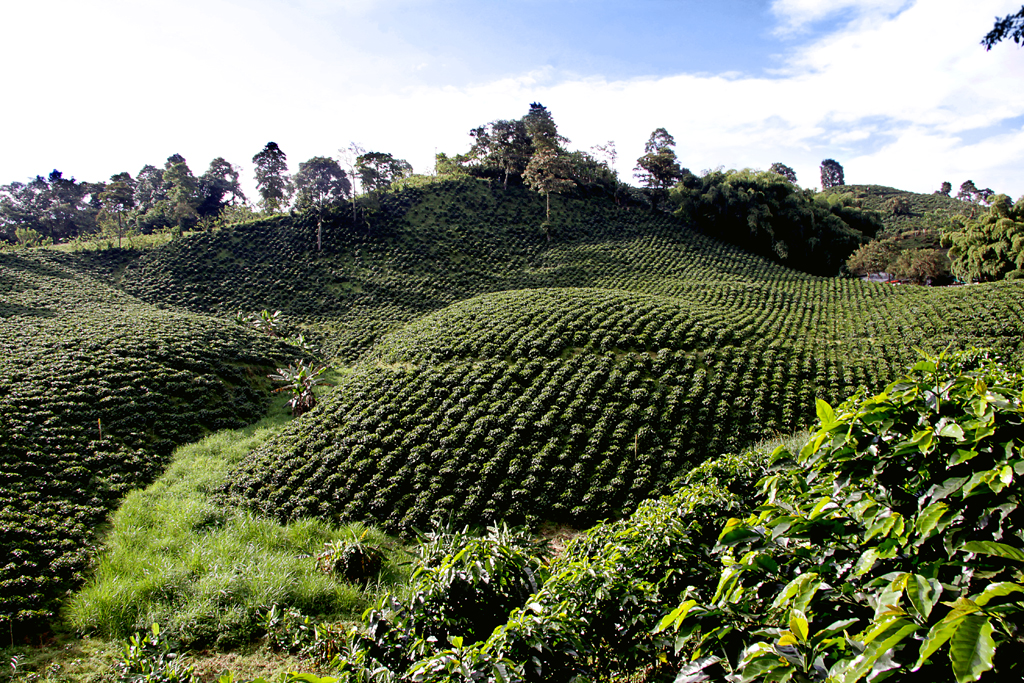
Plantaciones de café en el Eje cafetero.

La agricultura es regulada por el Ministerio de Agricultura y Desarrollo Rural, que planea el desarrollo de la agricultura y la pesca en compañía del Ministerio de Hacienda y Crédito Público para el desarrollo económico del país y el sostenimiento de la población. La agricultura se caracteriza por los cultivos tecnificados por región de caña de azúcar, café, flores, algodón, plátano, banano, sorgo, maíz, arroz, palma africana, papa, yuca, entre otros. Por la gran variedad de climas y terrenos, Colombia presenta una gran variedad de especies de fauna y flora para el consumo o utilización por parte de humanos. Los agricultores colombianos se encuentran agremiados en la Sociedad de Agricultores de Colombia (SAC).
El café de Colombia es una indicación geográfica protegida, por la Unión Europea desde el 27 de septiembre de 2007. Dicha denominación se le otorga al café 100 % arábigo (coffea arabica) producido en las regiones cafeteras de Colombia, delimitadas entre la latitud norte 1° a 11°15, longitud oeste 72° a 78° y rangos específicos de altitud que pueden superar los 2000 metros sobre el nivel del mar. El término café de Colombia, también es una marca de certificación registrada en Estados Unidos el 7 de julio de 1981, y en Canadá el 6 de julio de 1990. Así mismo, está reconocido como Denominación de Origen Protegida en otros países del mundo, como Ecuador, Bolivia y Perú. A nivel mundial, Colombia es el cuarto país productor de café y el mayor productor de café suave en el mundo. Los principales países importadores del café de Colombia son Estados Unidos, Alemania, Japón, Países Bajos y Suecia.
Por su parte, la ganadería adquirió importancia desde mediados del siglo xix, en que se introdujeron al país los primeros ejemplares de ganado Durham. A medida que avanzó el siglo, la ganadería se consolidó como el segundo renglón de importancia en la economía y dio origen a una amplia industria lechera. El país cuenta con el hato ganadero más grande de América Latina con un inventario bovino de 26,9 millones de cabezas en 2008. El Brahman colombiano, ideal para la producción de carne en condiciones tropicales, se destaca por tener una genética de alta calidad en el mundo.

### Industria, construcción, minería y energía

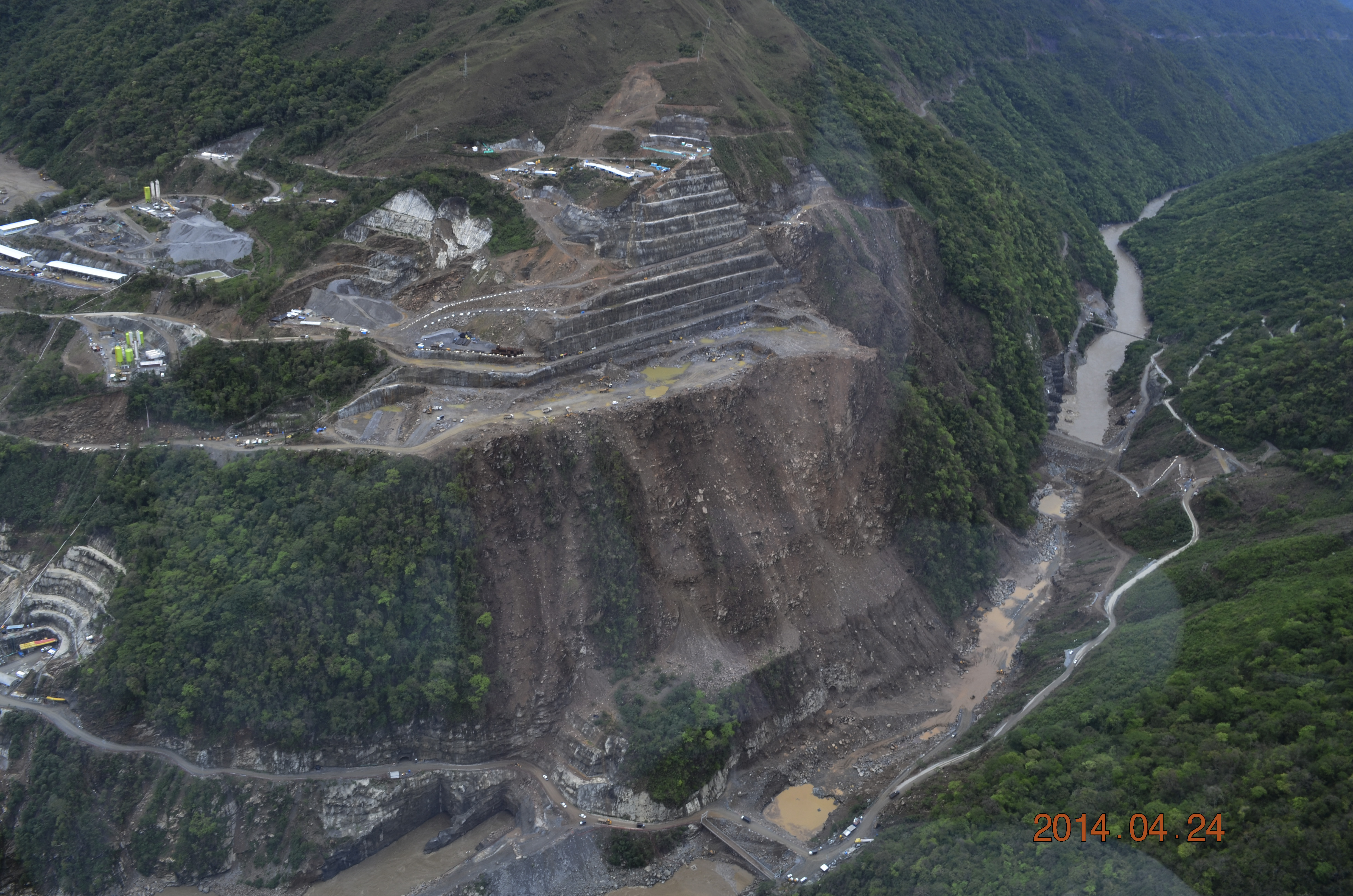
Construcción de la central hidroeléctrica de Hidroituango en 2014 sobre el Río Cauca.

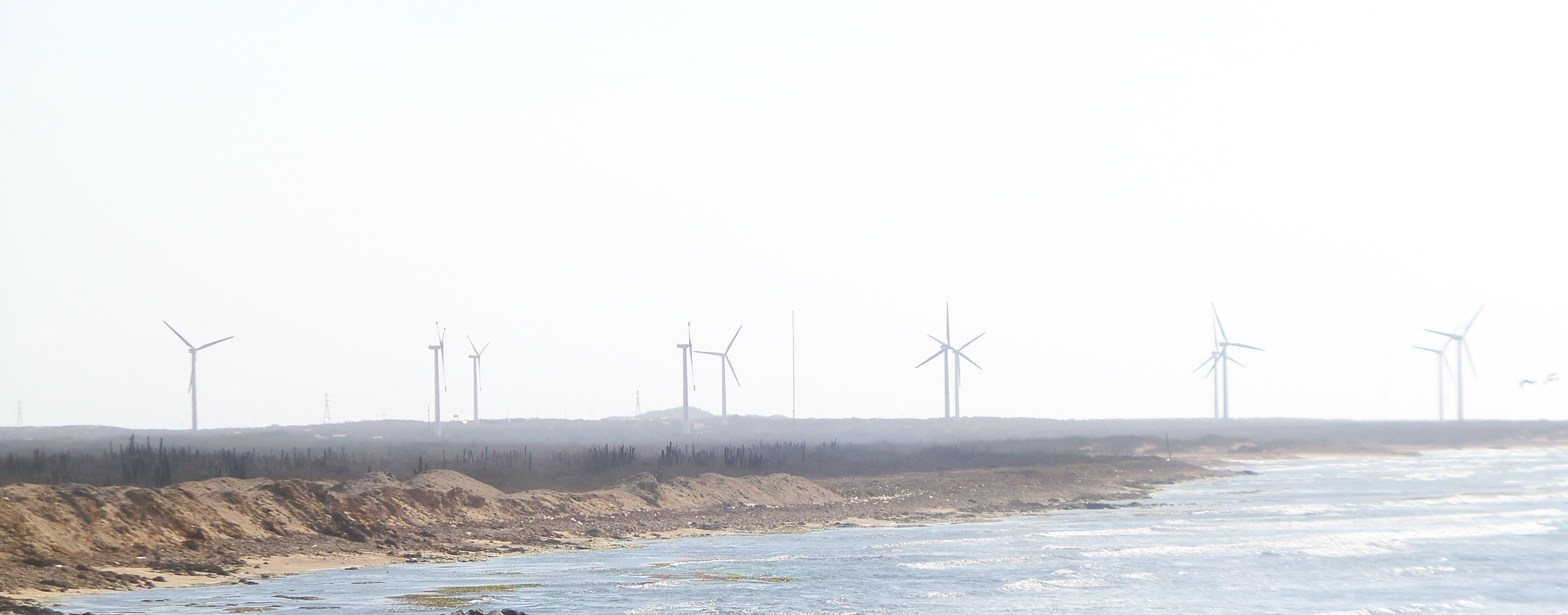
Parque eólico Jepírachi en la La Guajira.

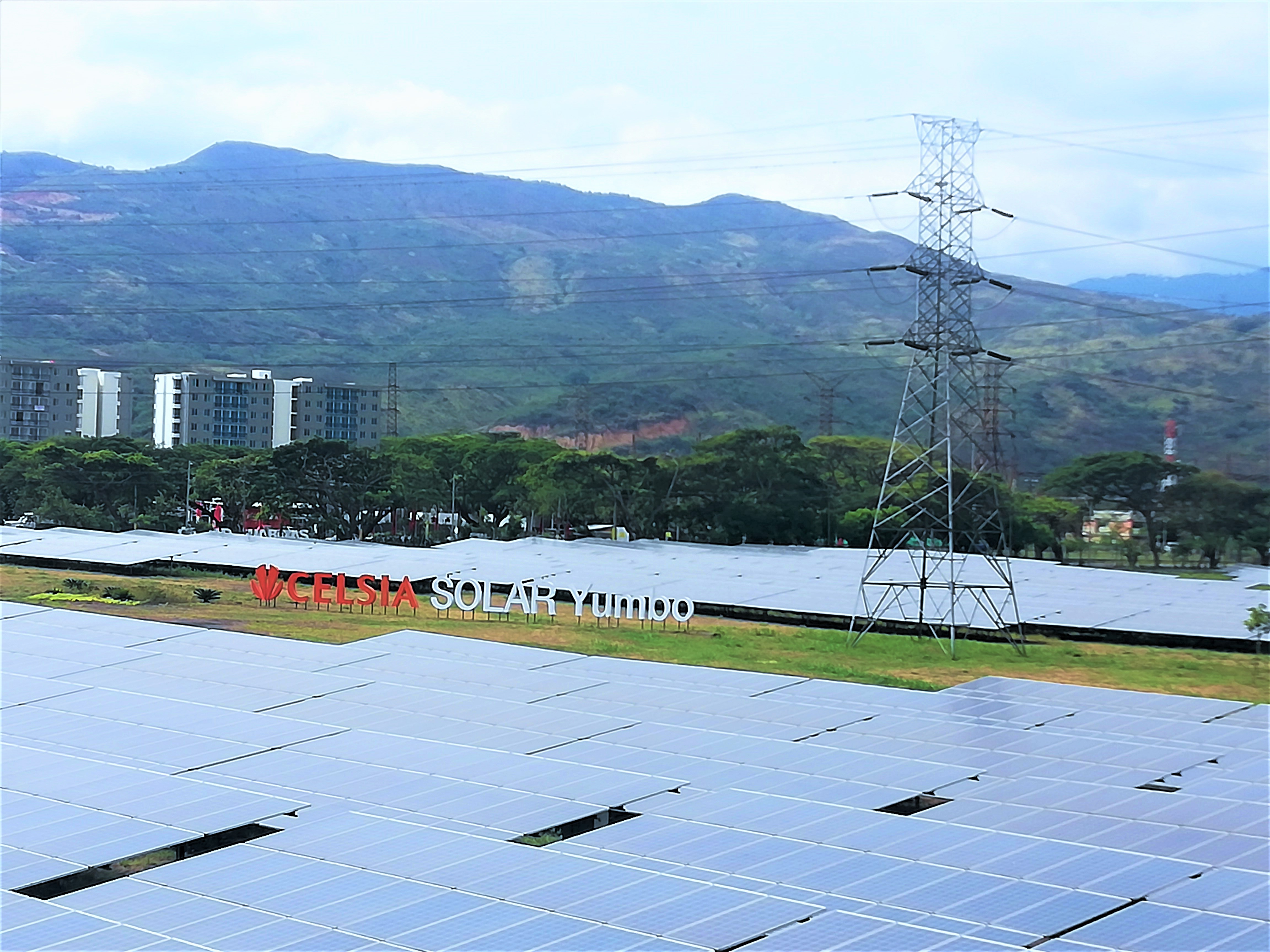
Planta de energía solar de CELSIA Solar Yumbo, ubicada en la ciudad de Yumbo, Valle del Cauca.

El sector industrial ha tenido un crecimiento sostenidos en los últimos años. En el año 2000, la producción manufacturera era de US$29 240 000 000 (veintinueve mil doscientos cuarenta millones de dólares); en 2010 alcanzó aproximadamente US$80 000 000 000 (ochenta mil millones de dólares). Se destaca en este periodo la producción de bienes de media y alta tecnología, que paso del 31,7 % en el año 2000 al 34,6 % en el 2010. La apertura económica a los mercados extranjeros han favorecido las exportaciones de productos de alta y media tecnología. Estos pasaron de US$2 251 000 000 (dos mil doscientos cincuenta y un millones de dólares) a US$4 868 000 000 (cuatro mil ochocientos sesenta y ocho millones de dólares) en 2010, lo cual representa el 35 % de las exportaciones de la industria.
Por otra parte, el sector de la construcción en Colombia tuvo un crecimiento aproximado del 7,9 % en la primera década. En contraste con el PIB de la economía colombiana que tuvo un crecimiento del 5,9 % en 2011. En la primera mitad de la década del año 2000 las edificaciones tuvieron un crecimiento del 8,3 %. En los años 2009, 2010 y para el 2011 se registró un crecimiento de 6,2 % en los tres primeros meses de este año. Las obras civiles han crecido durante la primera década, a un promedio de 8,0 %, se asocia este crecimiento a las necesidades que posee el país en infraestructura.
Uno de los sectores de mayor crecimiento ha sido el sector minero-energético, el cual se conforma por los subsectores de la minería, el petróleo, el gas y la energía. En la última década, este sector pasó de US$8 300 000 000 (ocho mil trescientos millones de dólares) en 2000, a más de US$40 000 000 000 (cuarenta mil millones de dólares) en 2011. El sector petrolero en Colombia ha tenido un crecimiento del 3,4 % en la última década. En los últimos años la actividad exploratoria ha aumentado, en el año 2008 fue del 15,4 %, en 2009 fue del 15,4 %; 2010 16,9 % y a los tres primeros meses de 2011 un crecimiento del 17,7 %. En este periodo ha habido un fortalecimiento de la Agencia Nacional de Hidrocarburos. En cuanto al sector energético registra un crecimiento del 3,0. El sector de minas y canteras ha tenido un crecimiento del 6,5 %. El aporte al PIB de la producción de minería, petróleo y energía eléctrica equivaldría al 12.5 % del PIB total. Pero el peso de diferentes subsectores es diferente. El sector petrolero aporta el 7.1 % al PIB total, el minero un 2,7 %, el eléctrico 2,3 % y la producción de gas un 0,5 %.
El sector eléctrico está mayormente dominado por generación de energía hidráulica (67 % de la producción) y generación térmica (27.4 %) en 2010, la generación de energía eléctrica en este año fue de 56 877.6 GWH. No obstante, el potencial del país en nuevas tecnologías de energía renovable (principalmente eólica, solar y biomasa) apenas ha sido explorado. El país tiene importantes recursos de pequeña hidráulica, eólica, y solar que permanecen en gran parte sin explotar. De acuerdo con un estudio del Programa de Asistencia en Gestión del Sector Energético del Banco Mundial, la explotación del gran potencial eólico del país podría cubrir más de la totalidad de sus necesidades actuales de energía. El 80 % de la capacidad instalada en Colombia para producción de electricidad proviene de energías renovables.
En cuanto a minería, los minerales más explotados son el oro, la plata, esmeraldas, platino, cobre, níquel, carbón. Una de las extracciones más importantes es la mina de carbón del Cerrejón en La Guajira, que es la mina de carbón a cielo abierto más grande de América Latina. La explotación de oro y cobre datan de la época precolombina y se desarrolló en la zona andina del país, con grupos étnicos como los Muiscas, los Quimbaya, los Tayrona y los Zénues, los cuales todavía son muy explotados artesanalmente, existiendo gran cantidad de ilegalidad, y desde hace algunos años multinacionales han comenzado a formar parte de este negocio. A nivel mundial es el principal productor de esmeraldas, concentrándose su explotación en el interior del país, en departamentos como Boyacá y Cundinamarca. Por su parte, el petróleo es explotado en su mayoría por Ecopetrol. En Barrancabermeja se encuentra la refinería de petróleo más grande del país.

### Comercio exterior
En 2012, la agricultura en Colombia aportó un 6.8 % al PIB nacional y el 18 % de la fuerza laboral se dedicó a la agricultura, ganadería y pesca. Sin embargo, el principal producto de exportación de Colombia es el petróleo, cuyas reservas estimadas son 2377 millones de barriles en 2012, las cuales son desarrolladas por Ecopetrol, en marzo de 2013 se produjo 1 013 481 barriles de petróleo por día.
Así mismo, se destaca la industria textil, alimenticia, automotriz y la petroquímica. También, el procesamiento de alimentos, la producción de café, aceite, bebidas, cemento, oro, carbón, esmeraldas, níquel, flores cortadas, bananas, entre otros. Las exportaciones de Colombia ascendieron a US$59 960 000 000 (cincuenta y nueve mil novecientos sesenta millones de dólares) en 2012, El sector del comercio exterior comprendido por las importaciones y exportaciones del país, ha tenido un crecimiento mayor al 30 % en el año 2011. En los últimos años el país ha firmado diferentes acuerdos comerciales con otros países, varios de ellos actualmente vigentes.

#### Exportaciones e importaciones durante el año 2021

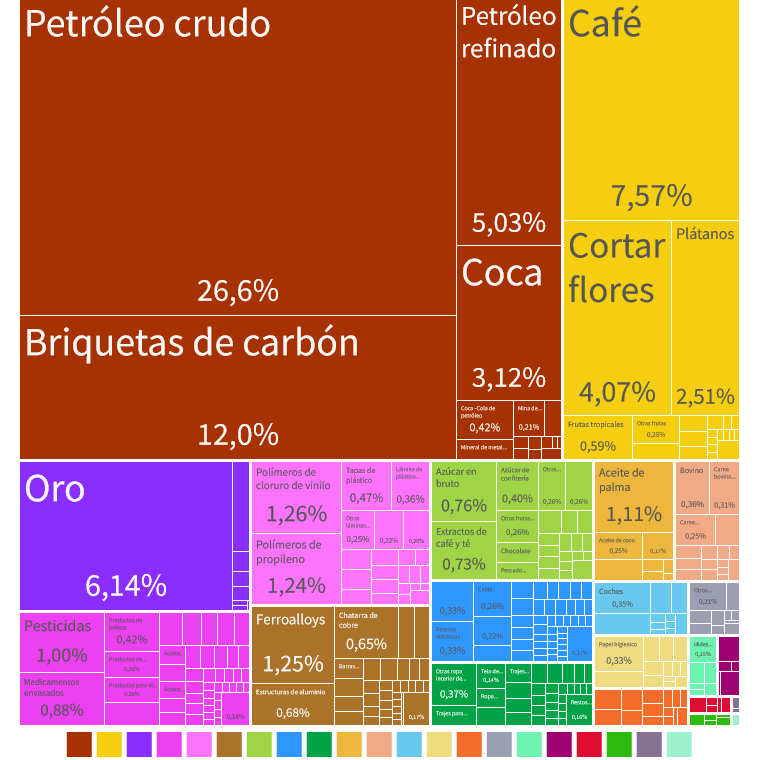
Exportaciones de la República de Colombia en términos de porcentaje.
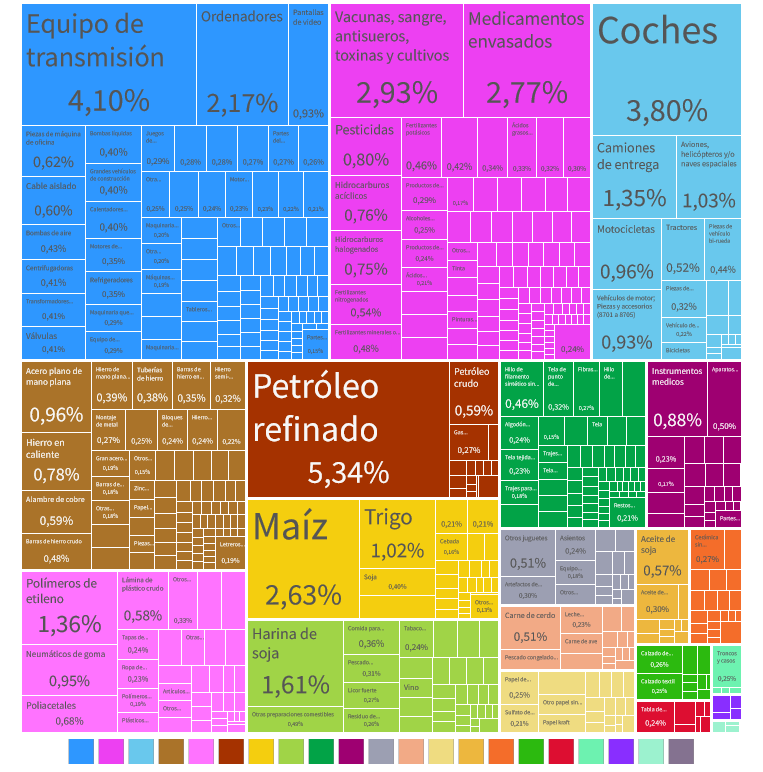
Importaciones de la República de Colombia en términos de porcentaje.

### Turismo
La presencia de turistas pasó de medio millón en 2003 a 1,3 millones en 2007, lo que le significó a Colombia varios reconocimientos internacionales. En 2006, una de las mejores editoras de guías de viaje en el mundo, Lonely Planet, escogió a Colombia como uno de sus destinos top 10 mundiales de 2006. Las mejoras en la seguridad del país fueron reconocidos en noviembre de 2008 con una revisión de los consejos de viajes sobre Colombia emitidos por la Oficina de Relaciones Exteriores británica. En 2013 ingresaron al país 3 747 945 turistas, la mayoría provenientes de países América y Europa. Por su parte, el turismo interno tuvo un incremento del 10,3 % en 2012 con respecto a 2011.

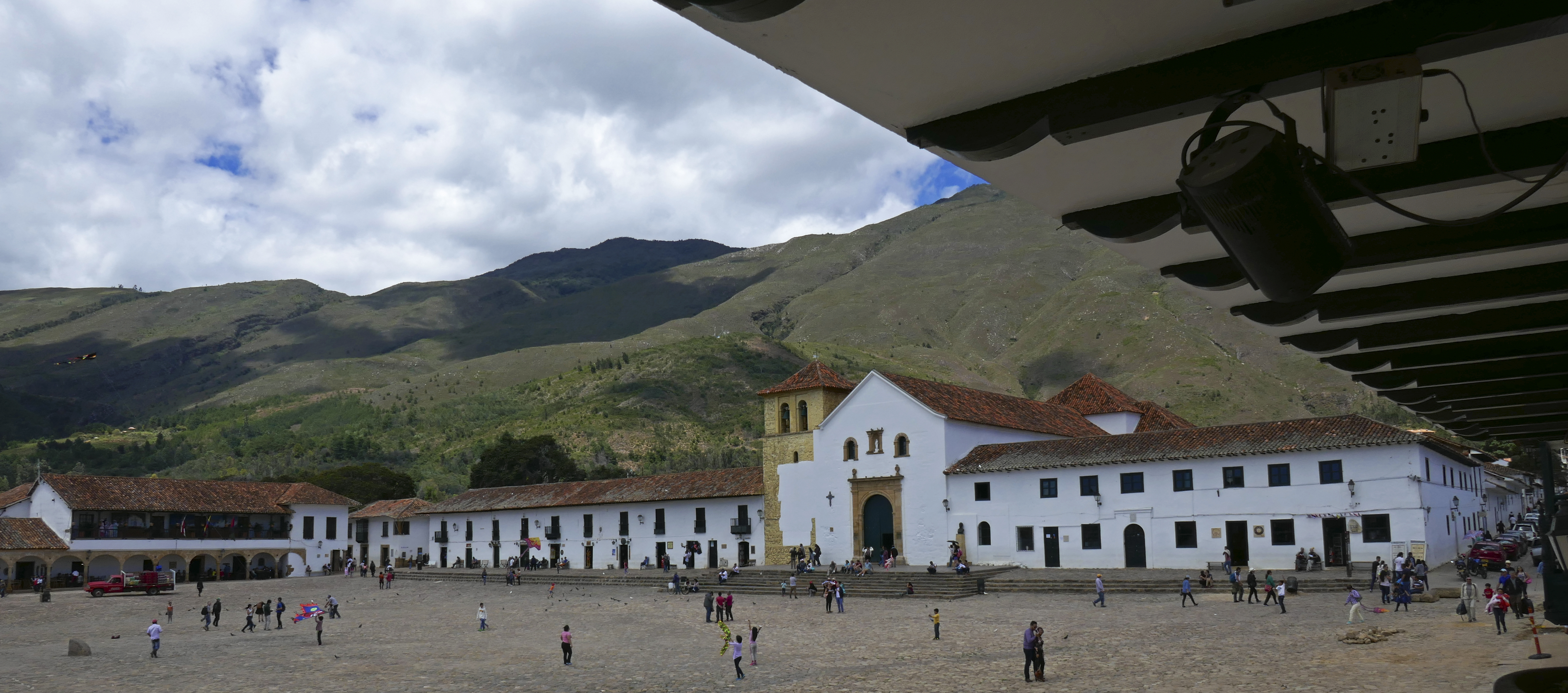
Plaza Mayor de Villa de Leyva

Entre los lugares de interés turístico están el histórico barrio de la Candelaria en Bogotá, la ciudad amurallada y las playas de Cartagena de Indias, las islas del Rosario, las playas y el centro histórico de Santa Marta, el Parque nacional Tayrona, el desierto y las playas de la Guajira, las ciudades coloniales de Santa Fe de Antioquia, Popayán, Tunja, Villa de Leyva y Santa Cruz de Mompox (especialmente durante Semana Santa), la catedral de Las Lajas en Nariño y la catedral de Sal de Zipaquirá.
Los turistas visitan el país durante numerosos festivales, ferias y carnavales como el carnaval de Barranquilla, la Feria de las Flores en Medellín, el Festival Nacional del Folclor de Ibagué, la Feria de Cali, la Feria de Manizales, el Carnaval de Negros y Blancos de Pasto, el Festival de la Leyenda Vallenata de Valledupar, las fiestas del 20 de enero de Sincelejo, las Fiestas del Mar de Santa Marta, el Festival Iberoamericano de Teatro de Bogotá, las fiestas del 11 de noviembre y el Reinado Nacional de la Belleza en Cartagena, entre otros.
Dentro de los destinos ecoturísticos más importantes están el parque Tayrona en Santa Marta y el Cabo de la Vela en la península de La Guajira (en la costa del Caribe), el volcán Nevado del Ruiz, el cañón del Chicamocha y el desierto de la Tatacoa (en la Región Andina), el parque nacional Amacayacu en la cuenca del río Amazonas, y las islas de Malpelo y Gorgona en el Pacífico. Colombia cuenta con siete sitios declarados Patrimonio de la Humanidad por la Unesco.

## Infraestructura

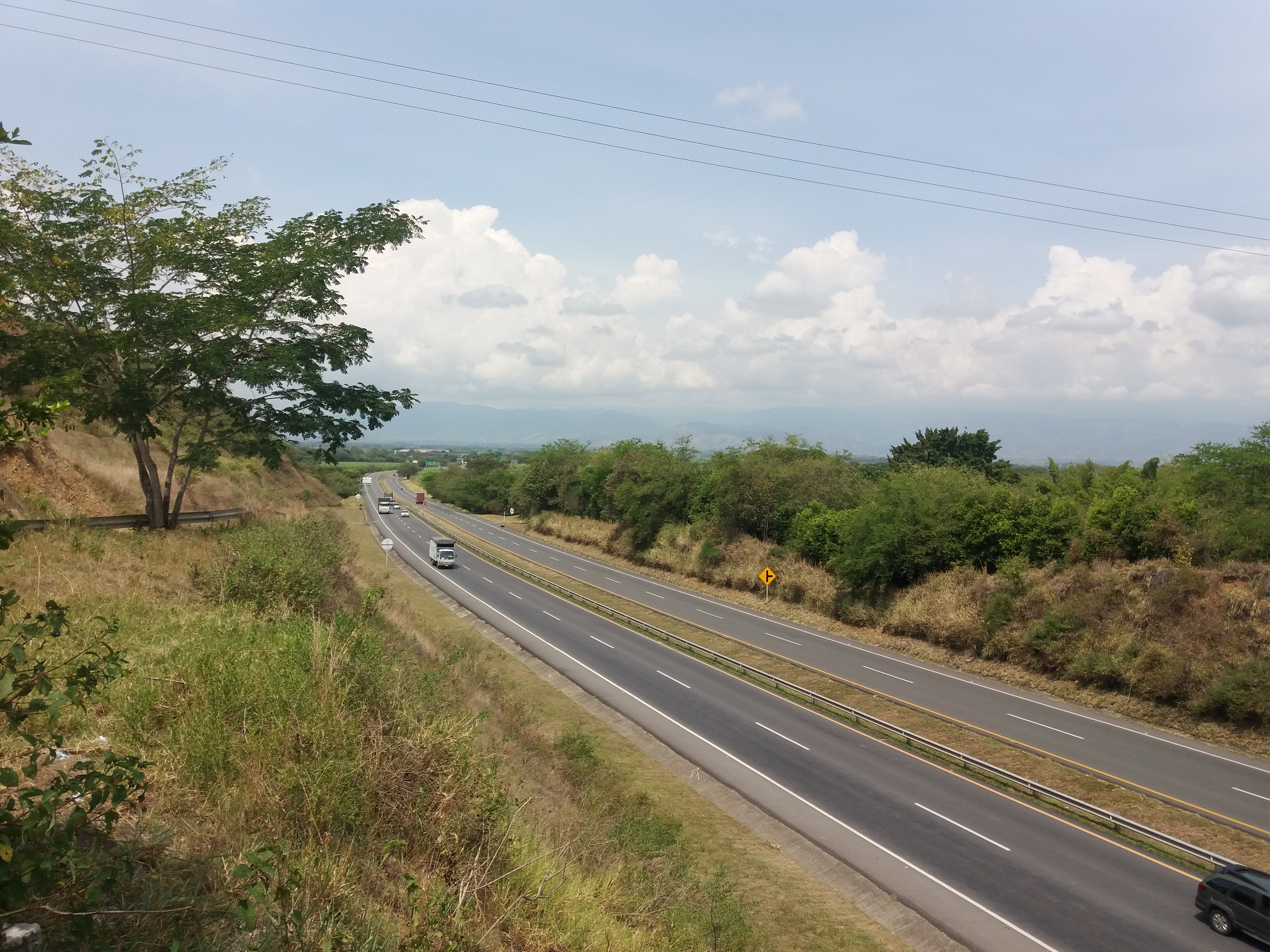
Autopista de la ruta 25 entre Tuluá y Andalucía, Valle del Cauca. En 2017 había 2.100 kilómetros de autopistas de doble calzada.

En Colombia, como en el resto de América Latina, existen deficiencias o carencias en puentes, aeropuertos, puertos marítimos, transporte fluvial y ferrovías. En respuesta a esta situación y ante el crecimiento económico y la apertura comercial, se han hecho esfuerzos por mejorar la infraestructura del país, aumentando la inversión en grandes proyectos. Cabe destacar, entre ellos, la Ruta del Sol, autopista que optimizará la conexión entre el centro del país y la costa Caribe; la Troncal Bogotá-Buenaventura, que incluye el túnel vehicular más largo de América y permitirá conectar la capital con el principal puerto sobre el Pacífico; y la Transversal de Las Américas, en la costa Caribe, entre otras grandes obras. Colombia es el país de la región que más invierte en infraestructura, solo superado por Brasil.
El gobierno delega a proveedores los servicios de acueducto y alcantarillado. La infraestructura en acueducto en Colombia cubre el 93 % del país, mientras que la cobertura en alcantarillado el 86 %, con una continuidad promedio de 86 % registrada en el 2003. El promedio de uso de agua urbano (l/c/d) en el año 2006 fue de 59 % según la SSPD, consumiéndose 1188 millones de metros cúbicos, de los cuales el 80 % se usó para consumo doméstico. En 2006 la tarifa de agua y alcantarillado urbano promedio fue de US$11,40 al mes. La porción del porcentaje de agua residual recogido y tratado fue de 25 %, mientras que la inversión anual en agua y saneamiento fue de US$10 per cápita. El porcentaje de autofinanciamiento por parte de las empresas de servicio público fue del 26 %.

### Carreteras
En 2021, Colombia contaba con 204 389 km de carreteras, de los cuales 32 280 km estaban pavimentados. Al cierre de 2017, el país contaba con alrededor de 2100 km de carreteras duplicadas. El transporte en Colombia es regulado dentro de las funciones del Ministerio de Transporte y entidades como el Instituto Nacional de Vías (INVÍAS) encargada de la Red Nacional de Vías (13 000 km), la Aerocivil, encargada del transporte aéreo civil y de los aeropuertos, la Dirección General Marítima (DIMAR), entre otras y bajo la vigilancia de la Superintendencia de Puertos y Transporte.

### Sistema portuario

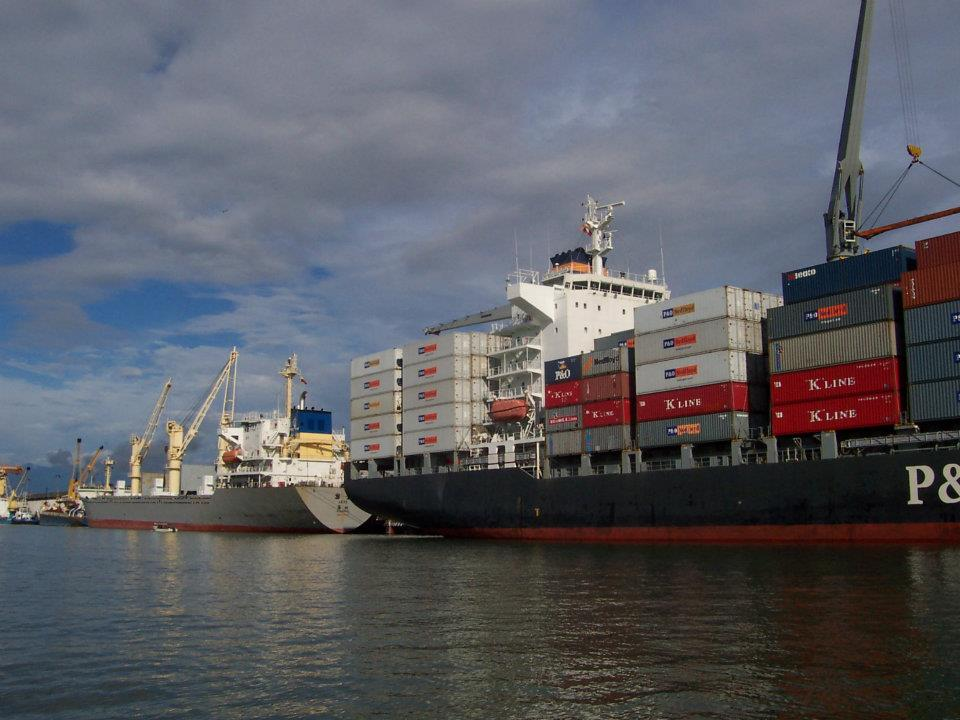
Puerto de Buenaventura, principal puerto marítimo de Colombia; mueve más del 53 % del comercio internacional del país.

El sistema portuario colombiano, privatizado en la década de 1990, está conformado por aproximadamente 122 instalaciones. Existen las sociedades portuarias regionales de Buenaventura (principal puerto marítimo de Colombia), Barranquilla, Tumaco, Cartagena y Santa Marta. Hay otras nueve sociedades portuarias para servicio público, siete sociedades portuarias privadas, cuarenta y cuatro muelles homologados y diez embarcaderos para pequeñas embarcaciones, entre otras menores.

### Transporte fluvial

Ríos de Colombia.

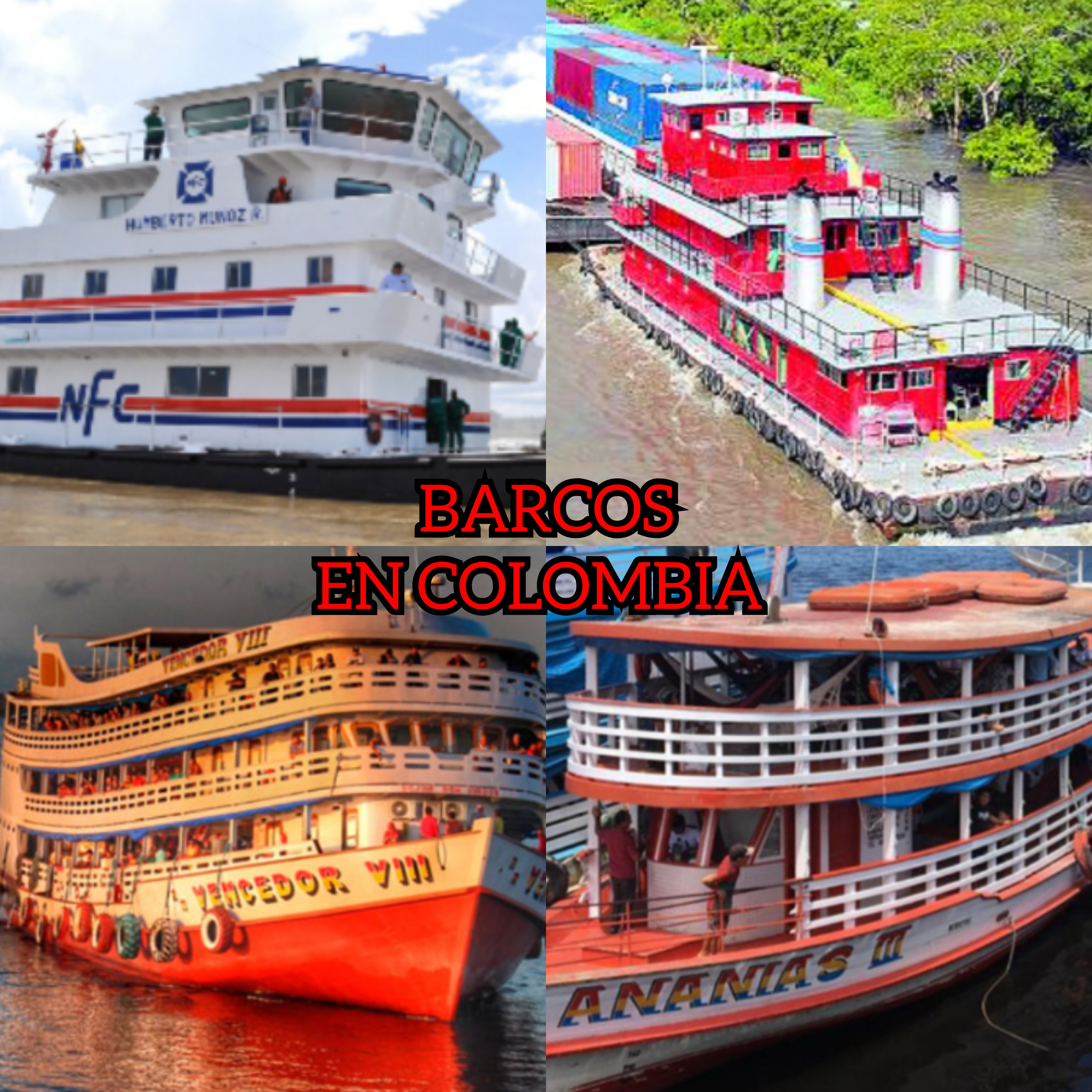
Barcos de Colombia

La red fluvial de Colombia tiene una longitud total de 24.725 km, de los cuales 18.225 km (74%) permiten navegación menor permanente durante todo el año. De éstos, 7.063 km (39%) admiten, además, navegación mayor y permanente; y 4.210 km (23%), navegación transitoria de embarcaciones mayores. Los restantes 6500 km (26%) no son navegables.
Principales puertos
- Amazonas, Putumayo y Caquetá: Leticia y Puerto Nariño; Puerto Asís, Puerto Leguízamo y Tarapacá.
- Atrato y San Juan: Quibdó, Istmina, Yuto, Riosucio.
- Magdalena: Barranquilla, Magangue, Puerto Boyacá, Puerto Berrío, Barrancabermeja, Puerto Wilches, Gamarra, El Banco y Zambrano.
- Meta y Guaviare: Orocué, Puerto Gaitán y Puerto Carreño; San José del Guaviare, Mapiripán, Barrancominas e Inírida.

### Transporte urbano

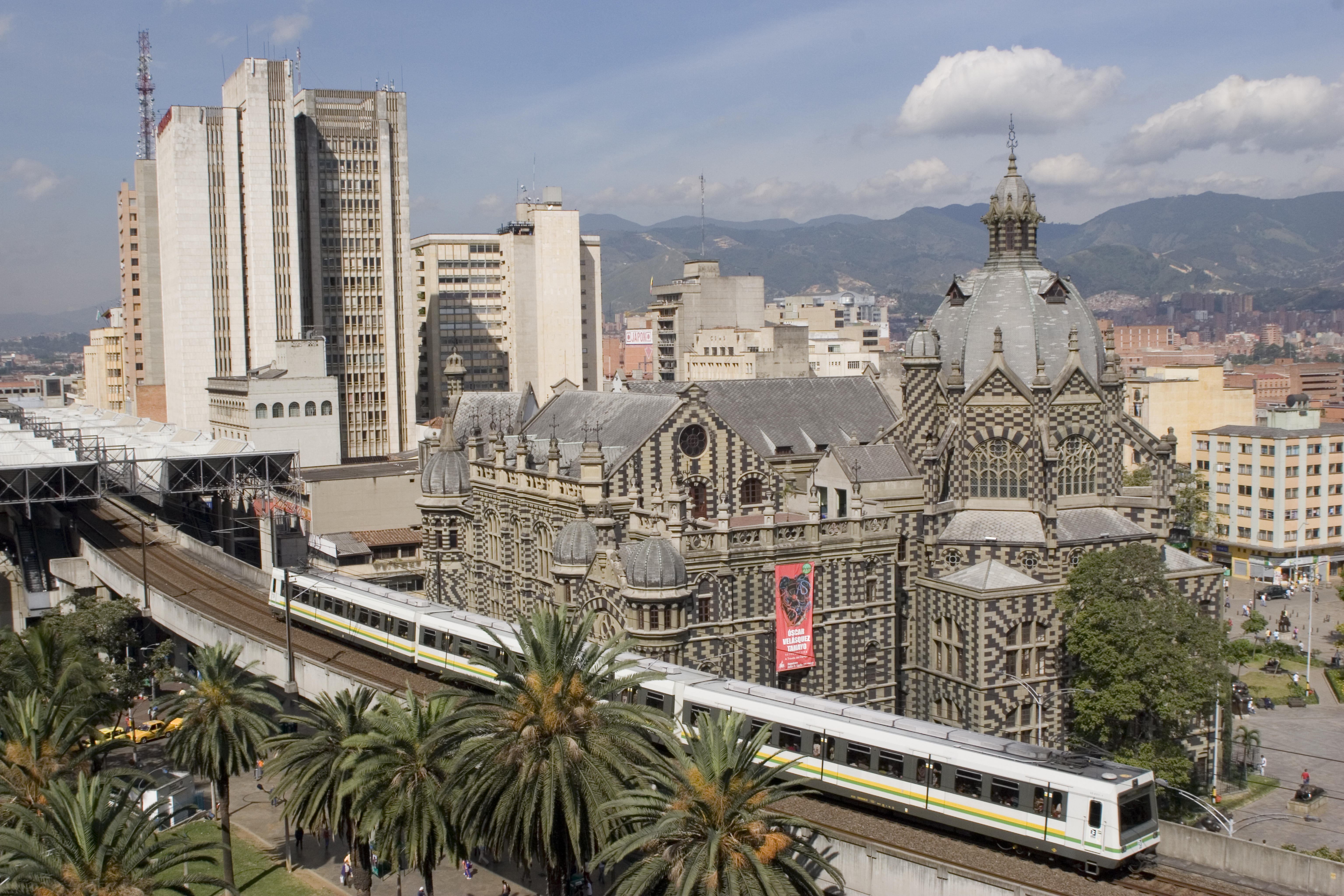
Metro de Medellín.

Los sistemas urbanos de transporte masivo se desarrollaron primero en Medellín, Bogotá y Pereira. La congestión de tránsito en Bogotá se ha agravado por la falta de transporte ferroviario. Sin embargo, este problema se ha aliviado parcialmente por el desarrollo de TransMilenio desde el año 2000 y un sistema de restricción de vehículos basado en el número de las placas llamado Pico y placa, aplicado en la capital desde 1998. Desde 1995, Medellín, fue la primera ciudad del país en tener sistema de transporte masivo, además de ser la única que cuenta con un ferrocarril urbano conocido como el Metro de Medellín, que conecta la mayoría de su área metropolitana. Un sistema de teleférico alto, Metrocable, se añadió en 2004 para vincular algunos de los barrios más pobres de las montañas de Medellín con el Metro. A finales de 2011, un sistema de buses articulados, llamado Metroplús comenzó a operar en Medellín. Un sistema de buses de tránsito rápido llamado Transmetro, similar al TransMilenio en Bogotá, comenzó a funcionar en julio de 2010 en Barranquilla. Además de estas ciudades, el tercer sistema integrado de transporte masivo del país, lo ejecutó una ciudad intermedia, Pereira, con Megabús, desde 2006 y actualmente se encuentra en construcción la línea más larga de cable aéreo de transporte masivo de pasajeros Megacable, Bucaramanga (Metrolínea, desde 2009), Cali (Masivo Integrado de Occidente) y Cartagena (Transcaribe, desde 2015).

### Aeropuertos

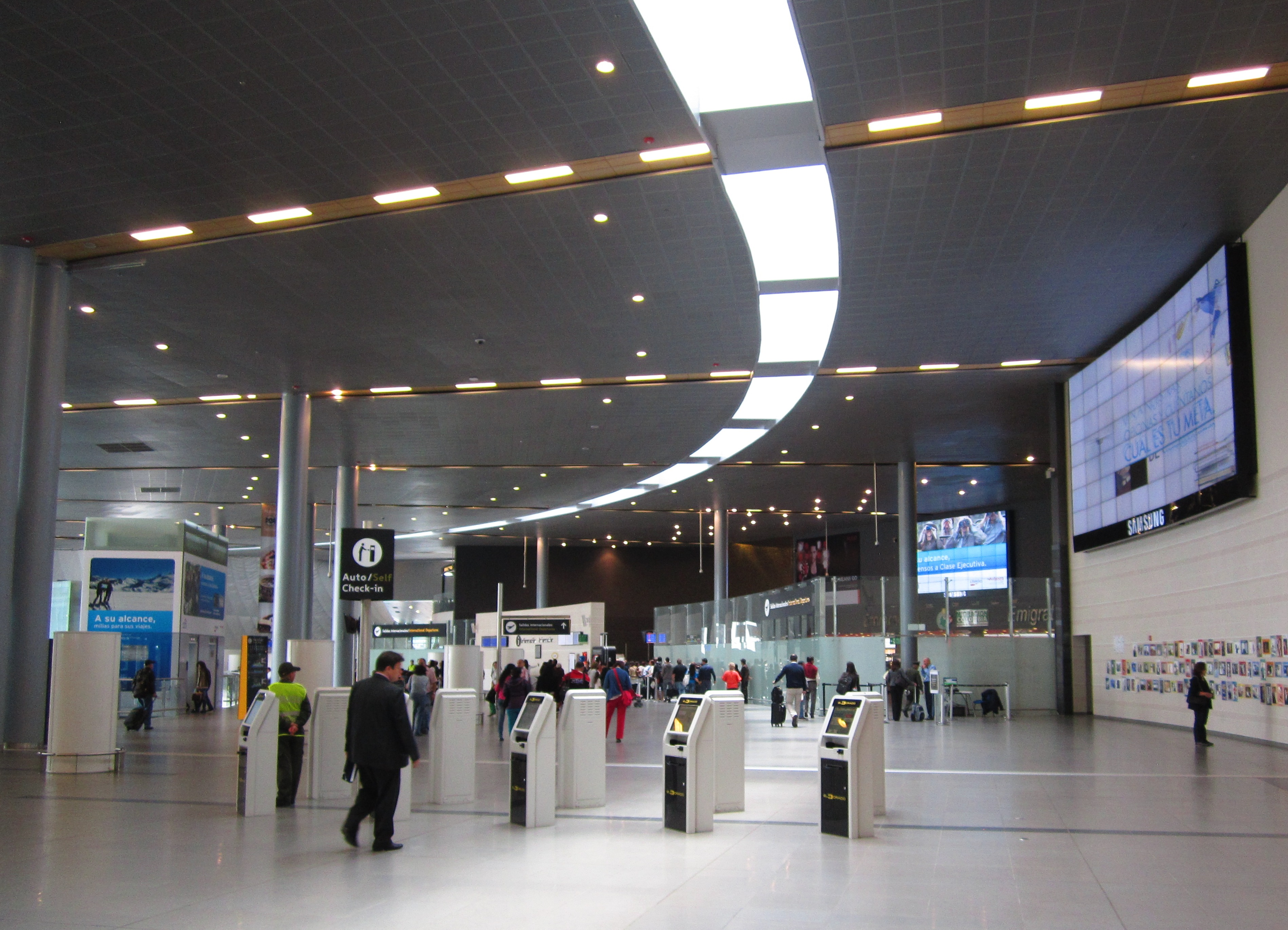
Aeropuerto Internacional El Dorado de Bogotá.

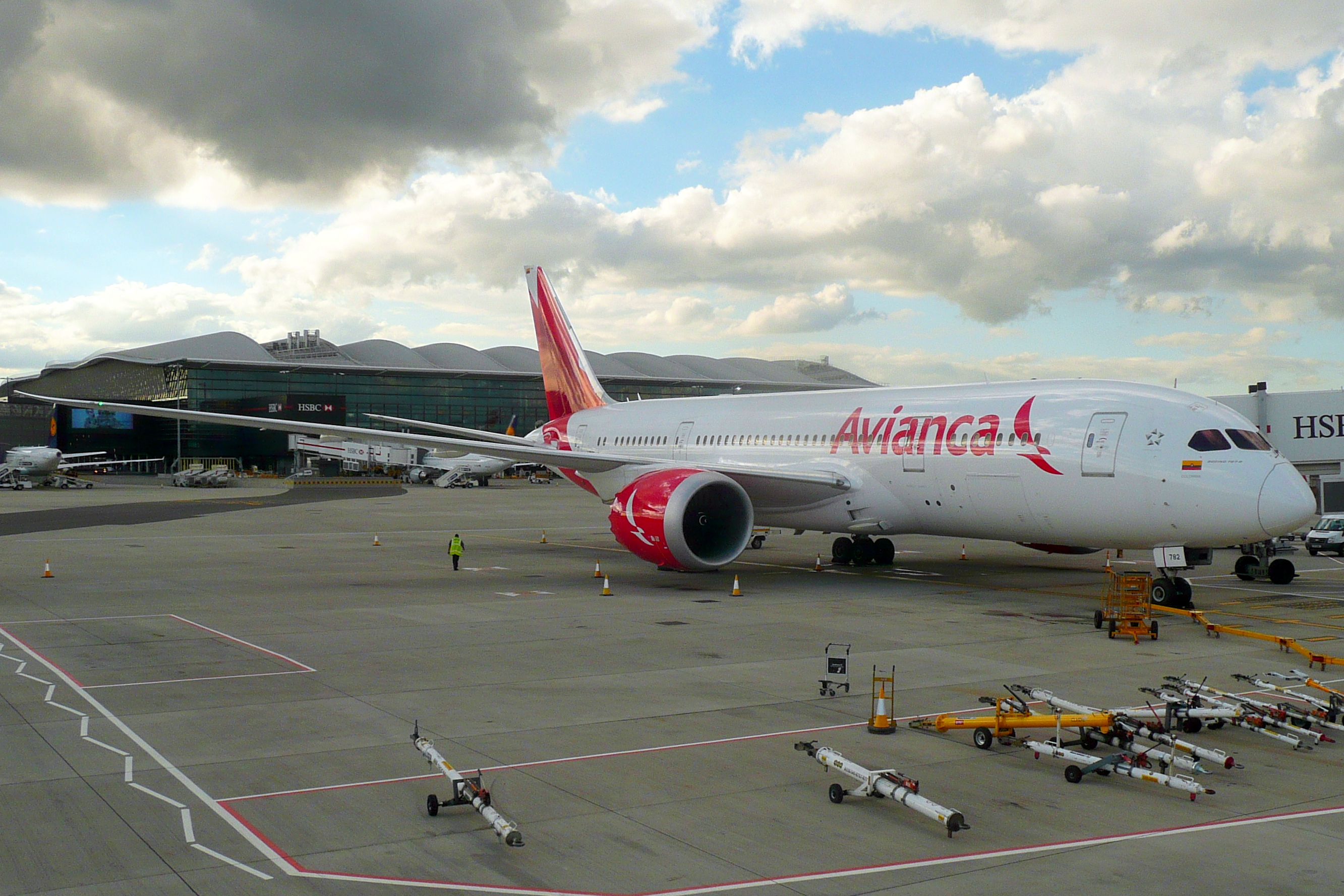
Boeing 787 de Avianca, aerolínea bandera de Colombia.

El sistema aeroportuario colombiano cuenta con alrededor de 1101 aeropuertos y aeródromos entre públicos y privados, de los cuales trece son internacionales. El principal terminal aéreo del país es el El Dorado de Bogotá, que con alrededor de 39.5 millones de pasajeros transportados en el año 2023 es uno de los aeropuertos de mayor dinámica en América Latina. En la actualidad está en proceso de ampliación y modernización para adaptarlo a las nuevas exigencias de demanda. El país está próximo a contar con aeropuertos internacionales más aptos para el servicio de pasajeros del siglo actual con la modernización de múltiples terminales de pasajeros, mejoramientos y ampliaciones de pista, como las presentadas en los aeropuertos Matecaña de Pereira, José María Córdoba de Rionegro, Internacional El Edén de Armenia, Alfonso Bonilla Aragón de Cali, Camilo Daza de Cúcuta y Ernesto Cortissoz de Barranquilla, así como del principal aeródromo de la región, El Dorado de Bogotá, entre otros. Además, se espera que el aeropuerto Antonio Nariño de Pasto y El Caraño de Quibdó, Chocó se conviertan en internacionales.

## Medios de comunicación

### Telecomunicaciones
Las comunicaciones en Colombia son reguladas dentro de las funciones del Ministerio de Tecnologías de la Información y las Comunicaciones de Colombia y la Comisión de Regulación de Comunicaciones (CRC). En 2009 se reportaron 6.8 millones de líneas de telefonía fija y en 2011 47.8 millones de abonados a telefonía móvil, lo que equivale a una cobertura del 103 % de la población.
El código de dominio de nivel superior geográfico en Internet (ccTLD) para Colombia es .co; este fue administrado por la Universidad de los Andes desde 1991 hasta el 2004, cuando el consejo de estado determinó que el encargado del dominio colombiano debía ser el Ministerio de Comunicaciones. En septiembre de 2009 fue otorgado un contrato de concesión a.CO Internet S.A.S, con el fin de administrar dicho dominio.
En 2011 el número de usuarios de Internet fue de 25 millones, con una tasa de penetración del 56 % sobre la población total, la tercera más alta de América Latina; así mismo, el número de suscriptores de banda ancha llegó a 2.3 millones, con tasa de penetración de 5.1 %.

### Prensa

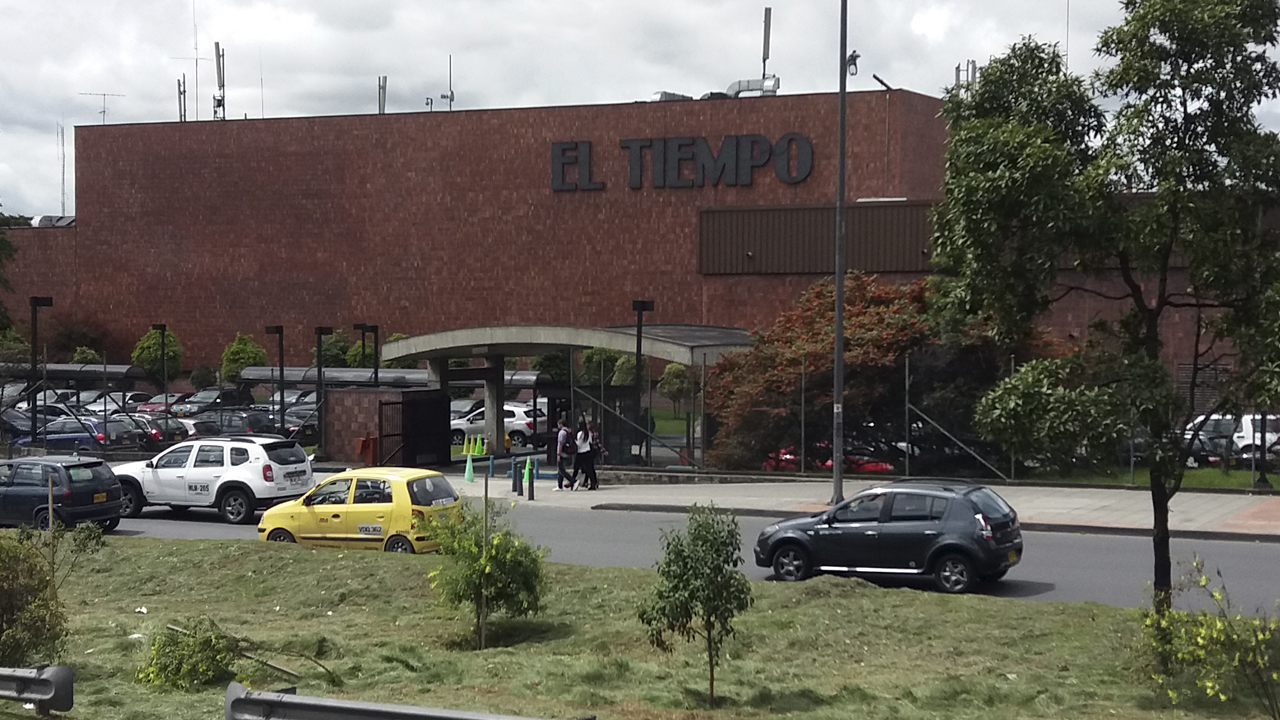
Instalaciones del periódico El Tiempo en la avenida El Dorado con carrera 68, Bogotá

El diario de mayor circulación nacional es El Tiempo, de la Casa Editorial El Tiempo (CEET). El segundo en importancia es El Espectador. También están El Espacio, La República, Portafolio y El Nuevo Siglo.
Entre los diarios regionales se destacan El Colombiano, de Medellín, El País, de Cali, El Heraldo, de Barranquilla, El meridiano (Córdoba) de Montería, El Nuevo Día de Ibagué, el Diario del Sur de Pasto y Vanguardia Liberal, de Bucaramanga, entre otros.

### Televisión
La televisión en Colombia se encuentra en proceso de cambio de la radiodifusión analógica a la digital. En 2008 el estándar DVB-T desarrollado por Digital Video Broadcasting (DVB) fue escogido por el país. En diciembre de 2011 se actualizó a DVB-T2. El apagón analógico en Colombia se encuentra aún en proceso. La televisión en Colombia es regulada por Autoridad Nacional de Televisión.
Los canales públicos nacionales son Señal Colombia, Señal Institucional, los canales privados nacionales, Caracol Televisión y RCN Televisión y uno estatal operado por un consorcio privado, el Canal 1. Existe un canal privado a nivel local, llamado CityTV. Los canales públicos regionales nacionales son Canal Capital, Telecaribe, Teleantioquia, Telecafé, Telepacífico, Teveandina, Teleislas, Teleboyacá y Televisión Regional del Oriente. Los canales nacionales con emisión cerrada son ZOOM TV y Canal Congreso.
Colombia es el país de América Latina con la mayor cobertura de televisión por cable, ya que llegaba al 84,4 % de los colombianos en 2013. Los principales prestadores del servicio de televisión por suscripción en Colombia son Claro y UNE, y los de televisión vía satélite, DirecTV y Telefónica Colombia.

### Radio
En Colombia, la radio comercial se inició en la década de 1920. La radiodifusión comenzó en septiembre de 1929, con la estatal HJN, el predecesor de Radiodifusora Nacional de Colombia, y de gestión privada, la Voz de Barranquilla (HKD). Desde 2011, Colombia tiene tres principales cadenas de radio nacionales: la estatal Radiodifusora Nacional de Colombia y las redes privadas Caracol Radio y RCN Radio, que aparecieron en la década de 1940.

## Cultura
Las culturas indígenas asentadas en el país a la llegada de los españoles, la cultura europea (de España y de otros lugares de Europa), y las culturas africanas importadas durante la Colonia son la base de la cultura colombiana, la cual también comparte rasgos fundamentales con otras culturas hispanoamericanas en manifestaciones como la religión, la música, los bailes, las fiestas, las tradiciones, el dialecto, entre otras.
Culturalmente, Colombia es un país de regiones en el que la heterogeneidad obedece a variados factores como el aislamiento geográfico y la dificultad de acceso entre las diferentes zonas del país.

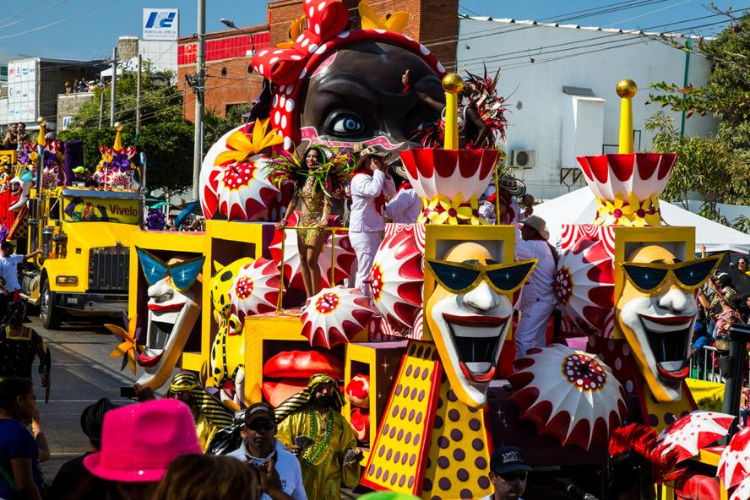
carnaval de Barranquilla. Patrimonio cultural inmaterial de la Humanidad

Las subregiones o grupos culturales más importantes son los «cachacos» (ubicados en el altiplano cundiboyacense), los «paisas» (asentados en Antioquia y el Eje Cafetero), los «llaneros» (habitantes de los Llanos Orientales), los «vallunos» (zona del Valle del Cauca), los «costeños» (ubicados en la Costa Caribe), y los «santandereanos» (ubicados en los departamentos de Santander y Norte de Santander); entre otros, cuyas costumbres varían según sus influencias y ascendencias.

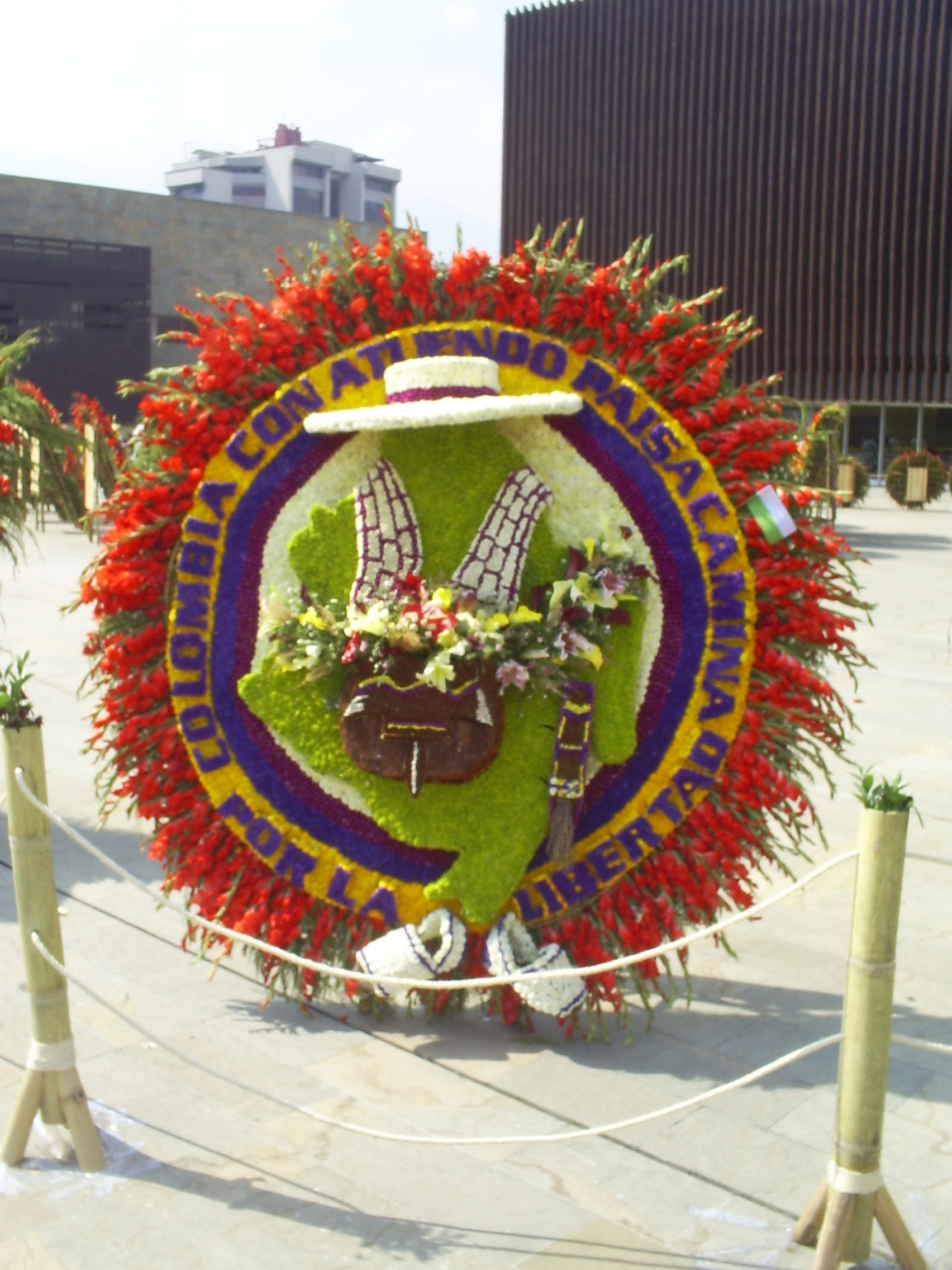
Feria de las Flores, Medellín

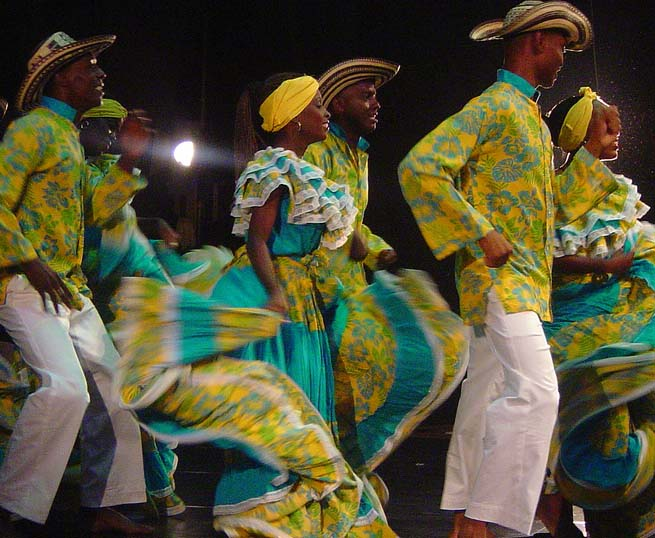
Fiesta del Palenque de San Basilio, tradición afrocolombiana y Patrimonio de la Humanidad

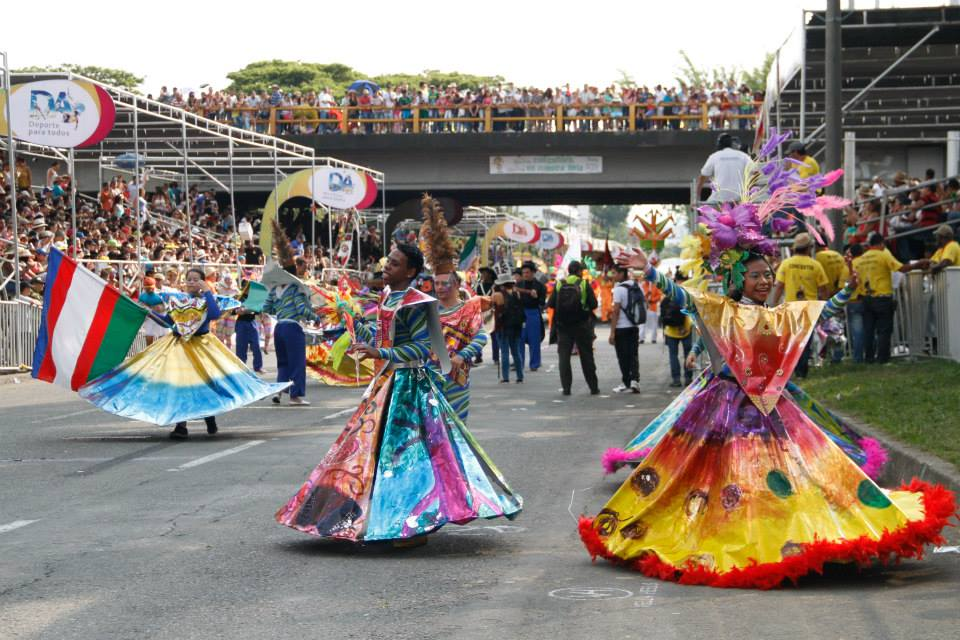
La Feria de Cali es la fiesta más importante del occidente colombiano

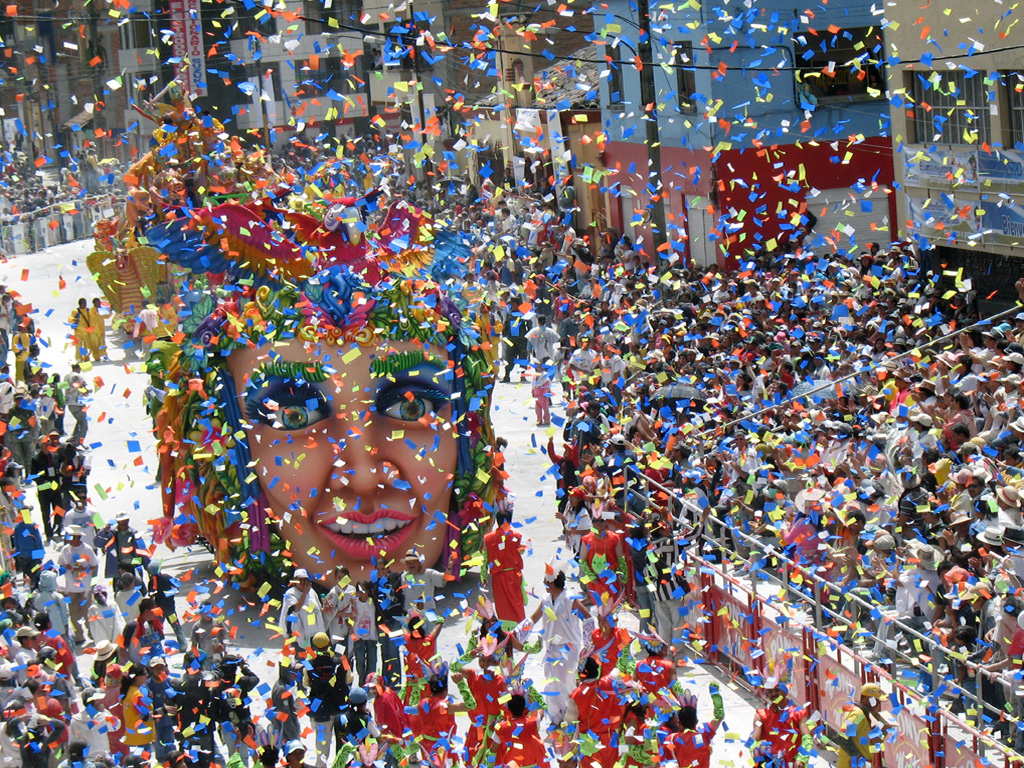
Carnaval de Negros y Blancos, Patrimonio Cultural Inmaterial de la Humanidad

### Literatura

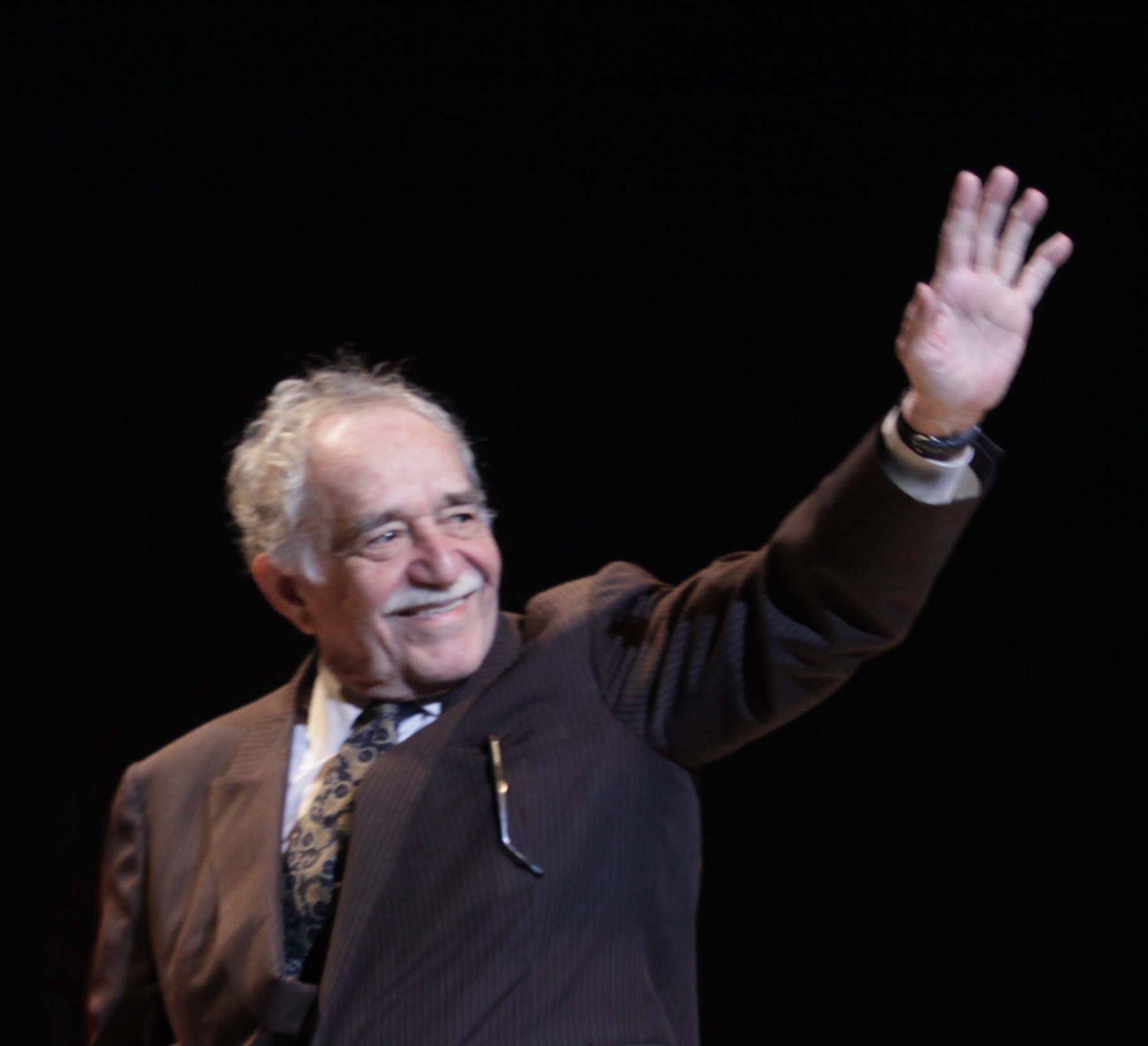
Gabriel García Márquez, Nobel de Literatura 1982.

Los orígenes de la literatura colombiana se remontan a los tiempos de la colonia española, período en el que se destacan Hernando Domínguez Camargo, con el Poema Épico a San Ignacio de Loyola, Juan Rodríguez Freyle (El Carnero) y la monja Francisca Josefa del Castillo representante del misticismo. En la literatura de post-independencia ligada al Romanticismo se destacaron Antonio Nariño, José Fernández Madrid, Camilo Torres Tenorio y Francisco Antonio Zea.
El siglo XIX colombiano es reconocido como "el siglo de oro de los lexicógrafos, gramáticos, filólogos y letrados vernalizantes", como Rufino José Cuervo y Miguel Antonio Caro.
Para la segunda mitad del siglo xix y a comienzos del siglo xx se popularizó el género costumbrista, teniendo como máximos exponentes a Tomás Carrasquilla, Jorge Isaacs y Rafael Pombo (destacado en el género de literatura infantil). Dentro de ese periodo, autores como José Asunción Silva, José Eustasio Rivera, León de Greiff, Porfirio Barba-Jacob y José María Vargas Vila, desarrollaron el movimiento modernista. En 1871 se estableció en Colombia la primera academia de la Lengua Española en América.
Entre 1939 y 1940 se publicaron en Bogotá siete cuadernos de poesía de considerable impacto en el país, bajo el nombre de «Piedra y Cielo», que fueron editados por el poeta Jorge Rojas. En la década siguiente, Gonzalo Arango fundó el movimiento del nadaísmo como respuesta a la violencia de la época, influido por el nihilismo, el existencialismo y el pensamiento de otro gran escritor colombiano, Fernando González Ochoa. Durante el llamado boom de la literatura latinoamericana surgieron escritores exitosos encabezados por el Nobel de Literatura Gabriel García Márquez y su obra magna Cien años de soledad, Eduardo Caballero Calderón, Manuel Mejía Vallejo y Álvaro Mutis, único colombiano galardonado con los premios Cervantes y Príncipe de Asturias. Otros autores contemporáneos destacados son Fernando Vallejo, ganador del Premio Rómulo Gallegos y Germán Castro Caycedo, escritor que vende el mayor número de libros en Colombia después de García Márquez.

### Artes plásticas

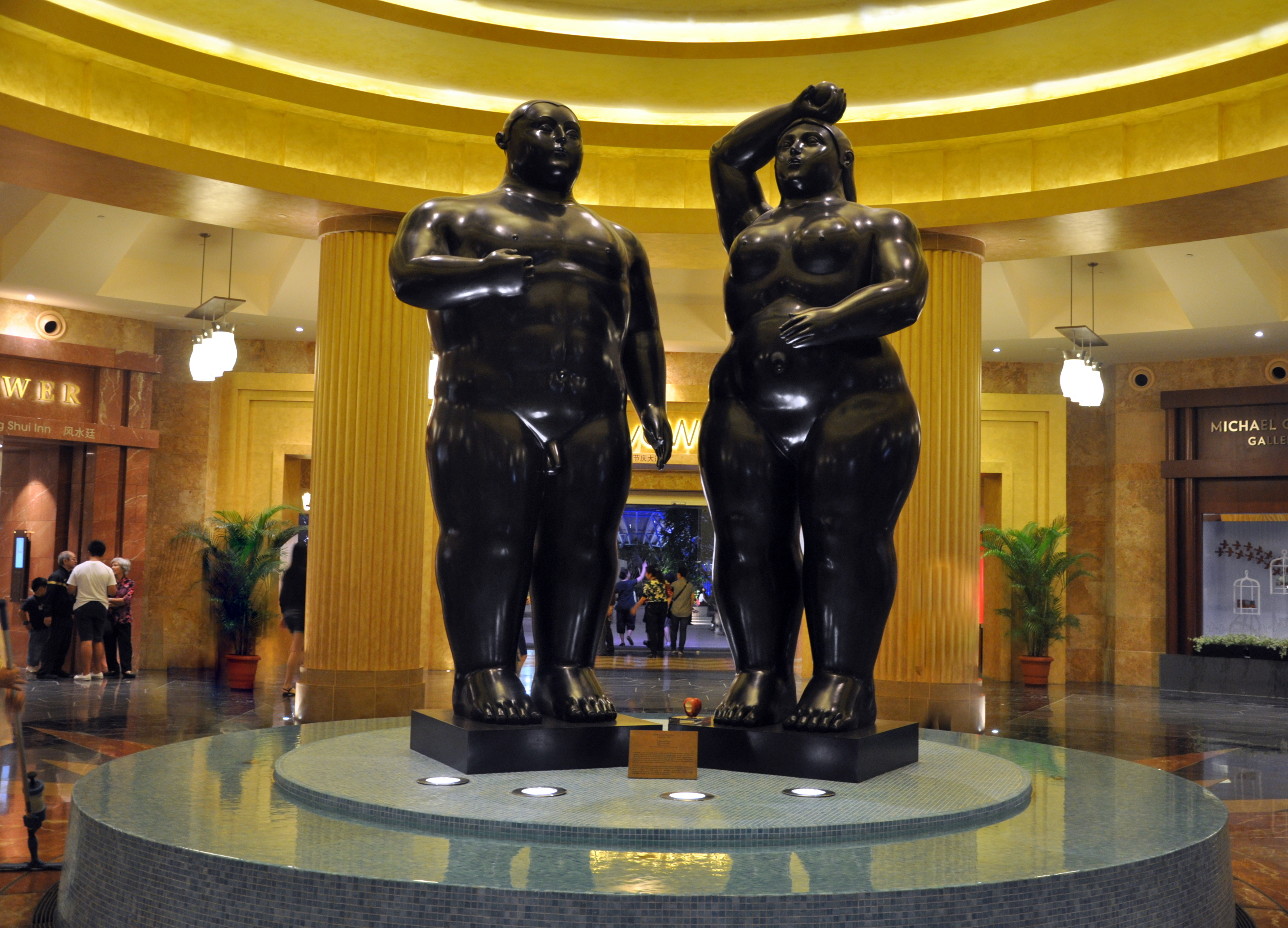
Obras de Fernando Botero.

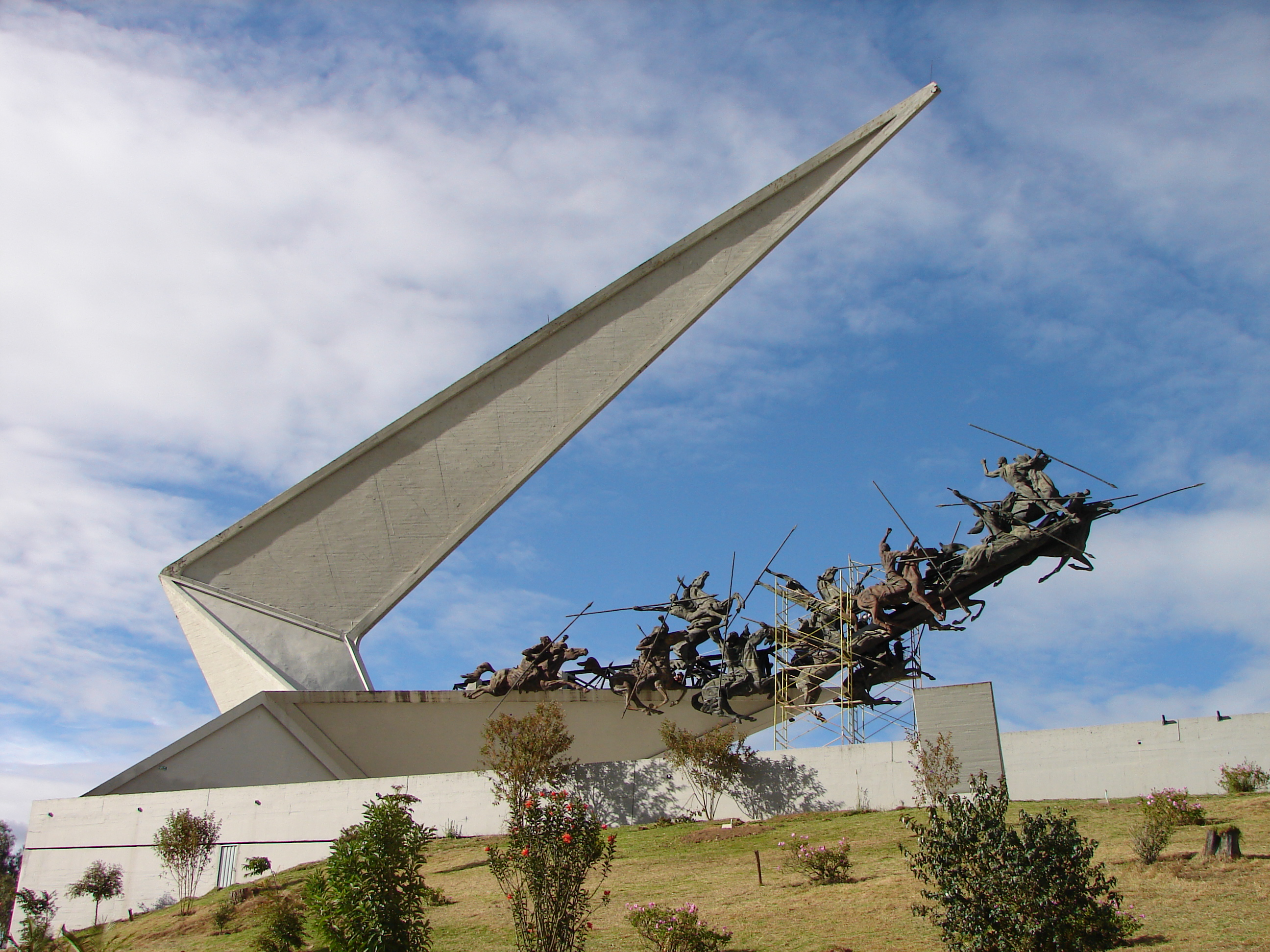
Lanceros del Pantano de Vargas, escultura de Rodrigo Arenas Betancourt.

En términos generales, las artes plásticas colombianas se dividen en cinco períodos: el arte prehispánico (que refiere al arte y los modos de pensar producidos por los pueblos originarios de América, con su forma de concebir el mundo, lo sagrado, la naturaleza y la sociedad), el arte colonial (desde la Conquista hasta 1819), el arte republicano (siglo xix), el arte moderno (desde Andrés de Santa María) y el arte contemporáneo (desde finales de la década de 1960 hasta nuestros días). Durante el periodo colonial existe una fusión cultural entre lo indígena, el aporte africano y el arte europeo religioso de la época. Las artes plásticas colombianas del siglo xix no se independizaron de las concepciones estéticas coloniales por completo, aunque a finales de esa centuria aparecen los primeros intentos academicistas.
En 1886 se abrió la Escuela Nacional de Bellas Artes de Bogotá, entidad que formó a la mayoría de los artistas de comienzos del siglo xx. El evento más importante del país sobre arte colombiano es el Salón Nacional de Artistas Colombianos.
Entre los principales pintores nacionales sobresalen el impresionista Andrés de Santa María; el muralista Pedro Nel Gómez, los retratistas Ricardo Acevedo Bernal y Epifanio Garay; los paisajistas Fídolo González Camargo, Roberto Páramo, Jesús María Zamora, Ricardo Gómez Campuzano y Gonzalo Ariza; los hiperrealistas Darío Morales o David Manzur; los expresionistas Débora Arango e Ignacio Gómez Jaramillo (también muralistas). A partir de los años 1940, se destacan los pintores Alejandro Obregón, Guillermo Wiedemann, Leopoldo Richter Ómar Rayo. Entre de los artistas contemporáneos se cuentan Beatriz González, Santiago Cárdenas, Óscar Muñoz, Miguel Ángel Rojas, José Alejandro Restrepo, Álvaro Barrios y Antonio Caro.
En la escultura se destacan Rómulo Rozo, Rodrigo Arenas Betancourt, Édgar Negret, Héctor Lombana, Eduardo Ramírez Villamizar, John Castles y Nadín Ospina. Son numerosos los artistas colombianos que han desarrollado su obra tanto en pintura como en escultura, como Fernando Botero, famoso por su escultura monumental, Alejandro Obregón, Enrique Grau, Francisco Antonio Cano, Julio Abril, Luis Alberto Acuña, Santiago Martínez Delgado, entre otros que han alcanzado reconocimiento internacional.
En fotografía se destaca Leo Matiz, Luis García Hevia, Melitón Rodríguez, Hernán Díaz, Abdú Eljaiek, Manuel H., Nereo López, Carlos Caicedo, Ignacio Gaitán, Sady González, Luis Benito Ramos y José Crisanto Lizarazo.

### Lenguas

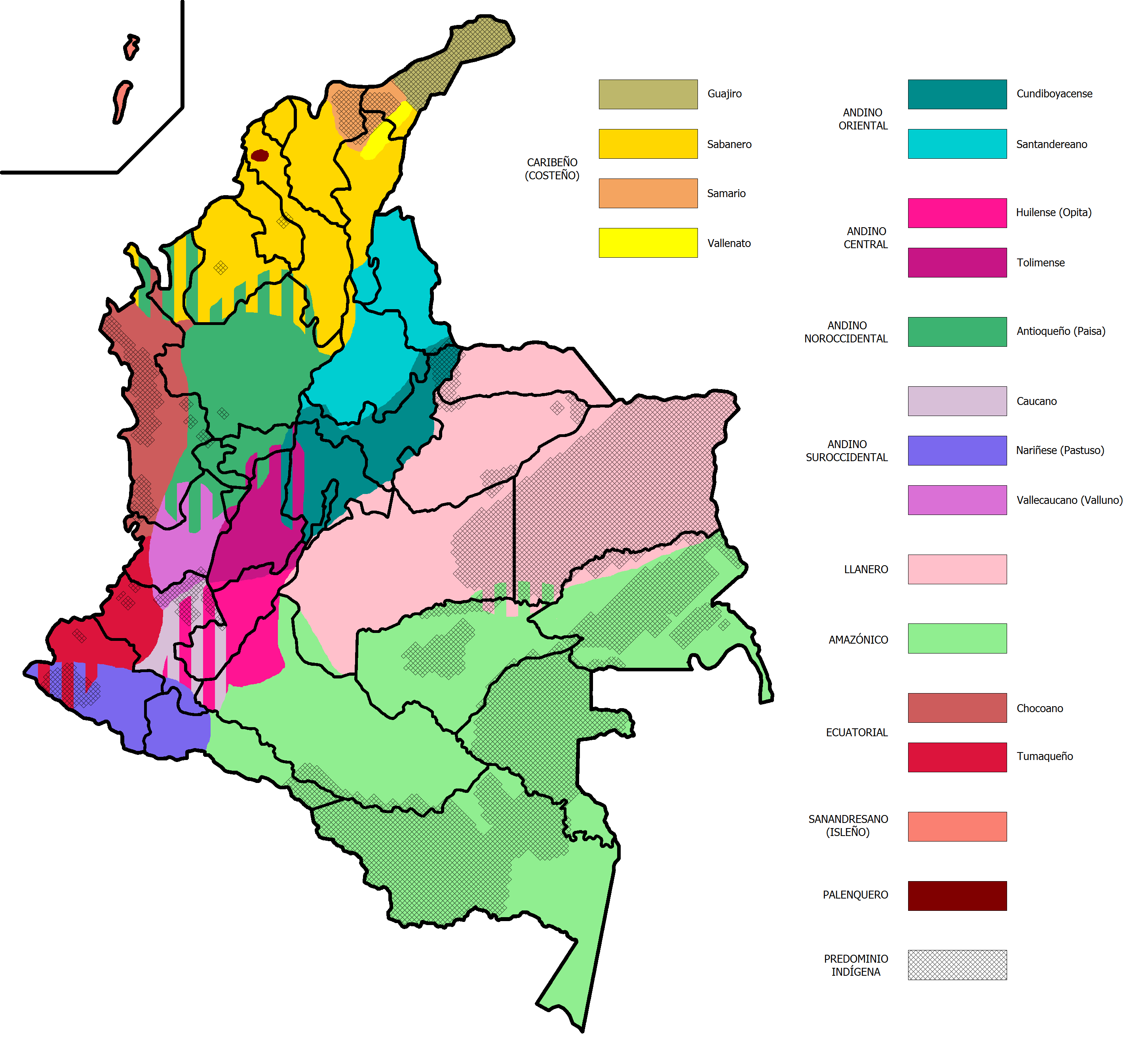
Mapa de los diferentes dialectos del idioma español en Colombia.

Colombia es en la actualidad el segundo país del mundo con mayor cantidad de hispanohablantes después de México. El artículo diez de la Constitución Política de Colombia establece que el idioma español es el oficial del país, así como también lo son en sus respectivos territorios las lenguas y dialectos de los grupos étnicos. En el archipiélago de San Andrés y Providencia el idioma inglés es hablado por los habitantes nativos y es idioma oficial local.
Hay una gran diversidad de dialectos del español que se distinguen por diferencias léxicas, semánticas, morfológicas, sintácticas y de entonación, aunque el seseo y otras características del español americano son comunes en todos los dialectos. El norte costero de Colombia comparte un grupo dialectal semejante al de otras naciones del Caribe hispano como Panamá, Venezuela, Cuba, República Dominicana, Puerto Rico y Nicaragua. El sur andino (Nariño principalmente) comparte el dialecto de la misma familia de la sierra ecuatoriana, peruana, boliviana y argentina. En la zona Paisa (Antioquia y Eje Cafetero) se maneja una variante andina propia. En el centro del país y alrededores de Bogotá se maneja lo que es considerado un dialecto de prestigio en el mundo hispano. En las diversas montañas, valles y llanuras hay una gran variedad de dialectos que incluyen el voseo y el tuteo.

### Música

Industria musical colombiana: algunos exponentes
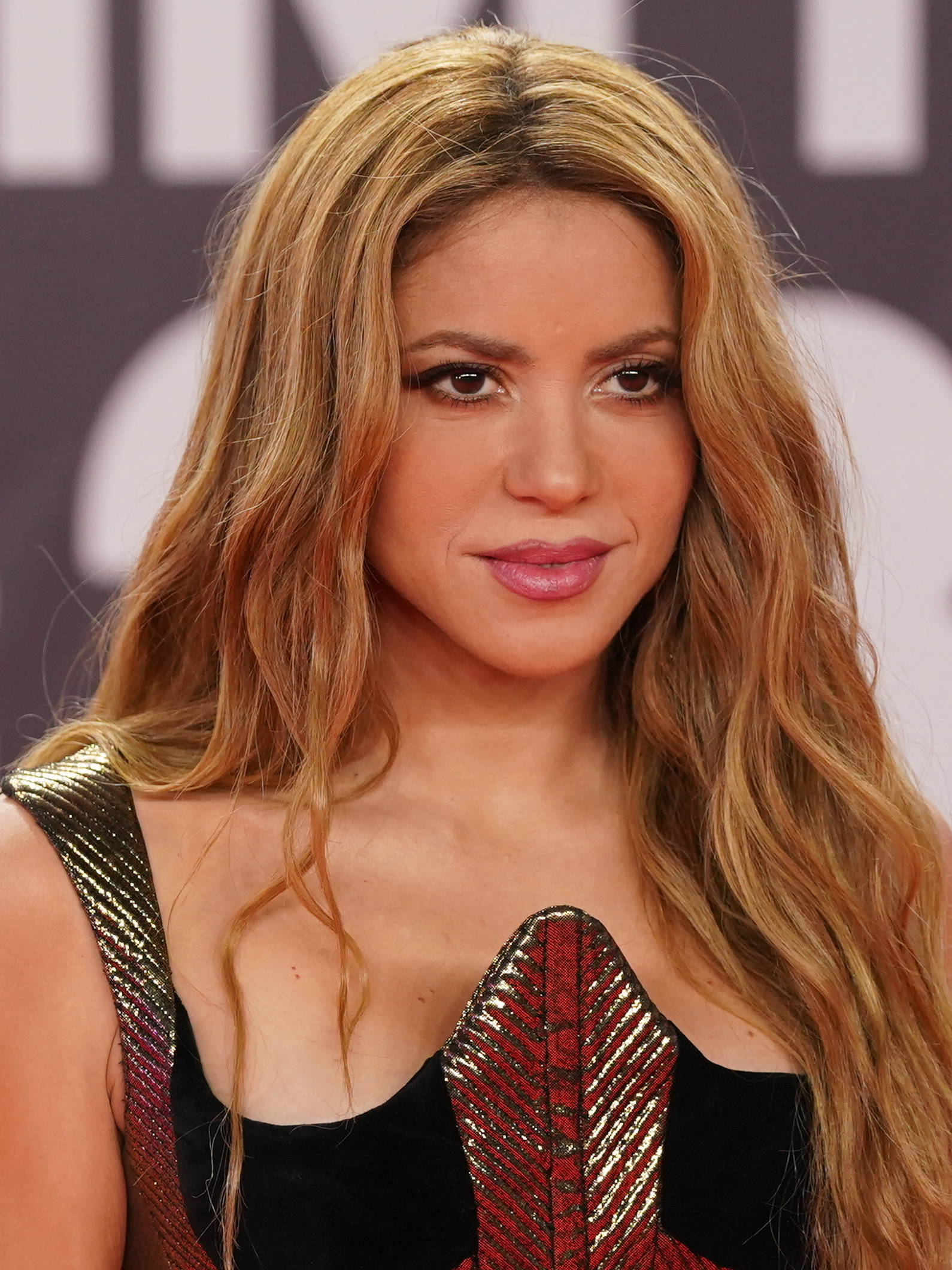
Shakira
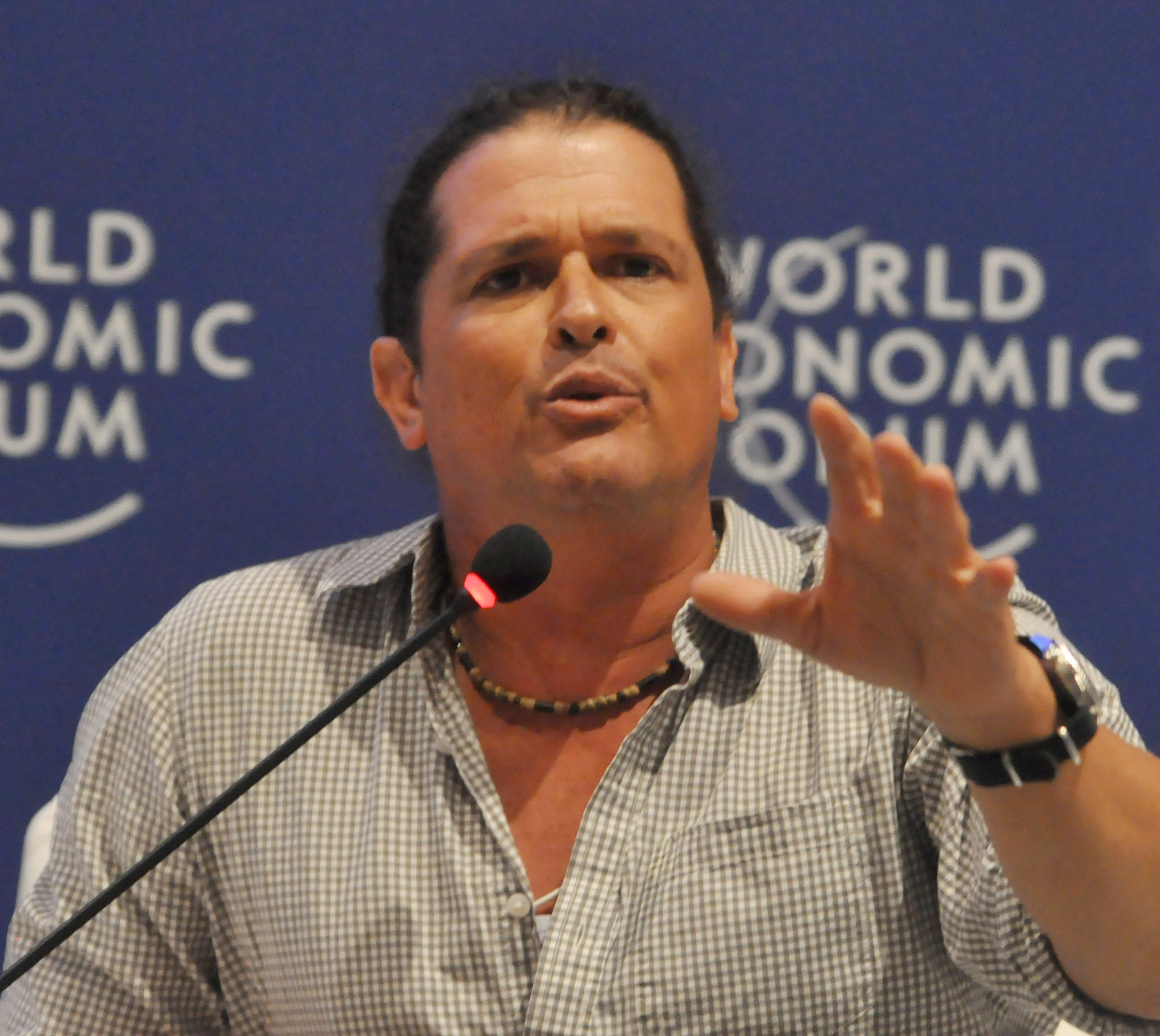
Carlos Vives
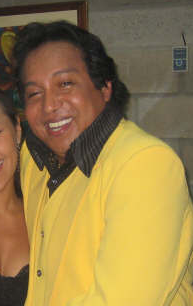
Diomedes Díaz
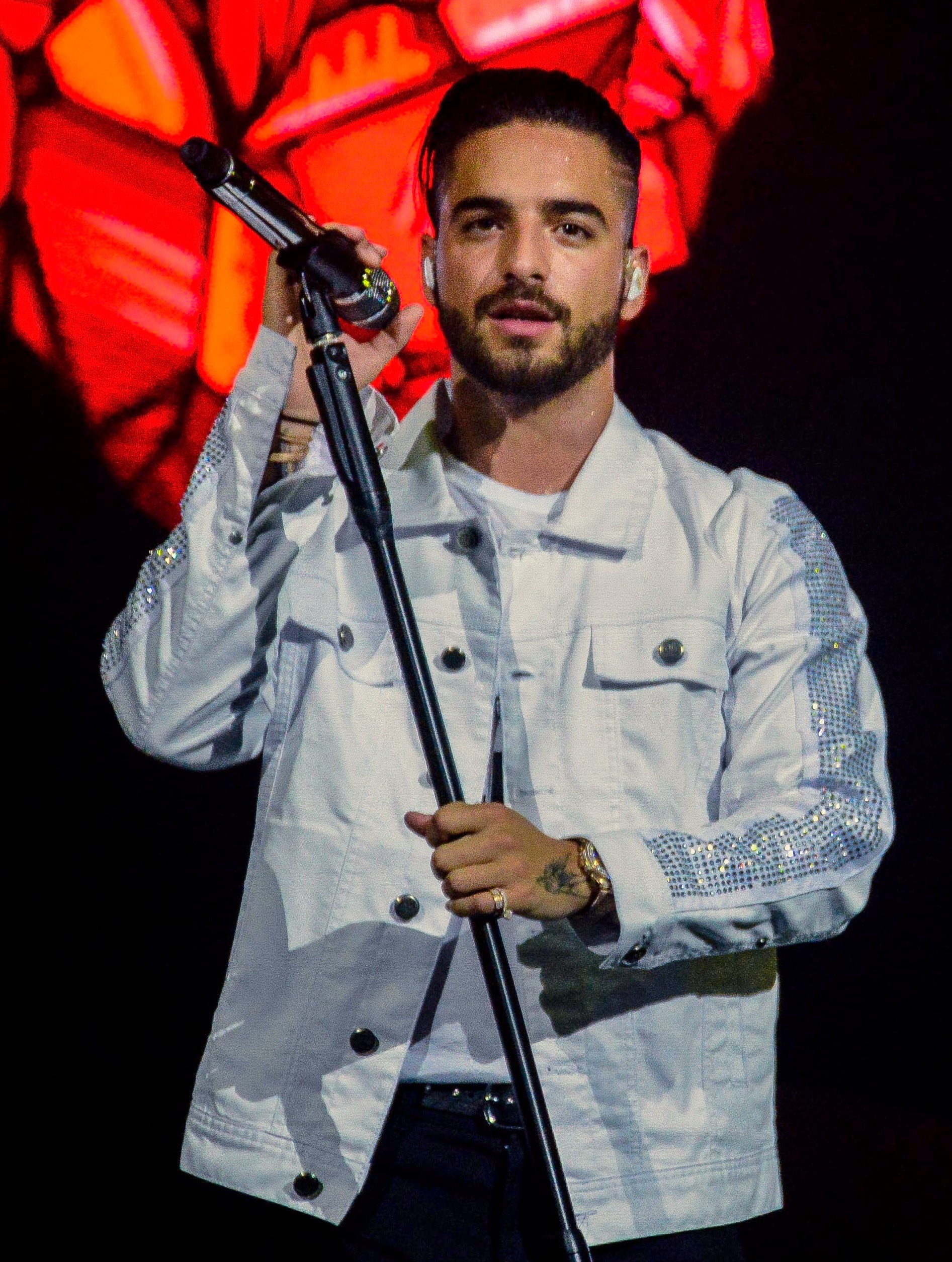
Maluma
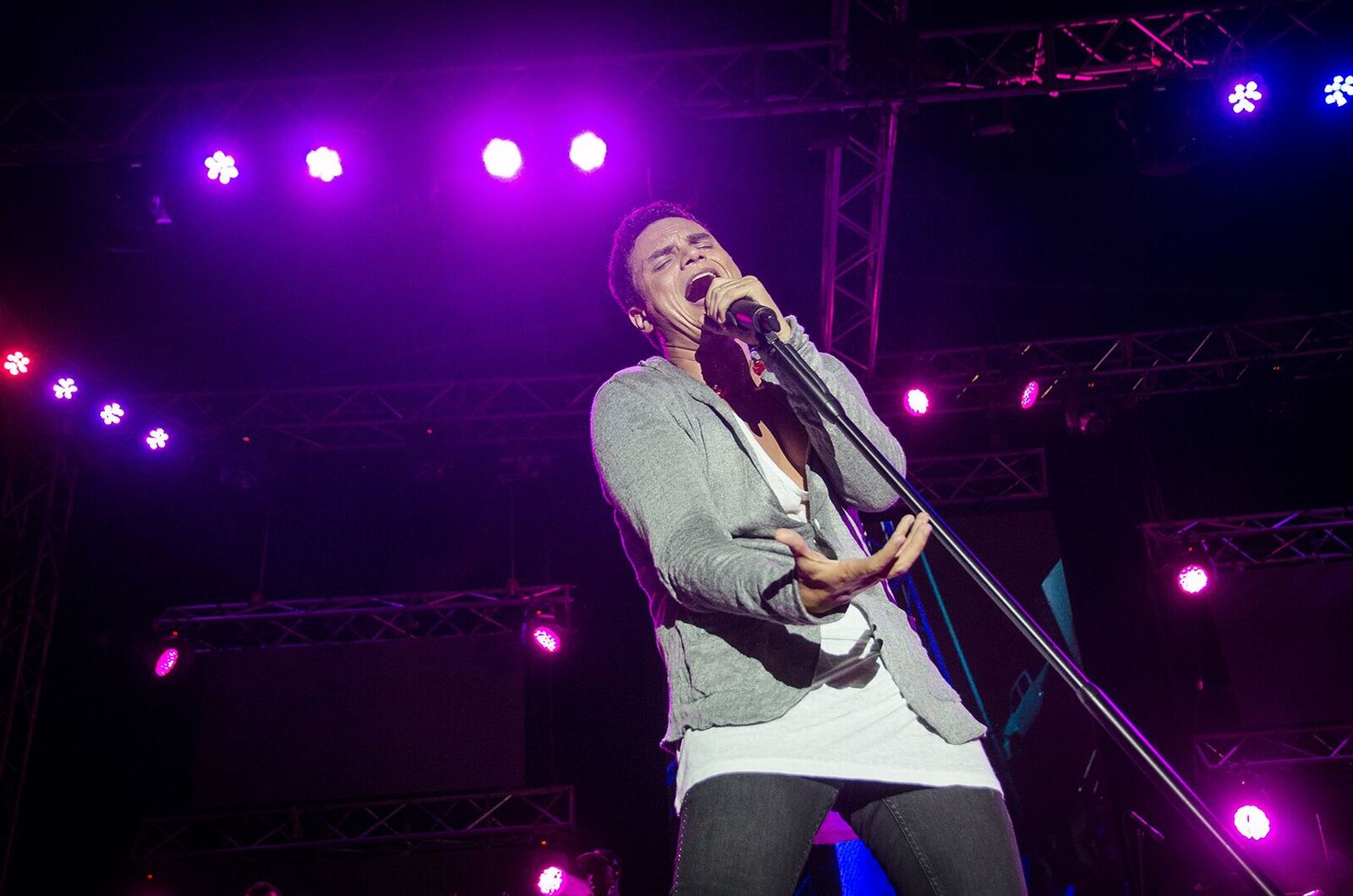
Silvestre Dangond
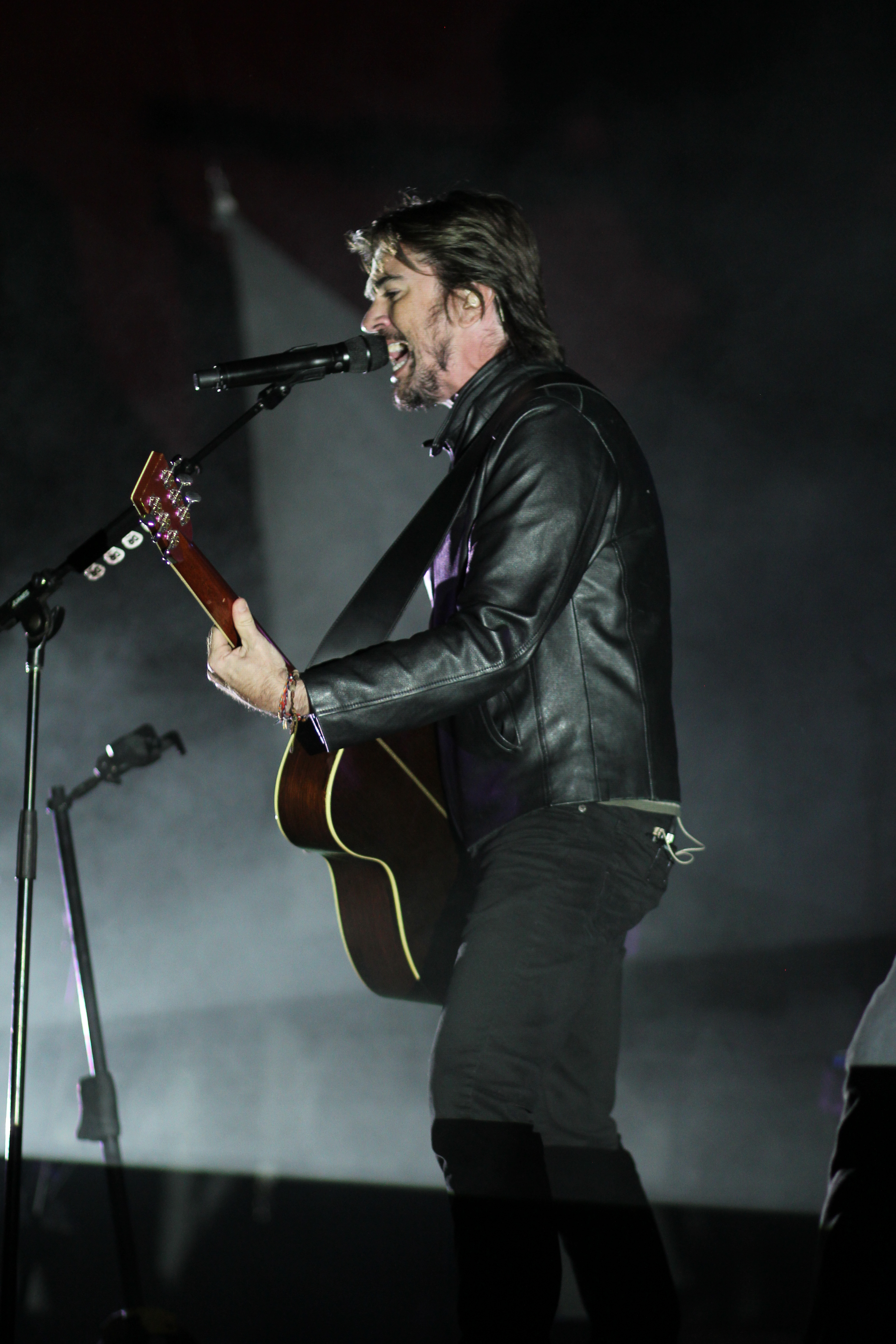
Juanes
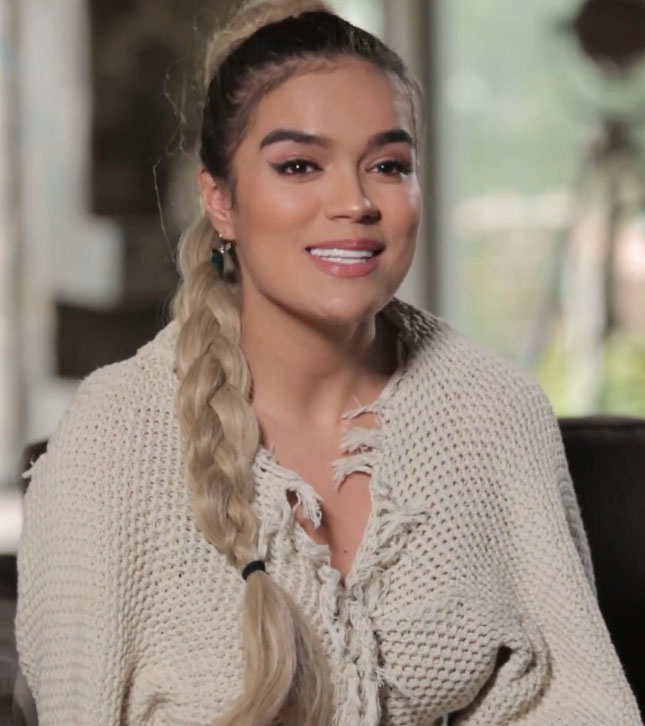
Karol G
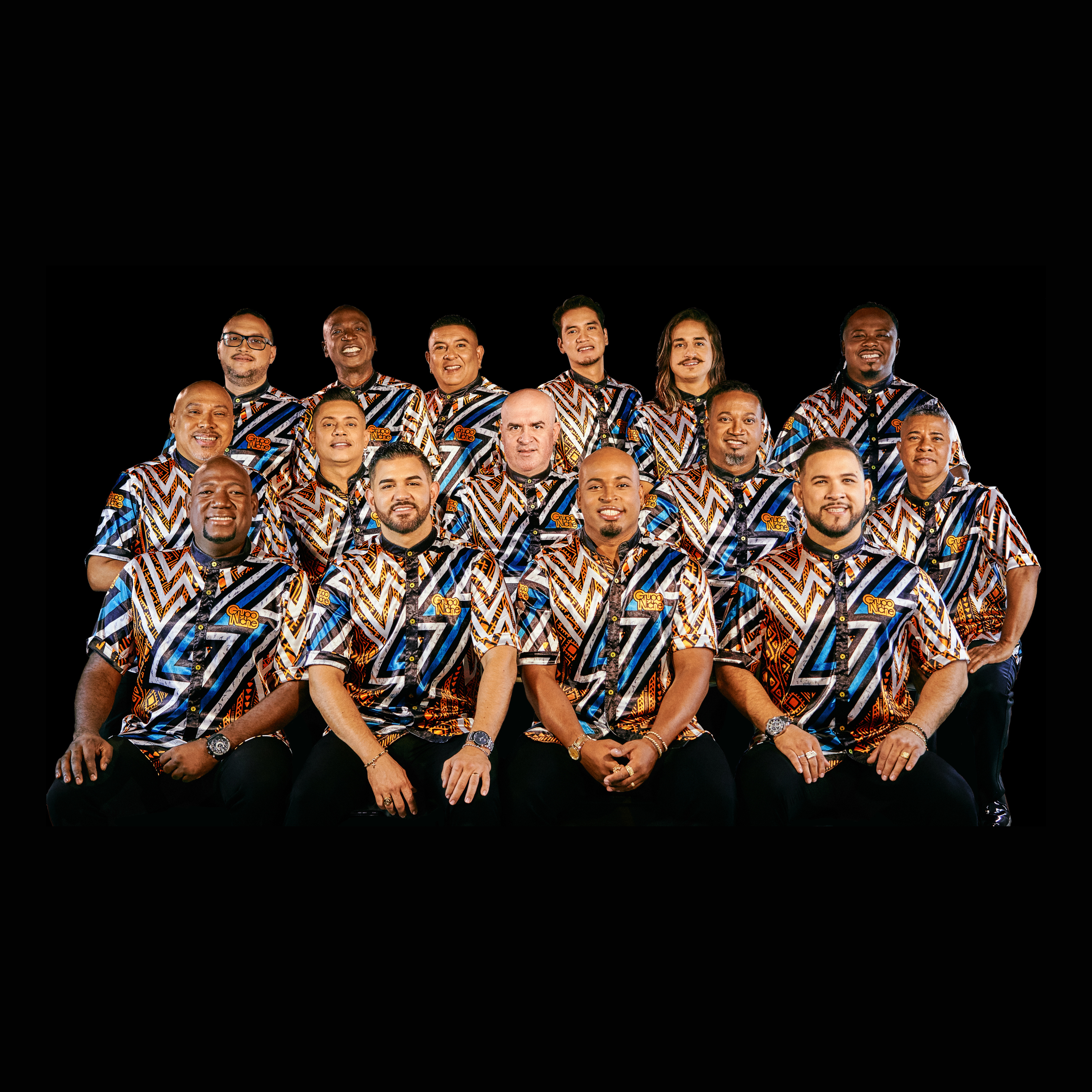
Grupo Niche
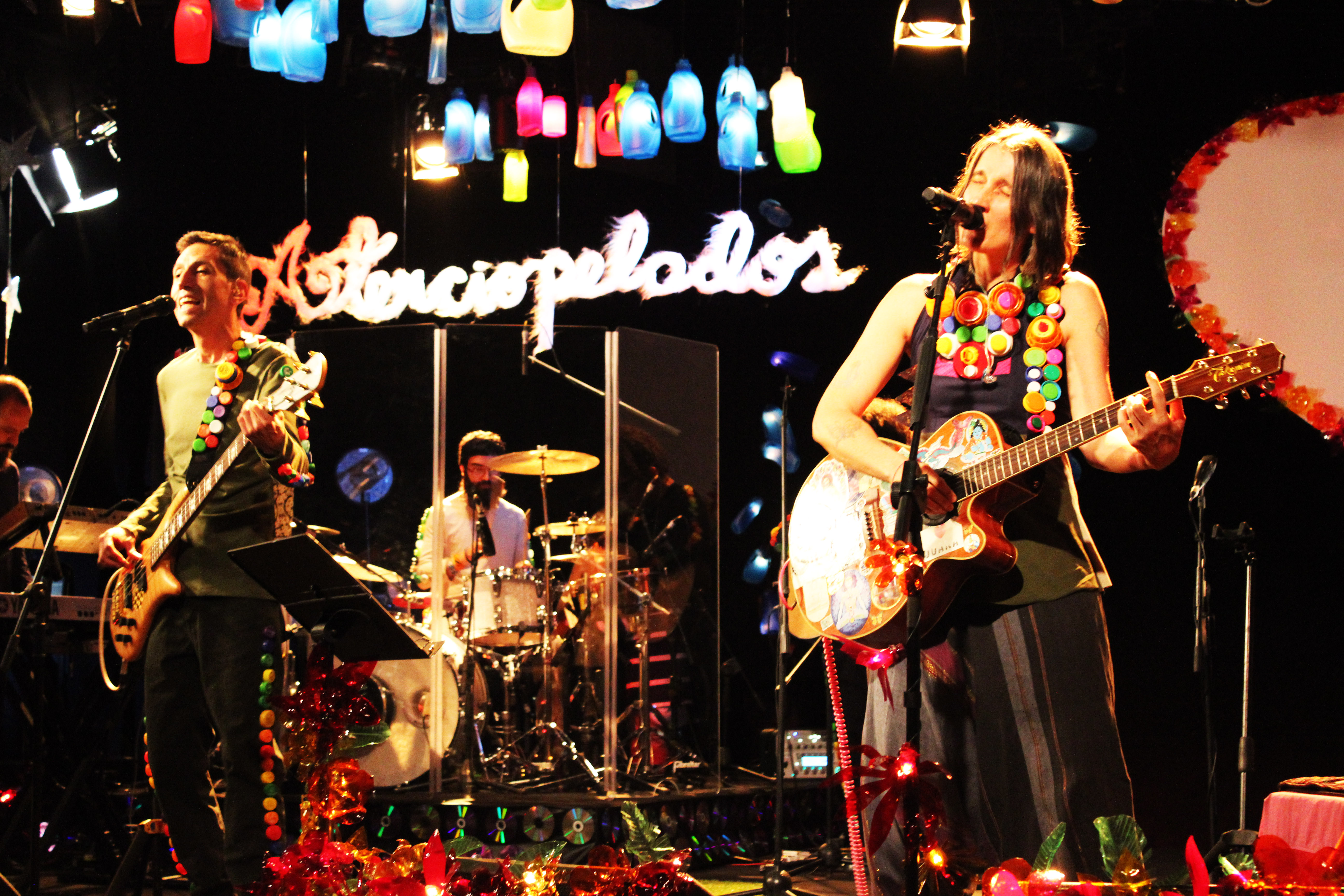
Aterciopelados
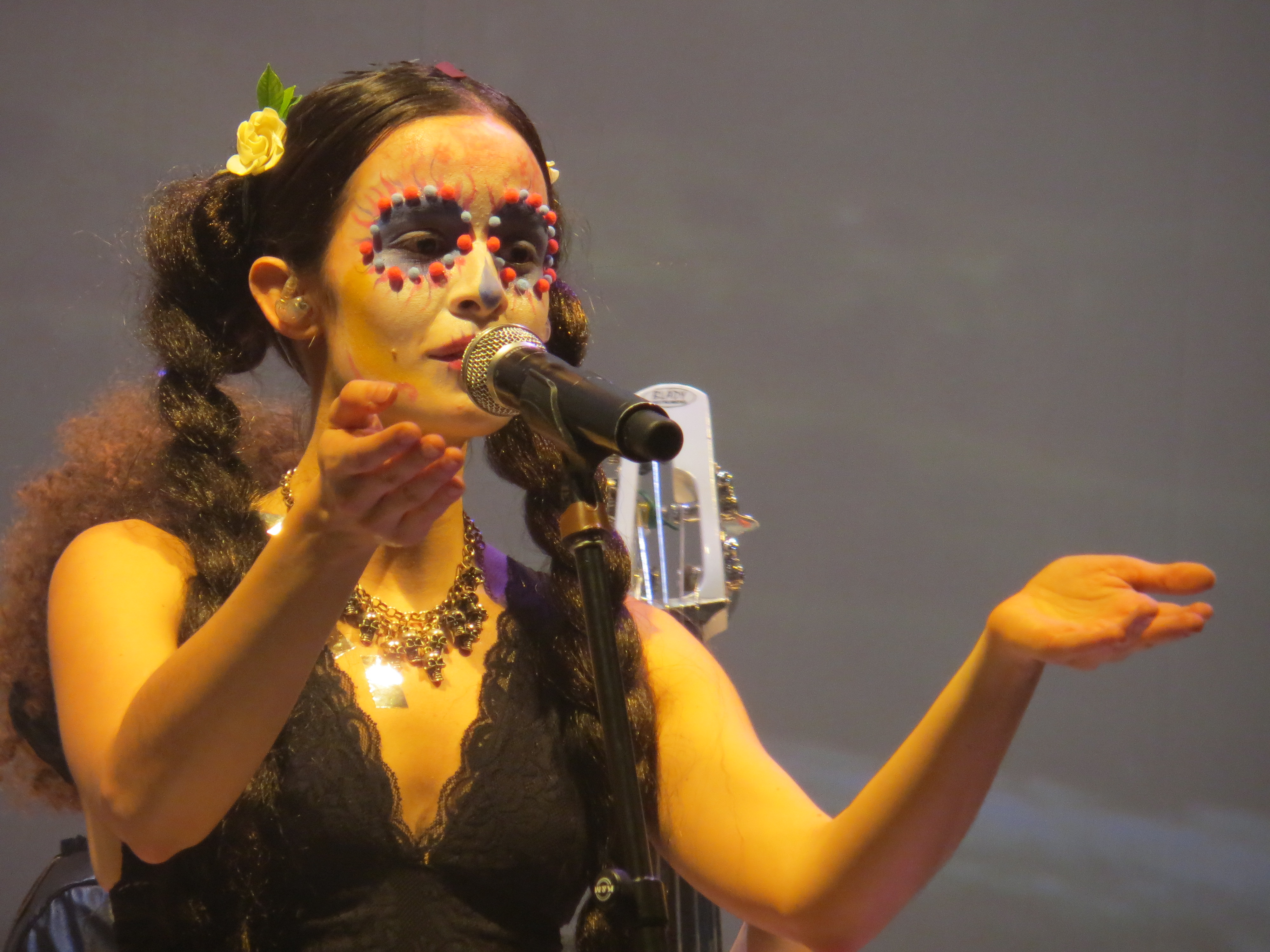
Monsieur Periné
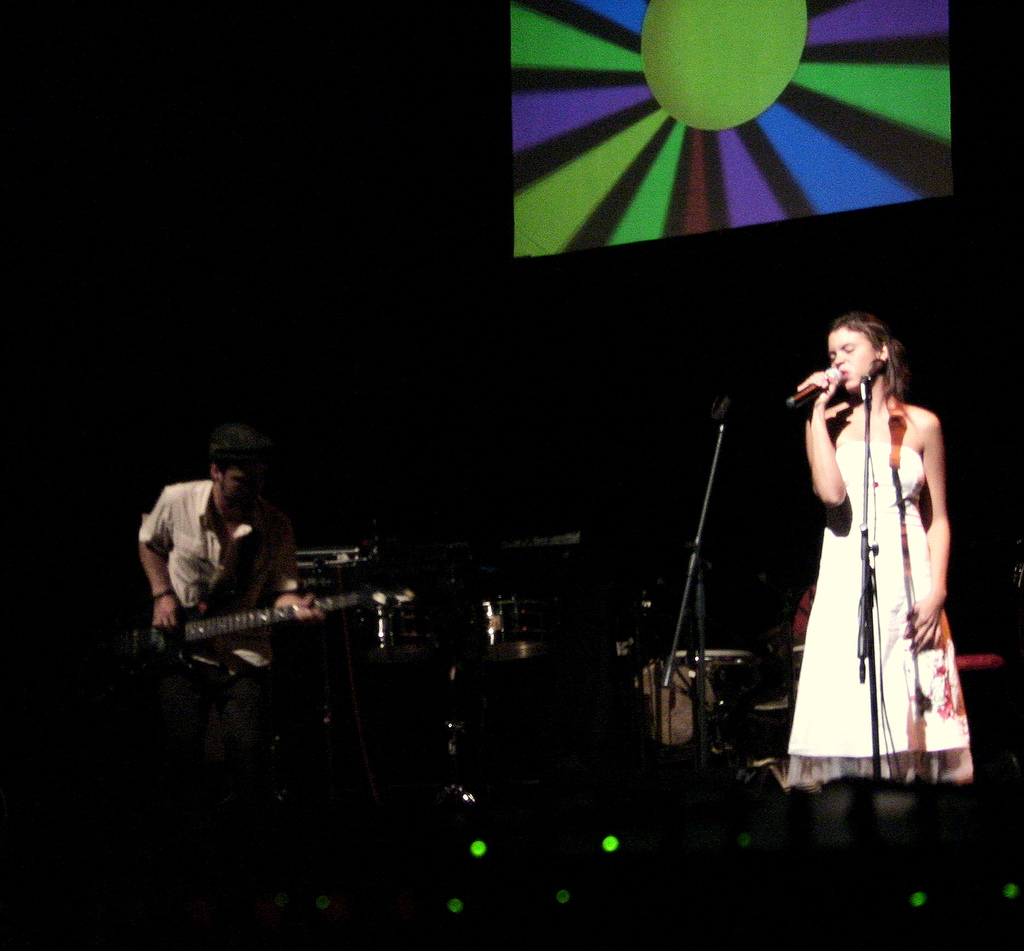
Bomba Estéreo
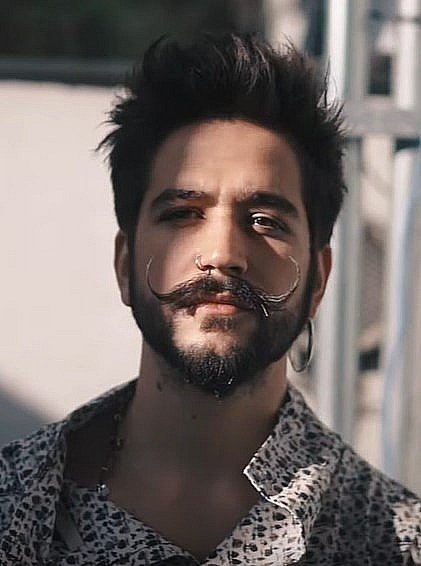
Camilo Echeverry

La industria musical de Colombia es la más grande de América Latina, el país es mayor productor y exportador de música de la región, anualmente genera más de 300 millones de dólares a la economía colombiana, con un crecimiento interanual positivo.
Históricamente se han reconocido como ritmos nacionales, el bambuco (principios del siglo xx), la cumbia (mediados del siglo xx) y el vallenato (fines del siglo xx, inicios del xxi). Los diferentes géneros de la música folclórica de Colombia han sido influidos por elementos españoles, amerindios y africanos que formaron la etnografía del país, así como por otras corrientes latinoamericanas y anglosajonas que han constituido a la música colombiana como la más rica y diversa de América Latina, llevando en años recientes al reconocimiento de varios intérpretes a nivel internacional. La música es promovida principalmente por el apoyo de grandes compañías disqueras, empresas independientes y en menor escala por el gobierno de nacional a través del Ministerio de Cultura. De forma descentralizada, el Sistema Nacional de Cultura, a través del Consejo Nacional de Música, asesora al Gobierno en temas musicales y en representación de cada una de las seis regiones del país.
La Sociedad de Autores y Compositores de Colombia (Sayco) y la Asociación Colombiana de Intérpretes y productores fonográficos (Acinpro) son las organizaciones encargadas de recaudar y distribuir los derechos patrimoniales que genera el uso de las obras a sus autores afiliados y de extranjeros que forman parte de sociedades afiliadas a la Confederación Internacional de Sociedades de Autores y Compositores (Cisac). Desde 1887, la composición musical patriótica que simboliza a Colombia es el himno nacional de Colombia, el cual fue adoptado oficialmente en 1920. Muchos géneros extranjeros han sido comercialmente exitosos, llegando a ser bastante difundidos a través de las emisoras radiales nacionales. Entre estos géneros se pueden contar el merengue dominicano, la salsa, el rock, el pop, la balada romántica, entre otros. A pesar del origen foráneo de tales géneros, en términos culturales han tenido una influencia significativa. En este sentido, dichos géneros cuentan con destacados representantes musicales en el país, muchos de los cuales han tenido también gran éxito en el exterior. El género musical de origen colombiano que ha logrado mayor éxito comercial en la actualidad, es el vallenato, seguido por la cumbia y la música popular.
A partir de las fusiones entre muchos de estos géneros, han aparecido nuevos aires musicales, tales como el tropipop y la champeta. En cuanto al jazz, se destaca que es un género que aparece en el país a partir de la década de 1920, teniendo especial importancia en ciudades como Barranquilla, Cartagena, Bogotá, Cali y Medellín, a través de la radio, el cine y los clubes sociales, como lo destaca Enrique Luis Muñoz Vélez. En el país se realizan distintos festivales de jazz como Jazz al Parque en Bogotá desde 1996, el Festival de Jazz del Teatro Libre de Bogotá, el más antiguo del país, el Barranquijazz de Barranquilla, el Festival Ajazzgo en Cali, el Festival internacional de jazz en Medellín, entre otros. El Rock también cuenta con grandes exponentes y festivales como el Festival Rock al parque en Bogotá, el Festival Internacional Altavoz en Medellín, entre otros. El Rap en Colombia cuenta con el festival más grande de Latinoamérica: el Festival Hip hop al parque de Bogotá.
Sobre la música clásica, es destacable que el país cuenta con diversas orquestas como la Filarmónica de Bogotá, la Filarmónica de Medellín, la Filarmónica de Cali, la Sinfónica Nacional de Colombia, entre otras. El país ha sido testigo del surgimiento de un sinnúmero de festivales de música clásica, además de la existencia de diversas figuras de la música instrumental y del canto lírico que se destacan a nivel internacional.

### Artes escénicas

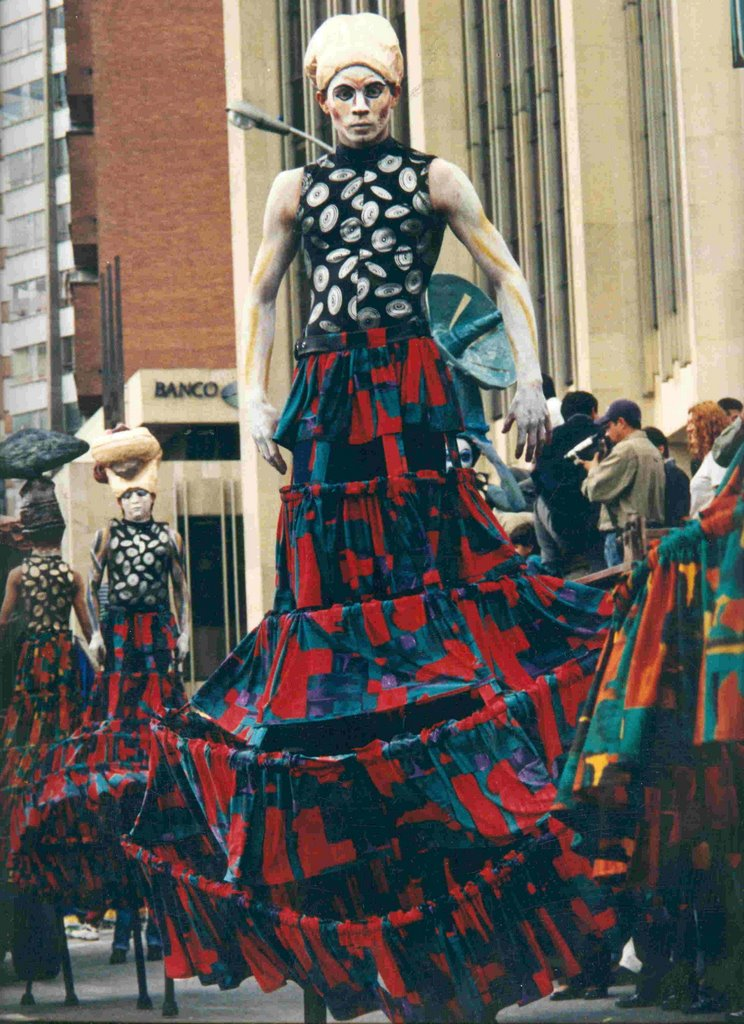
El Festival Iberoamericano de Teatro de Bogotá es uno de los más importantes del mundo.

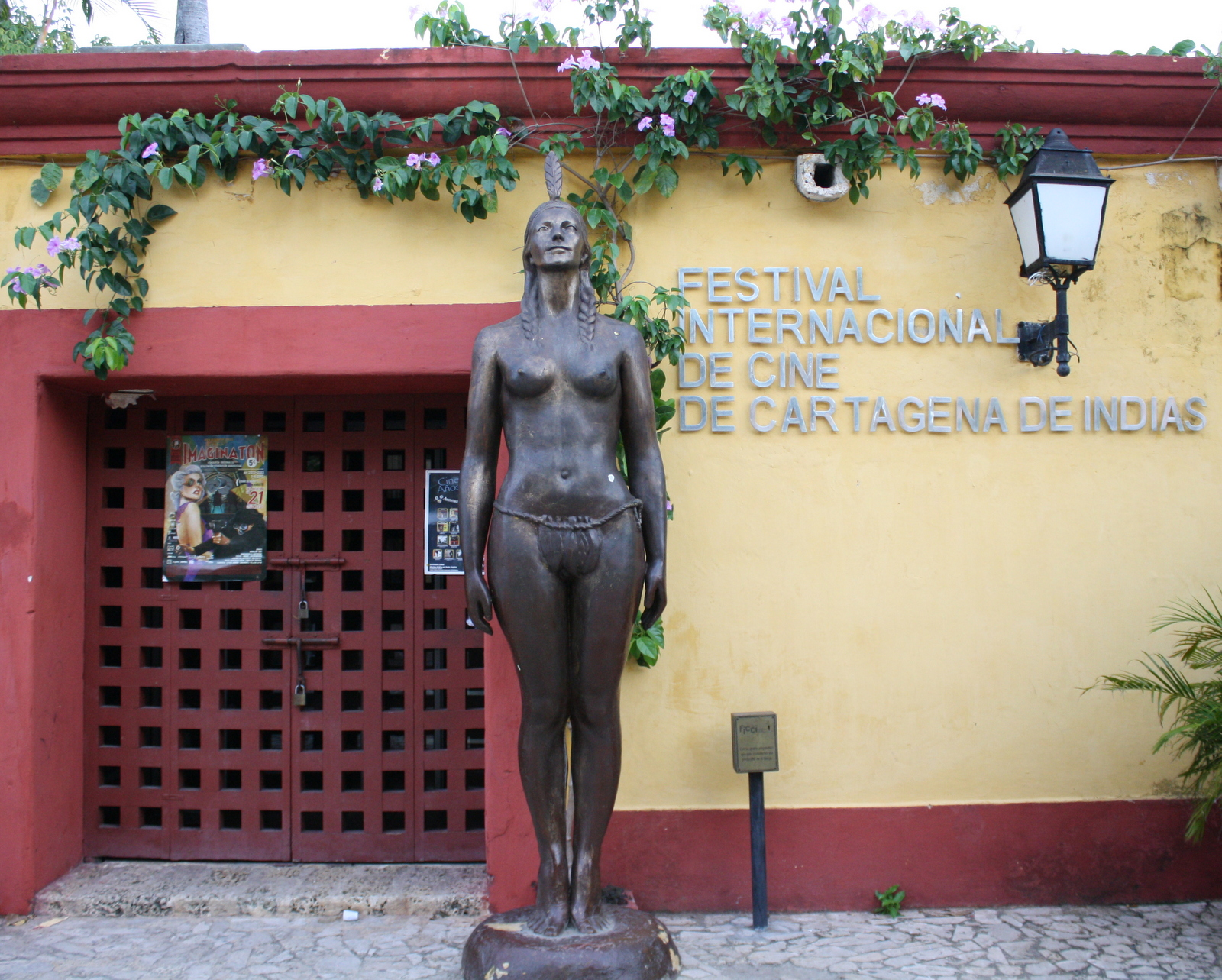
Festival Internacional de Cine de Cartagena de Indias.

### Teatro
El teatro fue introducido durante la colonización española a partir de 1560 con compañías de zarzuela. El teatro en Colombia es principalmente apoyado por el Ministerio de Cultura y por diferentes entidades de carácter estatal o privado afiliadas.
El Festival Iberoamericano de Teatro es un certamen cultural internacional que se lleva a cabo cada dos años en Bogotá. Fue dirigido y producido, hasta su muerte en agosto de 2008, por Fanny Mikey, actriz de teatro y empresaria cultural de origen argentino naturalizada colombiana. Es el evento cultural de mayor transcendencia en Colombia y uno de los festivales de artes escénicas más grandes del mundo.
Otros eventos teatrales importantes son el Festival Internacional de Títeres la Fanfarria (Medellín), el Festival Internacional de Teatro de Manizales, el Festival Internacional de Teatro del Caribe (Santa Marta) y el Festival Artístico Nacional e Internacional de Cultura Popular «Invasión Cultural» (Bogotá).

### Cine
El cine colombiano no ha logrado ser rentable como industria a lo largo de su historia, lo que ha impedido que exista continuidad en la producción y en el empleo de realizadores y técnicos. Durante las primeras décadas del siglo xx existieron algunas compañías que intentaron mantener un nivel constante de producción, pero la falta de apoyo económico y la fuerte competencia extranjera terminaron por malograr las iniciativas. En los años 1980, se creó Focine, de carácter estatal, la cual permitió que se realizaran algunas producciones. Sin embargo, la compañía tuvo que ser liquidada a principios de los años 1990.
En la actualidad, se vive una creciente actividad cinematográfica gracias a la Ley de Cine aprobada en 2003, que ha permitido que renazcan las iniciativas alrededor de la actividad cinematográfica en el país.

## Gastronomía
Colombia no tiene un plato nacional. Entre los platos regionales más representativos se encuentran el sancocho, la arepa, el ajiaco santafereño, la bandeja paisa, el mote de queso, la lechona tolimense, la mamona o ternera a la llanera, el mute santandereano, el tamal, el arroz de lisa y los pescados, sobre todo en las regiones costeras.
La gastronomía colombiana es variada y cambia según cada región:
- Región Amazónica. Uno de los platos más representativos de esta región es la patarashca, que consiste en sazonar un filete de pescado con ajo, pimentón y cebolla y asarlo envuelto en hojas de plátano; casi siempre se acompaña con plátanos fritos y fariña (harina a base de yuca). La gastronomía de esta región se caracteriza por ser a base de pescado, uno de los más consumidos es el pirarucú.[369]
- Región Paisa. En su gastronomía se destaca la bandeja paisa, plato típico de esta región. Son populares platos como el sancocho antioqueño, los fríjoles antioqueños, el hogao, el mondongo antioqueño y el calentao. Algunas variedades de arepa son características de esta región como la de chócolo con quesito antioqueño, la de maíz pelao, entre otras.[370][371]
- Llanos Orientales. Esta región es conocida por la ternera a la llanera o mamona; una bebida muy popular es el guarapo, el cual es el zumo de la caña de azúcar.[372]
- Valle del Cauca. Se destaca el sancocho de gallina, la lulada, el champús, el tamal valluno, el arroz atollado, las marranitas, la sopa de tortillas, el cuaresmero, el pandebono, el pan de yuca, las empanadas, los aborrajados, el chontaduro. En la zona Pacífica del Valle del Cauca existe una gran variedad de comidas a base de pescados y mariscos.[373]
- Región Pacífica, Su gastronomía está influida por el océano Pacífico, con una diversidad amplia en platos de mariscos y pescados. Se destacan el cebiche de camarones, las empanadas de pescado, el pescado encurtido, la cazuela de mariscos, entre otros. Las tortas, las arepas de ñame blanco chocoanas y los buñuelos son tradicionales en esta región.[374]
- Región cundiboyacense. En Tunja se destacan platos como el cuchuco de trigo con espinazo, el cocido boyacense, los ullucos o rubas, el envuelto, la changua, entre otros. En Boyacá es tradicional el consumo de mazamorra chiquita, la chicha y el masato. En el departamento de Cundinamarca se destaca el caldo de papa, el ajiaco, el cuchuco de espinazo de cerdo, entre otros.[375][376]
- Región Insular. La gastronomía de esta región está influida por el mar Caribe. Se destacan las diferentes preparaciones de pescados y mariscos que se acompañan con arroz de coco y diferentes especias dejadas por los ingleses cuando la isla fue colonizada.[377]
- Región Caribe. El platillo más popular es el sancocho, que varía en preparación e ingredientes: sancocho de mondongo, de costilla, de guandú con carne salada, de rabo, de pescados, de mariscos, de gallina y de chivo, entre otros. Muy destacados son el mote de queso, la cazuela de mariscos y las sopas de granos (zaragozas, frijoles cabecita negra, lentejas). Sobresalen distintas preparaciones a base de pescados (bocachico, mojarra, sábalo, lebranche, pargo); arroces como los de coco, lisa, de fríjol cabecita negra y camarón; las arepas; los bollos; fritos como las carimañolas, las empanadas y los patacones; pasteles de arroz y hayacas; animales salvajes (icotea, pato, carnero, guartinaja, armadillo, conejo, ñeque).[378]
- Región del Tolima Grande. Su plato más representativo es la lechona, la cual se prepara rellenando un lechón con arroz, carne de cerdo y diferentes especias. Son representativos de esta región el tamal, la arepa, el viudo de capaz, las achiras, entre otros.[379]

## Religión

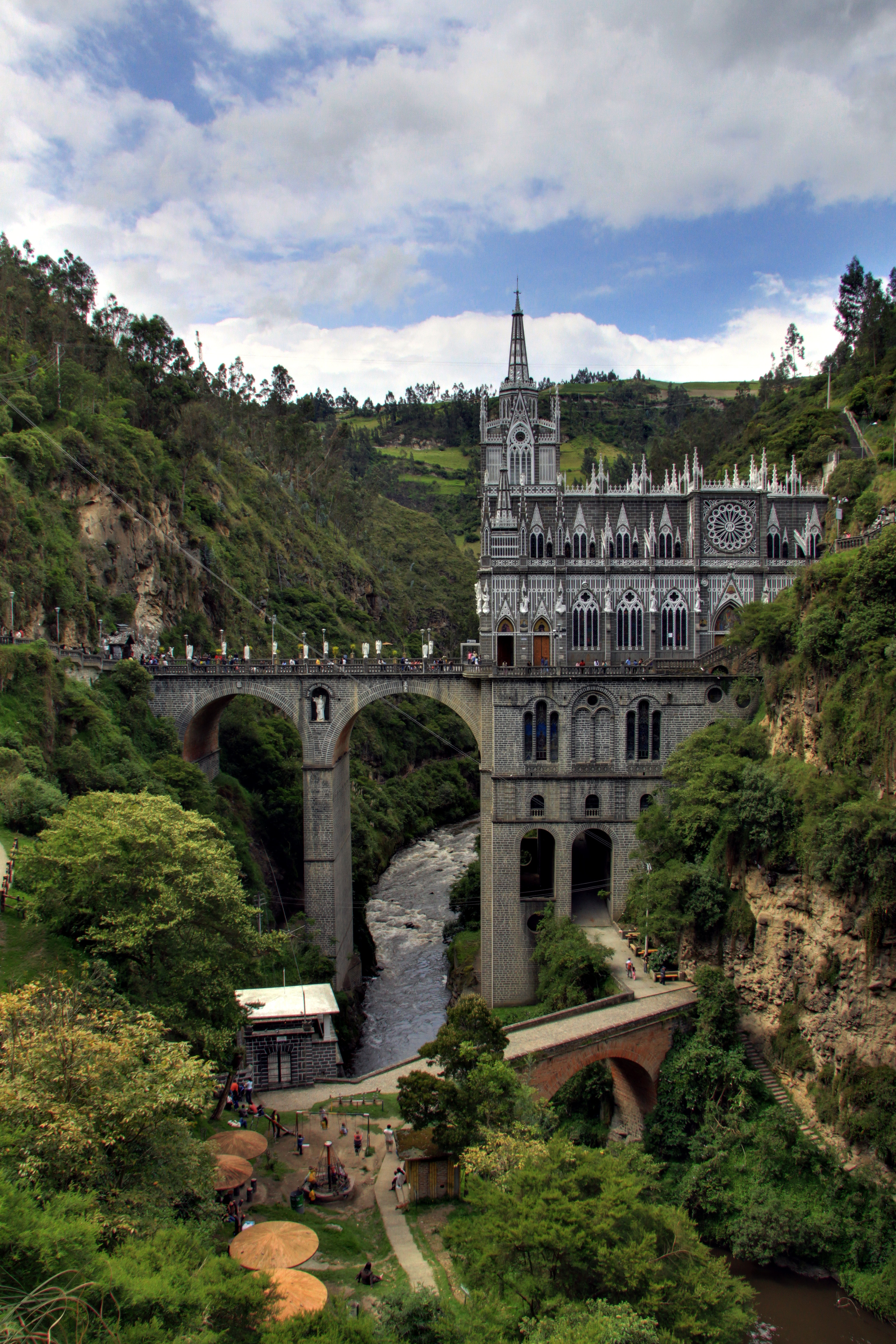
Santuario de Las Lajas.

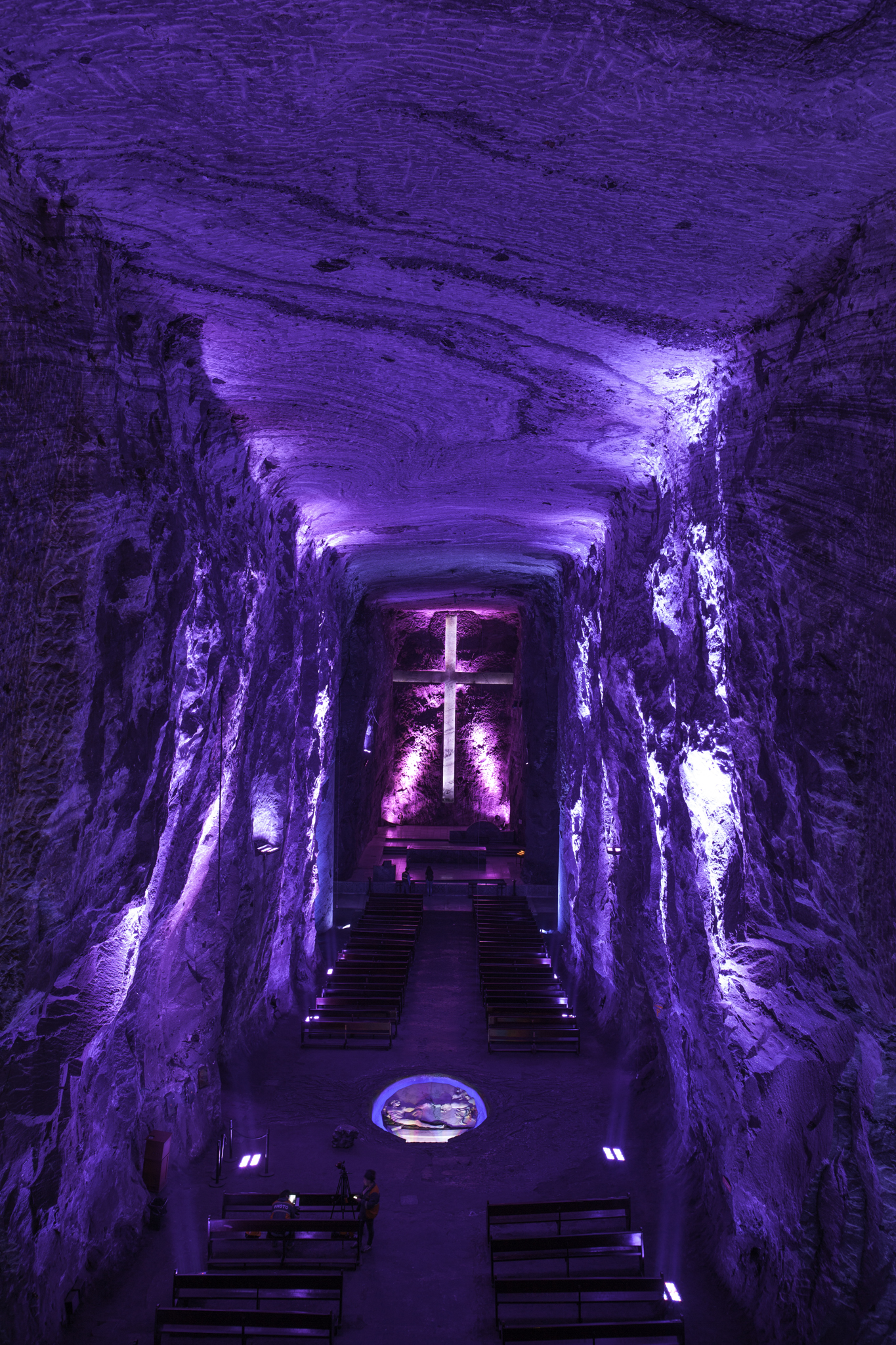
Catedral de Sal de Zipaquirá.

La población cristiana en Colombia se estima en un 92,5 %, de los cuales un 79 % son católicos, 10,8 % protestantes y un 0,2 % de otras denominaciones cristianas, mientras un 6,6 % no presentan ninguna afiliación religiosa, según el Pew Research Center en 2010. El catolicismo fue traído de España por los misioneros e introducido durante toda la Colonia. En la era republicana, la Constitución Política de 1886 estableció en su artículo 38 que La Religión Católica, Apostólica, Romana, es la de la Nación.
Es una nación predominantemente católica a pesar de que la Constitución Política de 1991 estableció la libertad religiosa y eliminó el concepto de nación católica por el de laica. El archipiélago de San Andrés, Providencia, Santa Catalina y demás dependencias fueron colonizados inicialmente por puritanos ingleses, en particular por la Providence Island Company; su población sigue siendo en parte protestante.
En 2004, una encuesta del diario El Tiempo mostró que el 10 % de la población se identificaba como cristiana no evangélica, 3,5 % como evangélica y 1,9 % no profesaba creencias religiosas. El 60 % de los encuestados reconoció no practicar su fe activamente.
Por otro lado, existen formas religiosas sincréticas, resultado de la fusión del catolicismo con religiones indígenas y africanas, las cuales se pueden observar en la santería y en el Carnaval de Blancos y Negros de Pasto, cuyas raíces se encuentran en los rituales precolombinos agrarios y festivales africanos. Al igual que en otros países de América Latina, comunidades protestantes de distintas denominaciones han resurgido en los últimos años duplicando su membresía.

## Deporte
La actividad deportiva es regulada estatal y gubernamentalmente por el Ministerio del Deporte (Mindeporte), por la secretarías municipales y departamentales de recreación y deportes, así como por asociaciones independientes como federaciones, institutos y ligas en las distintas prácticas deportivas. Los deportes apoyados por el gobierno se desarrollan dentro de la legislación educativa en centros educativos como escuelas deportivas, deporte universitario y juegos intercolegiados.
Los principales escenarios deportivos se concentran en las ciudades más pobladas, donde se realizan periódicamente los Juegos Deportivos Nacionales de Colombia.

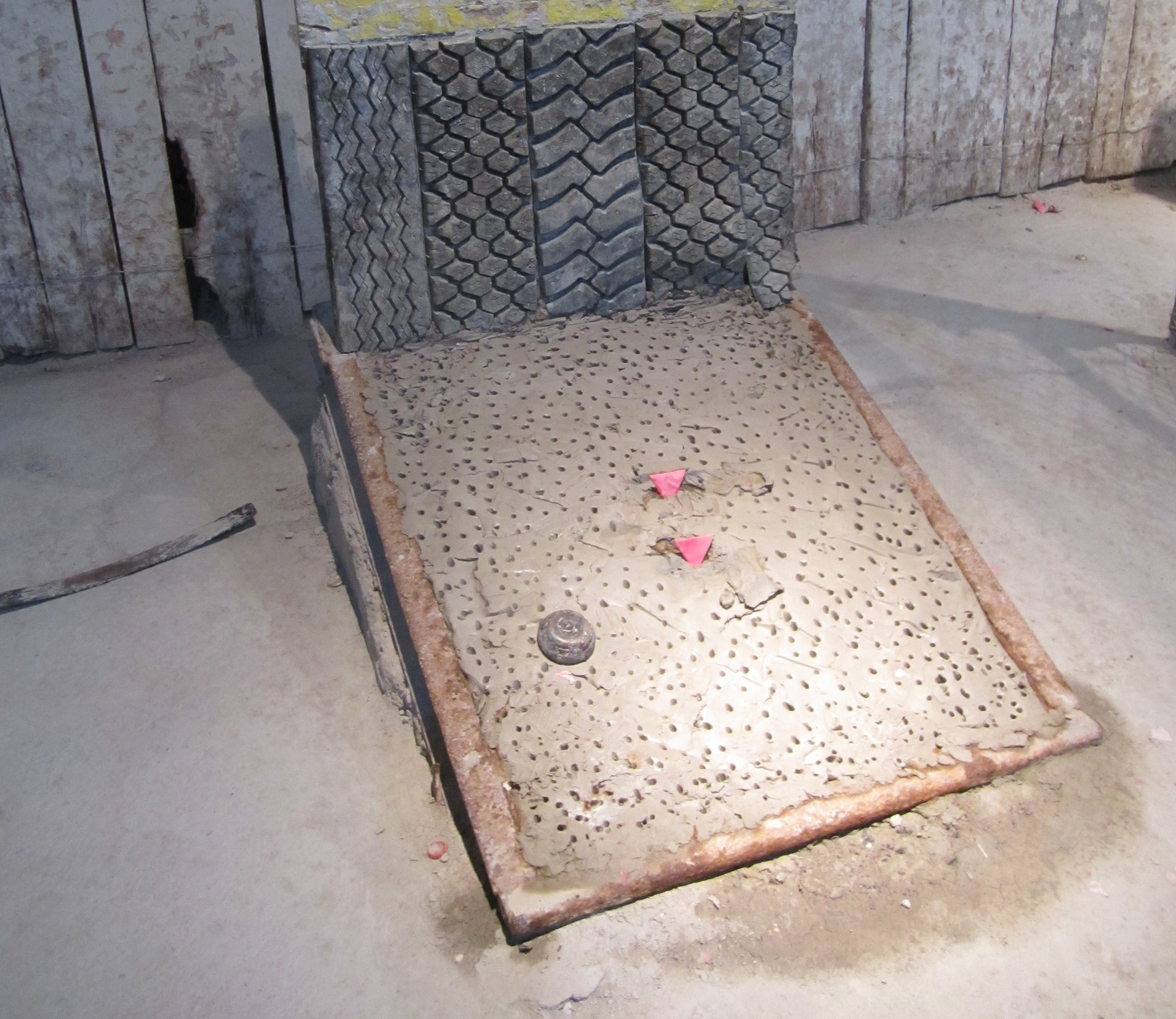
Cancha de tejo o turmequé, deporte autóctono herencia de los muiscas.

Aunque solo se práctica en la región cundiboyacense, el 'tejo' o turmequé es considerado deporte nacional de Colombia, juego ancestral indígena arraigado en la Región Andina. El tejo está determinado por la Ley 6132 de 2000 como deporte nacional de Colombia, tiene reconocimiento por Coldeportes y el Comité Olímpico Colombiano, y está regido por la Federación Colombiana de Tejo (Fedetejo).

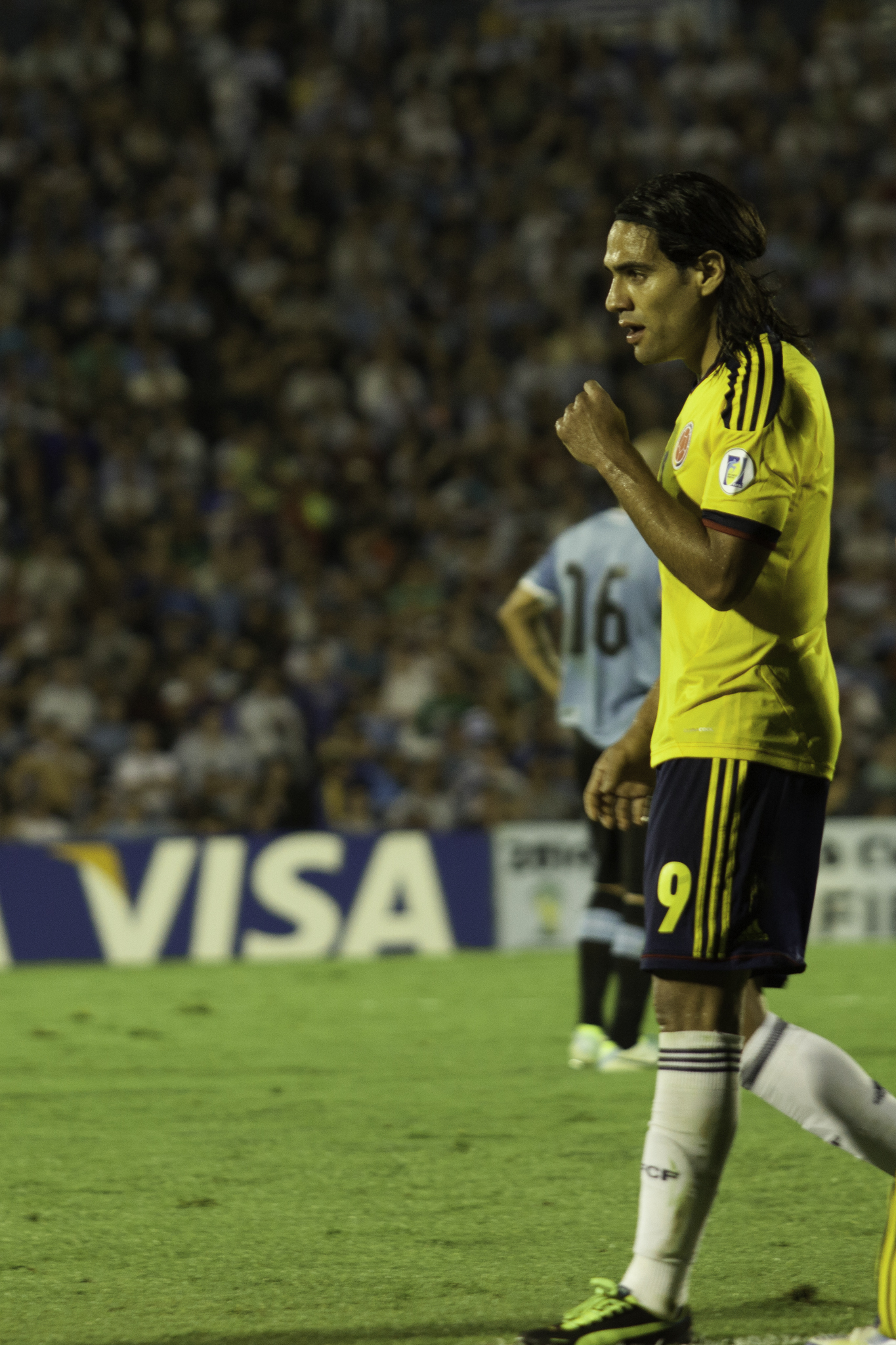
Radamel Falcao García, máximo goleador histórico de la Selección Colombia.

El fútbol es el deporte más popular de Colombia. La liga colombiana está conformada por dos divisiones, categoría Primera A (Liga Betplay por motivos de patrocinio) y categoría Primera B (Torneo Betplay por motivos de patrocinio), que compiten en tres torneos, uno para cada división y la Copa Colombia (Copa Betplay por motivos de patrocinio), además, los dos campeones anuales de la categoría Primera A juegan la Superliga de Colombia (Superliga Betplay por motivos de patrocinio), todos bajo distinción de la Dimayor. La Federación Colombiana de Fútbol, afiliada a la FIFA y a la Conmebol, es el ente rector de este deporte en el país y organiza la participación de la selección en eventos internacionales. La Federación agrupa a la División Mayor del Fútbol Colombiano (que organiza el fútbol profesional) y la Difútbol (que tiene a su cargo el fútbol aficionado).
El béisbol, popular en la Costa Caribe, le entregó al país su primer título mundial en cualquier deporte en la Copa Mundial de Béisbol de 1947 celebrada en Cartagena. La selección colombiana de béisbol revalidaría el título mundial aficionado de béisbol en 1965, en torneo realizado también en Cartagena. La Liga Colombiana de Béisbol Profesional, fundada en 1948 y constituida por cuatro equipos, organiza la principal competición anual en la materia. Los colombianos más destacados en las Grandes Ligas han sido Édgar Rentería y Orlando Cabrera. Desde 2009, se ha producido un auge de beisbolistas colombianos en Grandes Ligas; en 2013, un total de cinco colombianos actuaron en dicha competencia.
El boxeo es el deporte que más campeones mundiales ha producido para Colombia; el primero en coronarse fue Antonio Cervantes «Kid Pambelé» en 1972. Otros campeones mundiales destacados fueron Rodrigo Valdez y Miguel «Happy» Lora. Clemente Rojas, Afonso Pérez, Jorge Eliécer Julio e Ingrit Valencia obtuvieron medallas de bronce para el país en los Juegos Olímpicos; Yuberjen Martínez obtuvo plata.

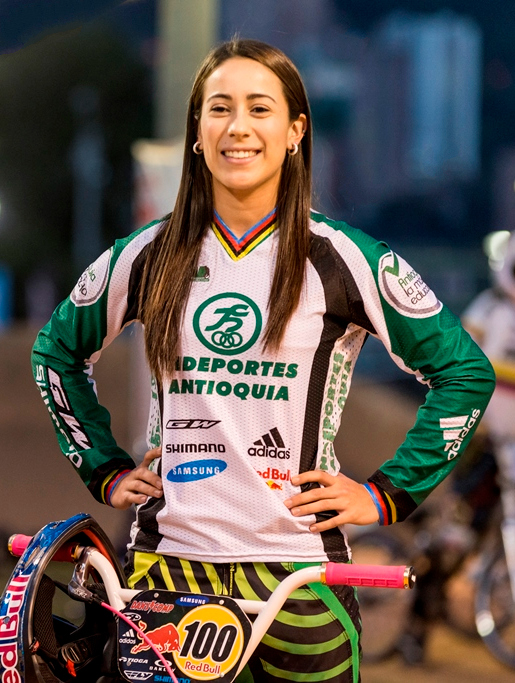
Mariana Pajón, doble medallista de oro en ciclismo en los Juegos Olímpicos de Londres 2012 y Río 2016.

Otro deporte que goza de especial popularidad en el país es el ciclismo, el cual ha producido figuras con participaciones destacadas desde los años 1980 en las principales competencias de ruta europeas (Tour de Francia, Vuelta a España, Giro de Italia, entre otras) y latinoamericanas como Luis Herrera, Fabio Parra, Santiago Botero, Nairo Quintana, Rigoberto Urán y Egan Bernal. Martín Emilio «Cochise» Rodríguez impuso la marca mundial de la hora en 1970 y se coronó campeón mundial en los 4.000 metros persecución individual en 1971. Las principales competencias ciclísticas del país son la Vuelta a Colombia y el Clásico RCN.
El ciclismo es, junto a la halterofilia, el deporte que más medallas olímpicas le ha entregado a Colombia: Mariana Pajón (oro y plata en BMX), Rigoberto Urán (plata en ruta), María Luisa Calle (bronce en pista), Carlos Oquendo (bronce en BMX) y Carlos Ramírez (bronce en BMX).
Entre las décadas de 1960 y 1980, varios fondistas colombianos se destacaron en importantes carreras internacionales como la San Silvestre de São Paulo, Brasil: Álvaro Mejía (ganador en 1966), Domingo Tibaduiza (vencedor en 1977) y Víctor Mora (ganador en 1972, 1973, 1975 y 1981).
Colombia es potencia mundial en patinaje de velocidad sobre patines en línea, a tal punto que de los 23 campeonatos del mundo que se han celebrado, Colombia ha sido ganadora absoluta en 11 oportunidades. Las principales figuras de este deporte han sido Luz Mery Tristán, Cecilia Baena, Jorge Botero y Kelly Martínez.
El automovilismo también ocupa un lugar importante en las preferencias de los colombianos, siendo Juan Pablo Montoya, quien logró varias figuraciones importantes en la Fórmula 1 en la década de 2000, el deportista más importante en esta disciplina.
Las disciplinas individuales han reportado los mejores logros en los Juegos Olímpicos. La participación más destacada en este certamen fue en Río 2016, donde el equipo olímpico colombiano obtuvo ocho medallas, destacándose las tres de oro obtenidas por Mariana Pajón, Óscar Figueroa y Caterine Ibargüen. Antes de dicha participación, la mejor figuración había sido en Londres 2012, donde se obtuvieron ocho medallas, entre ellas una de oro obtenida por Mariana Pajón en BMX.
El primer medallista olímpico colombiano fue Helmut Bellingrodt, medalla de plata en tiro al jabalí en Múnich 1972, presea que volvió a obtener en Los Ángeles 1984. Colombia ha obtenido en total 5 medallas de oro, 13 de plata y 16 de bronce, en diversos deportes como la halterofilia, el ciclismo (ruta, pista y BMX), el tiro deportivo, el taekwondo, el boxeo, la lucha, el judo y el atletismo. En los Juegos Paralímpicos, los deportistas colombianos han obtenido 47 medallas en total.